# Basilique Notre-Dame-de-Bonne-Garde
Pour les articles homonymes, voir basilique Notre-Dame et Notre-Dame.
La basilique Notre-Dame-de-Bonne-Garde est une basilique mineure de culte catholique, dédiée à Notre-Dame, située dans la commune française de Longpont-sur-Orge et le département de l'Essonne.
Le site de l'église est précédé par une chapelle remontant aux temps de la christianisation de l'Île-de-France, édifiée au plus ancien lieu de culte marial de la région : d'après la légende, des druides gaulois y vénéraient déjà une statue de la Vierge.
L'église a été fondée en 1031 par Gui Ier de Montlhéry et sa femme Hodierne de Gometz. Trente ans plus tard, ils bâtirent un prieuré et demandèrent à l'évêque d'offrir église et prieuré à l'abbaye de Cluny. Rien de cette première filiale de Cluny en région parisienne ne subsiste : la Révolution française l'anéantit. Les parties de l'église bâties jusqu'à la fin du XIe siècle se sont apparemment aussi perdues. Le portail gothique des années 1220 est célèbre pour sa qualité artistique et son iconographie ; le tympan représente le couronnement de la Vierge.
La nef et les bas-côtés sont de style roman et datent vraisemblablement du premier quart du XIIe siècle, mais ne furent voûtés qu'ultérieurement. Le transept et le chœur ont été démolis en 1819 en raison de leur vétusté. Le classement aux monuments historiques par liste de 1862 intervint trop tard pour les sauver. L'engagement du chanoine Auguste Arthaud permit néanmoins de recueillir les fonds nécessaires à leur reconstruction, qui s'effectua entre 1875 et 1878. Le nouvel essor de l'église a été possible grâce à son rôle de lieu de pèlerinage à rayonnement régional, attesté depuis le XIIIe siècle, et grâce à la confrérie Notre-Dame-de-Bonne-Garde liée à ce pèlerinage. Généralement, les pèlerinages sont motivés par des miracles et des reliques, et l'église de Longpont en a possédé des très prestigieuses dès son premier temps.
Au milieu du XIXe siècle, l'abbé Arthaud œuvra pour enrichir le reliquaire, et celui-ci prit bientôt une envergure nationale. Le pèlerinage et le reliquaire motivent le pape Pie X à ériger l'église en basilique mineure par un décret du 26 février 1913. En 1969, Notre-Dame-de-Bonne-Garde est proclamée sainte patronne du nouveau diocèse de Corbeil-Essonnes par Mgr Albert Malbois, son premier évêque. La basilique reste le plus important centre spirituel du diocèse, avec la cathédrale de la Résurrection d'Évry.

## Situation
La basilique Notre-Dame-de-Bonne-Garde se situe en France, dans le département de l'Essonne, dans la vallée de l'Orge, sur la commune de Longpont-sur-Orge, non loin de la route nationale 20, ancienne route royale de Paris à Orléans. Elle est implantée sur une légère proéminence à la limite est du village, en bordure du parc du Lormoy, qui occupe une partie de la rive gauche de l'Orge. Cette situation est pittoresque et rend l'église visible de loin en s'approchant par le parc. Le cimetière se trouve à l'est de la basilique, et la mairie et ses annexes la bordent au nord, mais on peut faire le tour de l'édifice. Dédiée à sainte Marie, elle est par ailleurs localisée sur l'un des chemins utilisés par les pèlerins de Saint-Jacques-de-Compostelle.

## Histoire

### Les origines

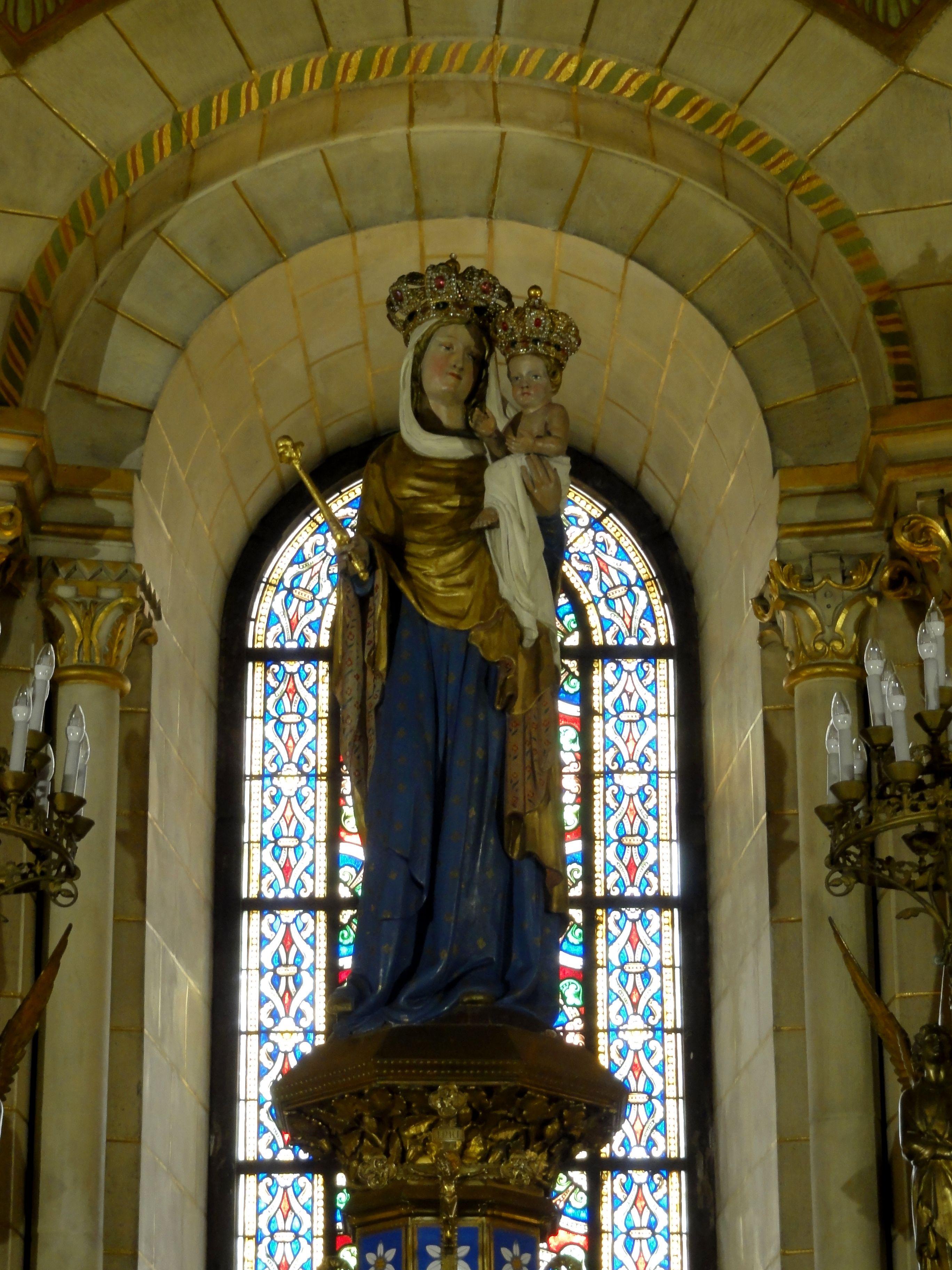
Statue de Notre-Dame-de-Bonne-Garde.

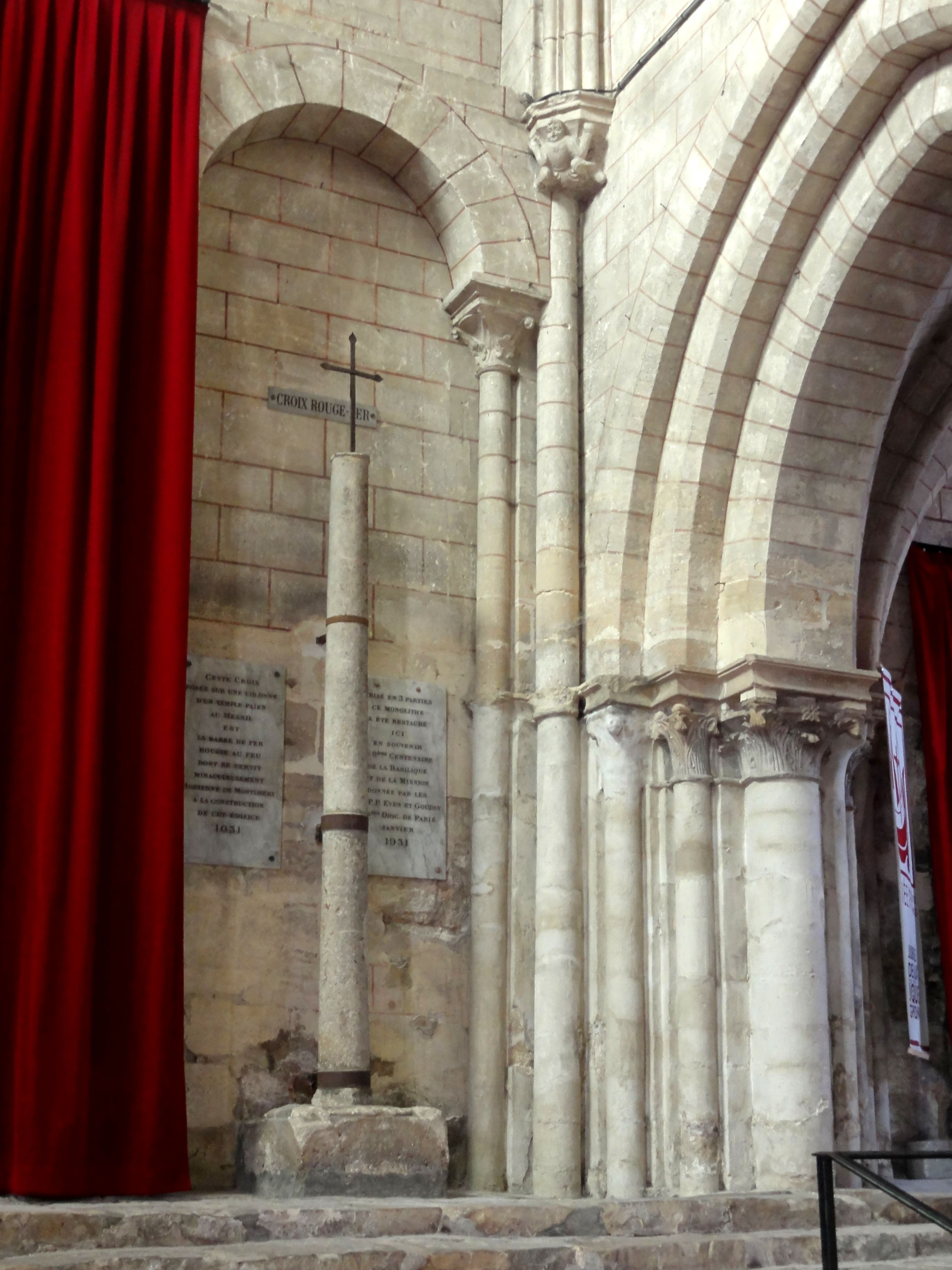
La croix Rouge Fer.

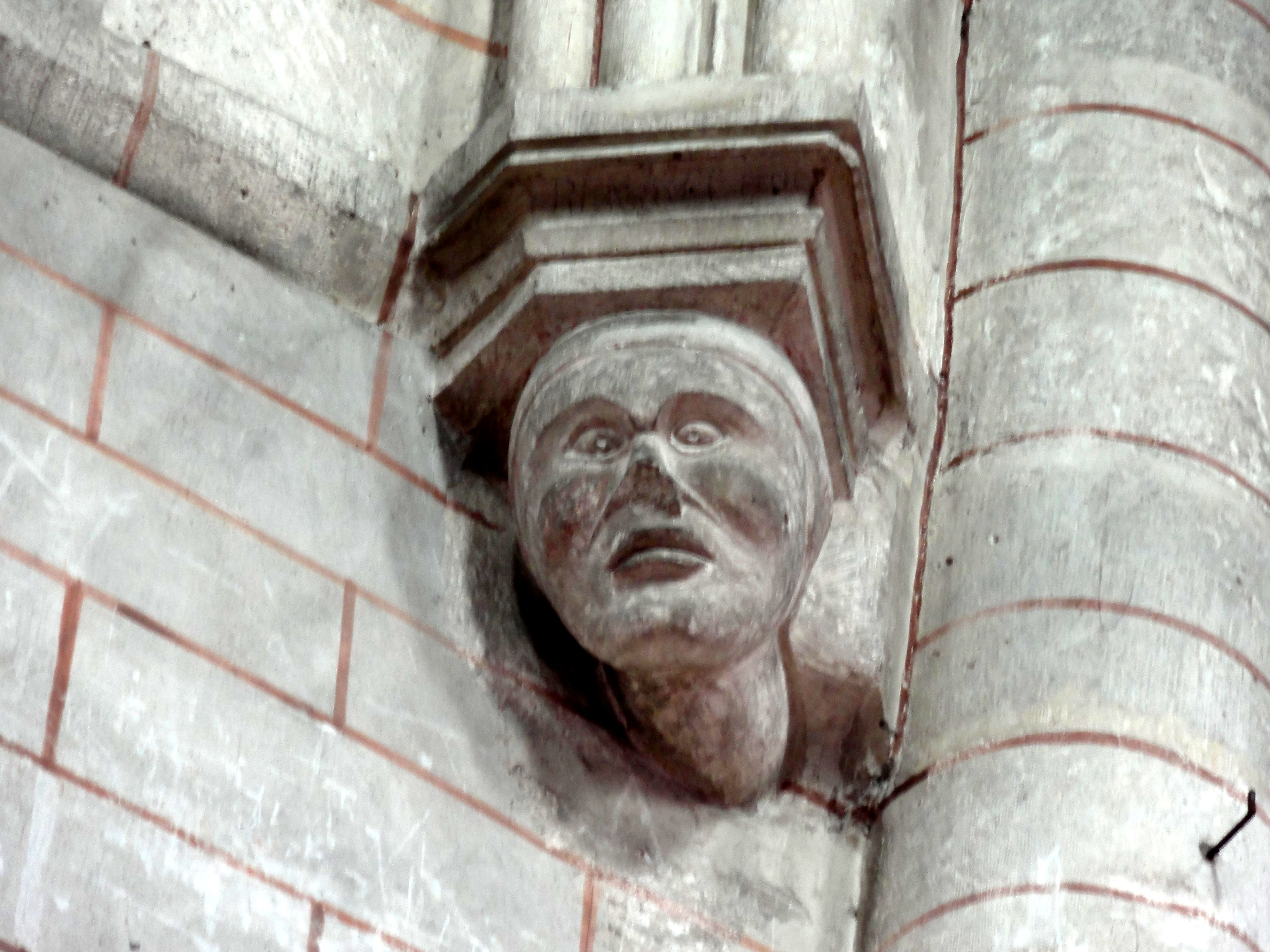
Représentation d'Hodierne sur un culot dans la 3e travée de la nef, côté nord-est.

La construction de la basilique actuelle commence en 1031, et ne s'achève qu'au XIIIe siècle. Elle remplace une chapelle très ancienne, dont le mythe fondateur a été transcrit par dom Jacques Bouillart, moine bénédictin de l'abbaye de Saint-Germain-des-Prés, au début du XVIIe siècle.
Ce mythe raconte qu'à la fin du IIIe siècle, des bûcherons gaulois auraient découvert, dans un chêne creux de la butte de Longpont, une statue de bois représentant une femme avec un enfant dans les bras. L'effigie aurait été accompagnée d'une inscription latine bien mystérieuse pour les païens : « Virgini pariturae » — « À la Vierge qui enfantera », bien que l'usage du latin paraisse peu probable à l'époque dans la région. Les druides auraient commencé à vénérer cette image de la déesse mère. Il est possible qu'ils connurent la prophétie d'Isaïe (Is 7, 14), qui dit que le Messie naîtra d'une vierge : la curiosité des druides était grande, et par leur commerce avec Marseille, les Gaulois étaient en rapport avec des Juifs. Plus tard saint Denis de Paris et son compagnon saint Yon, passèrent par Longpont. Ils expliquèrent aux druides comment la prophétie sur la Vierge Marie s'était enfin réalisée. Celle que les Gaulois du bord de l'Orge vénéraient sans la connaître était bien la Vierge Marie, mère du Sauveur. Saint Yon serait resté sur place pour christianiser la région. Il aurait été décapité vers 290. Avant de partir pour Paris, saint Denis aurait laissé à Longpont une précieuse relique : un morceau du voile de la sainte Vierge. Une statue et une relique seraient donc à l'origine du sanctuaire de Notre-Dame-de-Longpont.
Priscus, chef de la tribu des Carnutes, aurait demandé la statue ou sa réplique et l'aurait transportée à Chartres, où elle serait à l'origine de la cathédrale Notre-Dame de Chartres. D'après les chanoines de la cathédrale de Chartres, des chênes provenant de Longpont auraient été employés pour la charpente de la cathédrale, sans doute en raison du pouvoir spirituel émanant de ce lieu dans l'imagination des contemporains. Si la légende est vraie, Longpont peut, en effet, être qualifié de plus ancien lieu de dévotion mariale d'Île-de-France. C'est aussi l'un des exemples les plus connus de la christianisation d'un lieu de culte païen dans la région. 
Le maître-autel se trouve sur un roc tabulaire, ce que l'on a encore pu constater lors de la restauration de 1875, et le chanoine Arthaud regretta de ne pas l'avoir fait relever. Ce roc pourrait correspondre à l'ancien autel druidique. Une source coulait encore dans le chœur en 1792, qui était sans doute la source sacrée des druides. Pie X estima en 1913 que les origines druidiques du sanctuaire pouvaient difficilement être contestées. Un vestige de la mystérieuse statue des Gaulois subsisterait également ; il serait enchâssé dans la jambe et le pied droits de la statue de Notre-Dame-de-Bonne-Garde dans la chapelle d'axe, qui lui est dédiée.
Dans le courant du XIe siècle, Gui Ier de Montlhéry, seigneur de Montlhéry, épouse Hodierne de Gometz, et, après leur mariage, ils conçoivent un projet pour remplacer la vieille chapelle dédiée à sainte Marie par une grande basilique. Le choix de son lieu d'implantation ne peut être fortuit, car Gui et Hodierne la bâtissent sur une pente, assez loin du château et au milieu d'une campagne inhabitée, probablement afin de perpétuer la tradition du premier sanctuaire du temps des druides. Une tradition affirme que la première pierre est posée le 25 mars 1030 ou 1031, pour la fête de l'Annonciation, par le roi de France Robert II le Pieux, en présence de l'évêque de Paris, Humbert (ou Imbert) de Vergy. Mais la première mention historiquement certaine de l'édifice date de 1061.
Une autre légende est attachée à la construction de la basilique. Hodierne, très pieuse et très humble, aurait participé personnellement aux travaux. Elle porta elle-même de l'eau au chantier afin d'aider les maçons. Pour faciliter sa tâche, elle demanda au forgeron local de lui fournir une barre de fer qui l'aiderait à mieux porter les seaux. Le stupide forgeron, influencé par sa méchante femme, lui donna, par dérision, une barre rougie au feu. Hodierne fut épargnée de toute brûlure, et le forgeron et sa femme moururent dans l'année. Le fer miraculeux fut monté au sommet d'une colonne provenant d'un temple de Mercure. La « Croix Rouge fer » est conservée au fond de la basilique depuis 1931, une réplique ayant été placé à son emplacement authentique. Les trois protagonistes, Hodierne, le forgeron et la mégère ont été représentés, sculptés dans la pierre, sur des culots à la retombée des voûtes de la troisième travée de la nef (le forgeron et Hodierne au nord, la femme au sud).
En 1061, l'église approche de son achèvement, d'après la charte LI du cartulaire de Longpont. Par cette charte, l'évêque Geoffroy de Boulogne constate avoir reçu la demande de Gui Ier de Montlhéry de donner l'église à des moines bénédictins. Selon la volonté de Gui, Geoffroy choisit l'abbaye de Cluny, qui établit un prieuré à Longpont : ce fut la première implantation clunisienne en région parisienne. Le nombre de moines est fixé à vingt-deux, mais il atteignit parfois les trente,,.

### Le prieuré clunisien

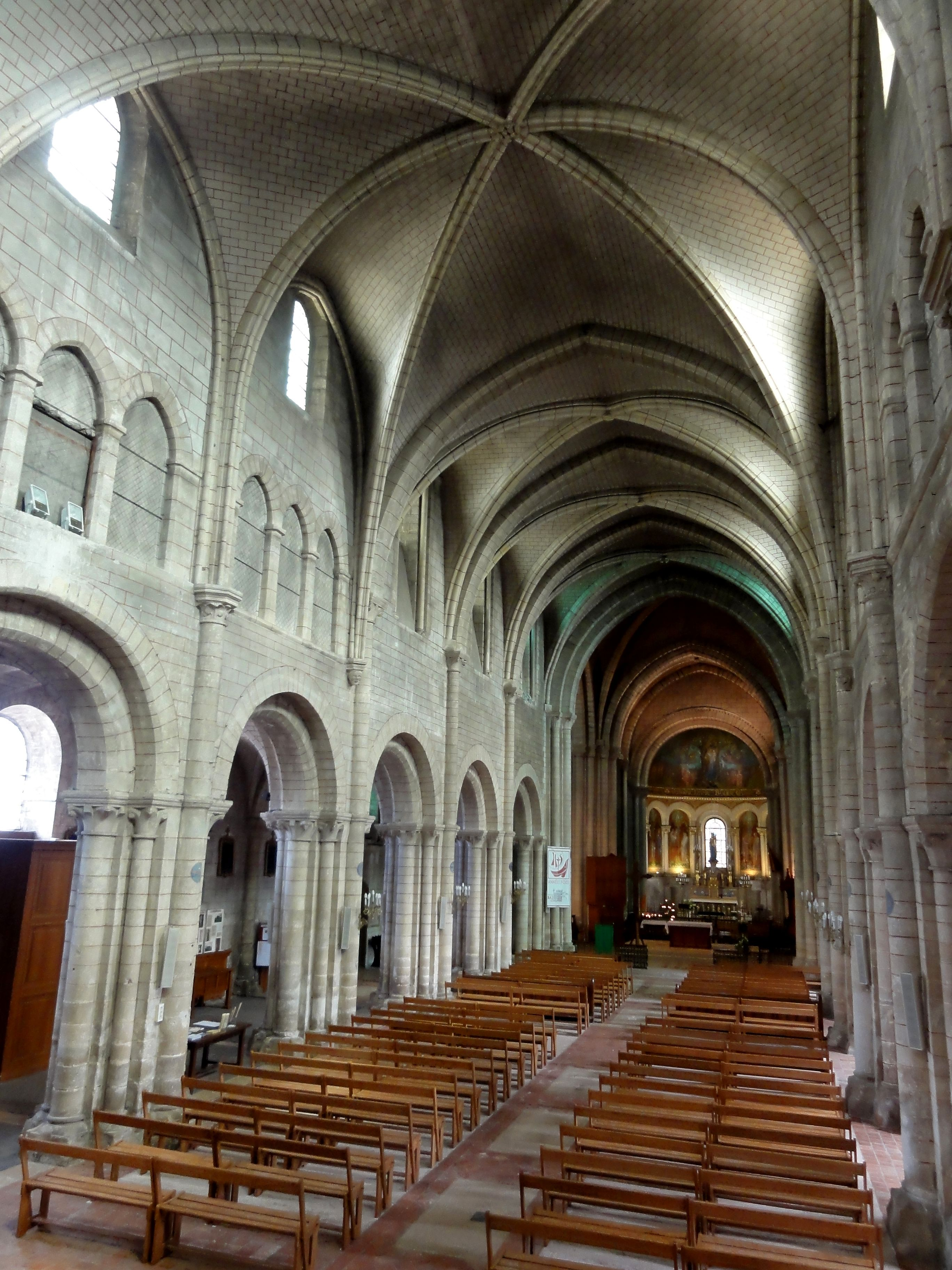
Intérieur de la basilique, vue vers l'est, état depuis le début du XIIIe siècle.

À la suite de la donation, Hodierne se rend à Cluny afin de persuader l'abbé Hugues de Cluny d'envoyer des moines à Longpont. Celui-ci hésite d'abord, puisque son abbaye n'a encore aucune filiale dans la région. Ce sont peut-être les présents qu'Hodierne apporte, un calice en or et une chasuble précieuse, qui le font fléchir. Hugues envoie donc les vingt-deux religieux, et pour les accueillir, Gui Ier et Hodierne font construire un couvent à leurs frais, au sud du transept. Ils garantissent au monastère une exemption de la justice seigneuriale. Les moines bâtissent une ferme au sud-ouest de l'église, et défrichent la butte de Longpont. Le premier prieur, qui se nomme Robert, reçoit, avant de mourir en 1066, une donation d'un parent d'Hodierne, Geoffroy de Gometz, en présence d'Hilgod doyen de Sainte-Geneviève de Paris et futur évêque de Soissons. 
Vers 1074, alors qu'Hodierne voit la fin de sa vie approcher, Gui décide de prendre l'habit au moment de se trouver veuf. Hodierne meurt un 7 avril, mais on ignore l'année exacte. Hodierne est localement considérée comme une sainte, mais n'a pas encore été canonisée. D'abord enterrée devant le portail occidental, sa dépouille est transférée dans la croisée du transept en 1641. Une fontaine prit le nom d'Hodierne, et des fiévreux y implorèrent leur guérison. Gui vécut jusqu'au début des années 1080, et sa tombe resta visible jusqu'à l'arrachage des carreaux qui pavaient l'église, en 1793.
Sous le seigneur Milon Ier de Montlhéry, fils de Gui, le prieuré reçoit beaucoup de dons en terres, maisons et revenus, tant de la part des seigneurs des environs, que de la part d'habitants plus modestes. Il obtient également les autels de l'église Saint-Martin-Saint-Laurent d'Orsay, de l'église Saint-Denis-et-Saint-Fiacre de Bondoufle et de l'église Notre-Dame-de-l'Assomption de Forges-les-Bains, ce dernier vers 1110. Le plus illustre des donateurs de cette première époque est le roi des Francs Louis VI le Gros : sa femme Lucienne de Rochefort était la petite-fille de Gui Ier et d'Hodierne. En 1116 ou 1117, l'époque où le prieuré bénéficie de la protection des seigneurs de Montlhéry se termine avec l'assassinat du seigneur Milon II de Montlhéry par son cousin germain, Hugues de Crécy. Bien que cet assassinat soit déguisé en suicide, Louis VI n'est pas dupe ; il assiège Hugues dans son château de Gometz-le-Châtel et le capture. On le laisse toutefois se retirer dans un couvent, peut-être Longpont, mais le roi confisque en tout cas la seigneurie et la réunit au domaine royal.
En 1125, l'évêque Étienne de Senlis confirme la donation au prieuré, due au chevalier Étienne de Vitry et de sa femme, de l'église Saint-Julien-le-Pauvre de Paris. L'église parisienne et l'hospice qui y était associé sont reconstruits par les clunisiens de Longpont. Vers 1130, les chevaliers Frédéric et Isembert donnent des revenus importants au prieuré, et font l'offrande des deux « phylactères de la Vierge », qui sont en fait de petits reliquaires enfermant des morceaux du voile de Marie. La charte CLXXX du cartulaire acte de cette donation, mais la tradition locale l'attribue à saint Denis de Paris. En 1130, l'abbé Bernard de Clairvaux s'arrête à Longpont pour prier Marie quand il se rend au concile convoqué par Louis le Gros à Étampes ; et, vers 1147, il passe de nouveau par Longpont quand il prêche la deuxième croisade. Lucienne de Rochefort, fille de Gui II de Montlhéry dit Le Rouge, donne ses terres d'Égly et de Boissy à l'abbaye vers 1140.
En 1142, le roi des Francs Louis VII décide de transférer la foire de Montlhéry à Longpont, pendant l'octave de la Nativité de Marie, du 7 au 15 septembre de chaque année. 
Le pape Eugène III, par une charte qui semble dater du 21 février 1152, confirme, parmi d'autres biens, la possession par les clunisiens de Longpont de prieurés à Auffargis et Touques. Le prieuré de Longpont avait donc fondé des filiales. Son importance n'avait cessé d'augmenter et il serait vain d'énumérer toutes les églises, terres, dîmes et autres biens et revenus qu'il reçut. Un don qui mérite d'être mentionné est celui de la collégiale Saint-Pierre de Montlhéry, en 1154, qui avait été fondée par le père de Gui Ier, et dont les chanoines avaient toujours entretenu des rapports avec les moines de Longpont. L'argent qui ne fut pas nécessaire pour assurer le fonctionnement du prieuré fut donc en partie employé pour son expansion, et la première travée de la basilique fut ajoutée vers la fin du XIIe siècle. Selon la volonté de Gui Ier et Hodierne, les moines pratiquaient aussi la charité trois matinées par semaine.
Vers 1190, le cartulaire s'arrête. On sait toutefois que d'autres travaux eurent lieu sur la basilique entre le début du XIIIe siècle et l'année 1230 environ, portant sur le voûtement des travées qui ne l'étaient pas encore, l'achèvement de la tour du clocher et un nouveau portail occidental, devenu nécessaire du fait de l'adjonction d'une travée, mentionnée ci-dessus.
À un moment qui n'a pas encore été déterminé, probablement sous le règne du roi de France Philippe II Auguste, l'église paroissiale de Longpont est abandonnée, et l'autel du croisillon nord (l'actuelle chapelle du Sacré-Cœur) est affecté au service paroissial. En 997, l'église paroissiale avait été donnée à l'Abbaye Saint-Barthélémy et Saint-Magloire de Paris par le roi Robert II le Pieux, et pour cette raison elle prit le titre de saint Barthélémy, qui, à son abandon, fut adopté par la chapelle du croisillon nord. L'abbé Lebeuf estime que l'abandon de la petite église est lié à la cession de ses terres à Longpont par l'abbaye parisienne. Elle se situait au hameau de Guéperreux, le plus important de Longpont au Moyen Âge, probablement au croisement des chemins de Leuville et de Brétigny. Des curés sont par la suite enterrés dans l'église priorale. Les fidèles y entraient par le portail nord,.
En 1227, le jeune roi Louis IX doit se réfugier à Montlhéry après une tentative d'enlèvement. Sa mère Blanche de Castille vient le rejoindre pour lui porter secours, et ils se rendent à Longpont pour prier dans l'église. Saint Louis revint plusieurs fois, en la compagnie de sa sœur Isabelle de France (1225-1270), et aimait partager le repas des moines ou méditer dans le cloître. Du roi Philippe IV le Bel, deux passages à Longpont sont assurés, en 1304 et 1308. Son demi-frère Louis d'Évreux y prend l'habit de moine et meurt au prieuré en 1319. En 1350, le futur cardinal Guillaume de Chanac devient prieur. 
La pire phase de la guerre de Cent Ans est celle qui commence avec la prise de Montlhéry par les Anglais en 1423 ; les abbés de Cluny font alors leur possible pour aider le prieuré de Longpont à réduire la détresse de la population. Sept prieurés au total dépendaient de Longpont à cette époque : Saint-Julien-le-Pauvre de Paris ; Saint-Laurent de Montlhéry, rattaché à Longpont en cette année ; Saint-Martin d'Orsay ; Forges ; Saint-Laurent près de Milly-la-Forêt ; Saint-Pierre-et-Notre-Dame de Montlhéry ; et Saint-Arnoul-sur-Touque. Après la fin de la guerre, les moines participent à l'effort de reconstruction. 
En 1465, le duc de Bourgogne Charles le Téméraire marche sur Paris et affronte le roi de France Louis XI, revenant d'Auvergne pour l'en empêcher. De rudes combats ont lieu le 16 juillet sur les pentes qui dominent l'église de Longpont. Ils font environ trois mille morts. 
Entre 1491 et 1498, le roi de France Charles VIII et Anne de Bretagne contribuent à la réparation de l'église, comme l'indiquent le K couronné, les écussons de France et de Bretagne sculptés sur la façade, et les deux niches contenant leurs statues, attestés avant la Révolution française. Ce sont donc eux qui sont à l'origine des remaniements gothiques flamboyants toujours visibles. 
En 1499, Jeanne de France, épouse répudiée du roi Louis XII, vient à Longpont pour y trouver la consolation de son chagrin.

### Le prieuré clunisien sous le régime de la commende
Le dernier prieur régulier est installé en 1540 ; il s'appelle Louis Béga, et il a, le 4 mai 1534, l'honneur de la visite du roi de France François Ier. Après la mort de Louis Béga en 1550, le régime de la commende est instauré à Longpont. Les prieurs commendataires ne résident plus sur place.  
Le premier prieur commendataire, Guillaume VI Raguier  (Raguier ou Raguyer), est nommé en 1550. Le partage des revenus du prieuré avec le prieur réduit les ressources disponibles, et a une incidence sur les œuvres de charité du prieuré, mais aussi sur les conditions de vie des moines. L'entretien des bâtiments est désormais négligé, et l'ensemble sera dans un bien triste état en 1700. 
En 1562, durant la première guerre de Religion, les troupes du général Louis Ier de Bourbon-Condé saccagent la région, profanent les églises et brisent les statues. Les moines obtiennent l'autorisation de s'installer à Paris, dans leur prieuré de Saint-Julien-le-Pauvre, dont l'église avait été ravagée lors d'une révolte étudiante en 1524. Ils entreprennent des travaux de restauration à Longpont, mais la partie antérieure de la nef doit tout de même être démolie en 1651. Durant l'exil des moines, les reliques de la basilique de Longpont sont cachées en lieu sûr, alors que cinq statues du portail sont endommagées par les protestants. Au bout de quinze ans d'absence, les moines se réinstallent au printemps de l'année 1577.
En 1640, une nouvelle ère s'annonce avec le nouveau prieur Michel Le Masle, un proche du cardinal de Richelieu, qui exerce plusieurs responsabilités, dont celle de l'enseignement à Paris. Il offre une nouvelle tombe à Hodierne de Gometz, à l'intérieur de l'église, et enrichit le reliquaire. Il était aussi prieur de Saint-Martin-des-Champs, et avait aidé le cardinal de Richelieu lors de l'élaboration des règles pour la réforme de l'ordre de Cluny. Le Masle entame également la réforme du prieuré de Longpont, qui ne compte plus que six moines en 1648, y compris le prieur claustral et le curé. Il souhaite les indemniser par une pension et les remplacer par des bénédictins réformés, mais la survenue de la Fronde retarde la mise en œuvre de la réforme jusqu'en 1700. La Fronde sévit aussi au sud de Paris, et au printemps de 1652, les troupes royales sous la commande du maréchal Henri de La Tour d'Auvergne endommagent le prieuré. Michel Le Masle baisse les redevances des familles de Longpont touchées par la guerre civile. Les religieux ne peuvent plus entretenir l'église Saint-Julien-le-Pauvre ; ses deux premières travées doivent être rasées en 1651, puis l'église est cédée à l'hôtel-Dieu de Paris en 1655. Entre-temps, Michel Le Masle est remplacé comme prieur par le cardinal Pierre du Cambout de Coislin, mais les négociations pour la cession de Saint-Julien-le-Pauvre sont néanmoins menées par Michel Le Masle. Sur le fond d'un appauvrissement général de la France sous le règne de Louis XIV, la situation économique du prieuré devient problématique. En 1680, ses revenus sont encore de 7 801 livres tournois, alors que les dépenses sont de 3 366 livres, ce qui assure un bénéfice considérable de 4 435 livres. Mais en 1699, les revenus ne sont plus que de 3 460 livres alors que les dépenses ont à peine diminué, à 3 291 livres, ce qui ne laisse plus que 169 livres de bénéfice. Le 11 février 1700, trois parmi les six derniers moines signent un accord avec les supérieurs et procureurs des bénédictins réformés. Ils se retirent moyennant une rente annuelle de 500 livres pour le curé, dom Valeilhes, et de 400 livres pour les deux autres. Les trois autres religieux ne signèrent pas et firent opposition au concordat par l'entremise d'un huissier, mais furent déboutés de leur plainte.

### Le prieuré de bénédictins réformés

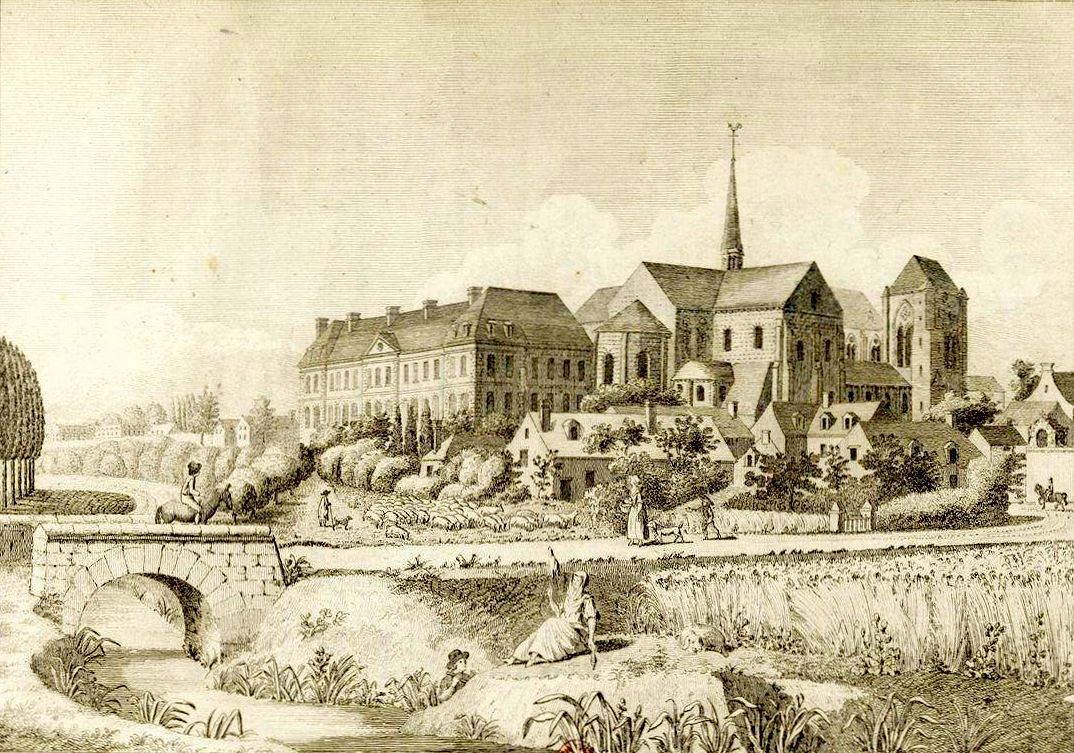
Vue générale du prieuré depuis le nord-est, vers 1790.

Le 9 mars 1700, le supérieur de Saint-Martin-des-Champs, dom Goutelle, vient à Longpont accompagné d'un autre religieux et d'un maître-maçon de Montlhéry afin de déterminer les réparations à effectuer. Les lettres patentes de Louis XIV sont obtenues le 15 mai. Il est arrêté que les moines qui viendront s'installer en plus des six déjà prévus devront payer une pension, conformément à un usage déjà en vigueur avant la réforme. L'état des lieux définitif est signé le 16 juillet : l'ancien cloître était complètement ruiné. 
On apprend que le bâtiment conventuel était situé perpendiculairement à l'église, dans un sens nord-sud, et englobait le croisillon sud qui comporte la  « porte des moines ». Les différentes salles étaient desservies par une galerie voûtée de 60 m de long, qui va d'un bout à l'autre du bâtiment. Au milieu de la galerie, côté ouest, se trouvait une salle dite la librairie, avec un préau de chaque côté. Un autre bâtiment côté ouest était écroulé, et la cave avait été à moitié comblée. La cuisine se trouvait à l'est : sa cheminée était ruinée, mais une petite salle en bon état subsistait à côté, ainsi qu'une vieille salle avec cheminée, sans doute le chauffoir. La salle capitulaire était inutilisable, et le réfectoire n'avait plus de fenêtres. Le dortoir et les appartements se trouvaient à l'étage : le plancher tenait à peine. Pire encore, l'église était également en mauvais état, et les voûtes étaient près de s'effondrer. Dans le croisillon sud, un tableau pourri tombait en pièces. Trois cloches sur quatre étaient cassées, et des marches manquaient dans l'escalier du clocher. 
Six moines réformés viennent néanmoins s'installer à Longpont : le prieur claustral, le sous-prieur, le trésorier, l'aumônier attaché à l'aide aux pauvres, le chantre et le sacristain. La fonction de curé continue à être exercée par dom Valheiles, qui était aimé de la population. La reconstruction du prieuré est entreprise en 1705, avec une cour entourée d'un cloître.
Le cardinal de Coislin reste prieur commendataire jusqu'à sa mort en 1706, quand il est remplacé par le prince Frédéric-Constantin de La Tour d'Auvergne (1682–1732). En 1709, celui-ci démissionne pour laisser sa place à l'abbé Jean-Paul Bignon, qui réside fréquemment au couvent. Par ailleurs, l'abbaye de Cluny continue d'exercer le contrôle du prieuré de Longpont.
Vers 1712, le village de Longpont a atteint cent-vingt feux, soit quatre fois plus qu'en 1630, ce qui équivaut à cinq cents habitants environ. Cet afflux de nouveaux habitants s'explique par la protection envers les seigneurs assurée par le prieuré. Une des coutumes de l'époque est le repas des paroissiens de Brétigny-sur-Orge, La Ville-du-Bois, Le Plessis-Pâté et Nozay, le mercredi des Rogations au prieuré de Longpont, à l'occasion de leur procession pour la basilique. En raison de désordres lors de ces repas, il est interdit par le cardinal Louis Antoine de Noailles, et converti par des offrandes aux œuvres des paroisses. Un nouveau partage des revenus est convenu entre l'abbé Bignon et les religieux.
Un inventaire des titres est établi l'année suivante. Dans des circonstances que l'on ignore, le cartulaire avait été diverti du prieuré et avait échu dans la collection de Étienne Lauréault de Foncemagne, qui le légua à la Bibliothèque royale (actuellement inv. no 9968 du fonds latin). Des reliques des saints Côme et Damien sont données par le vicaire général de Narbonne. En 1728, les marguilliers achètent une maison pour servir d'école, qui correspond au 1, rue de Paris.
L'abbé Bignon meurt en 1735 et est remplacé comme prieur commanditaire par Jean-Paul Brunet d'Ivry, son neveu. La communauté monastique comporte huit personnes au milieu du siècle. Des différends avec le seigneur du Lormoy occupent le prieuré ; il obtient l'autorisation qu'une procession traverse le parc du Lormoy le lundi des Rogations, mais reproche au seigneur de détourner les eaux de l'Orge à son profit, et de déverser une partie des eaux usées sur l'église. Le dernier temps avant la Révolution française est marquée par des mauvaises récoltes et des disettes.
En 1789, le prieuré et sa ferme couvrent une superficie d'une vingtaine d'hectares, auxquels s'ajoutent les vingt hectares de la forêt de Séquigny. Le prieuré était seigneur de Longpont-Centre et de Guiperreux. Le bâtiment conventuel, édifié pendant le premier quart du siècle, était bâti en grès et briques. Sa façade comportait trois pavillons faisant saillie, et deux ailes en retour. Le rez-de-chaussée comportait la cuisine, le réfectoire et la salle capitulaire. Un escalier de style Louis XIV desservait l'étage, où se trouvaient la bibliothèque, les cellules des moines, les appartements du prieur et des hôtes, et l'infirmerie, qui était ouverte aux habitants. Les revenus avaient considérablement augmenté, et étaient maintenant de 8 000 livres tournois par an. Un quart de ces revenus était versé au prieur commendataire. Les frais de fonctionnement étaient de 3 000 à 4 000 livres, y compris les dépenses de charité, et le surplus devait assurer la subsistance de six moines. Dans l'église, les paroissiens avaient accès au bas-côté nord, au croisillon nord, où était l'autel paroissial, et à l'absidiole nord, qui était la chapelle de la Vierge. Le reste était à l'usage exclusif du prieuré, et séparé par une grille. Le reliquaire était une armoire de fer dans la chapelle d'axe (l'actuelle chapelle de la Vierge). Du fait que le bâtiment conventuel obturait le croisillon sud, celui-ci était très sombre et humide. 
À la Révolution, le cahier de doléances est signé en majorité par des membres de la Confrérie de Notre-Dame, et les officiers municipaux sont également issus de ses rangs ; tout en soutenant fermement les idées de la Révolution, ils s'efforcent de freiner les tendances antireligieuses des différentes assemblées qui se succèdent. Les moines sont également en faveur d'une réforme fiscale et des revenus ecclésiastiques, faisant eux-mêmes les frais de l'absorption d'un quart de leurs revenus par la commende. Le 25 décembre 1789, dom Henri Perret est nommé curé, et le reste pendant vingt-et-un ans.
En novembre 1789, l'Assemblée nationale vote la confiscation de tous les biens de l'église. Les lois du 20 février et du 20 mars autorise les religieux à rester provisoirement dans le couvent. Privés de ressources, ils font des dettes, mais une rente leur est accordée ; en fonction de leur âge, elle varie entre 900 et 1 200 livres par an, ce qui est plus que ce qu'ils touchaient avant la Révolution. Or, les pensions ne sont pas réellement versées en totalité. Le 14 mai 1790, les officiers du district de Corbeil invitent les moines à quitter les lieux, et un état des lieux est dressé. Les précieux reliquaires sont vendus. Un sursis est finalement accordé aux moines, avec obligation de rendre compte de leur gestion, et interdiction de faire des frais pour le culte. Le 14 août, le conseil municipal vote pour l'acquisition d'un logement pour le curé, et demande que l'église soit maintenue comme église paroissiale.
Le 6 février 1791, dom Perret prête serment sur la constitution civile du clergé, ainsi que son vicaire. Le 16 mai 1791, le prieuré et ses terres sont vendus comme bien national, et adjugés à un citoyen suisse nommé Hogguer, pour une somme de 649 500 livres. Les moines sont définitivement obligés de partir, et s'installent dans les environs. Le 10 août 1792, le curé et son vicaire se rétractent de leur serment, alors même que des arrestations de masse des prêtres réfractaires commencent. Ils perdent immédiatement leur traitement, et la déportation de l'abbé Perret est votée. Or, il est introuvable, et ne refait surface qu'à la fin de la Terreur. Trois des quatre cloches sont fondues à Montlhéry en octobre 1793. Le 25 novembre 1793, une délégation des habitants de Longpont se rend à la Convention nationale et déclare que le village renonce au culte catholique. Le 14 décembre, dom Perret, depuis sa cachette, envoie ses lettres de prêtrise au district de Corbeil, mais continue d'exercer clandestinement. Il célèbre des messes dans la ferme Walter, au Mesnil de Villebouzin. La flèche de l'église est abattue début 1794 en raison de sa vétusté, et l'église est vidée de presque tout son mobilier. Hogguer fait démolir le cloître, et son successeur, Bouglé, fait raser le reste. Seule la grange dîmière est maintenue.

### Le pèlerinage jusqu'en 1914

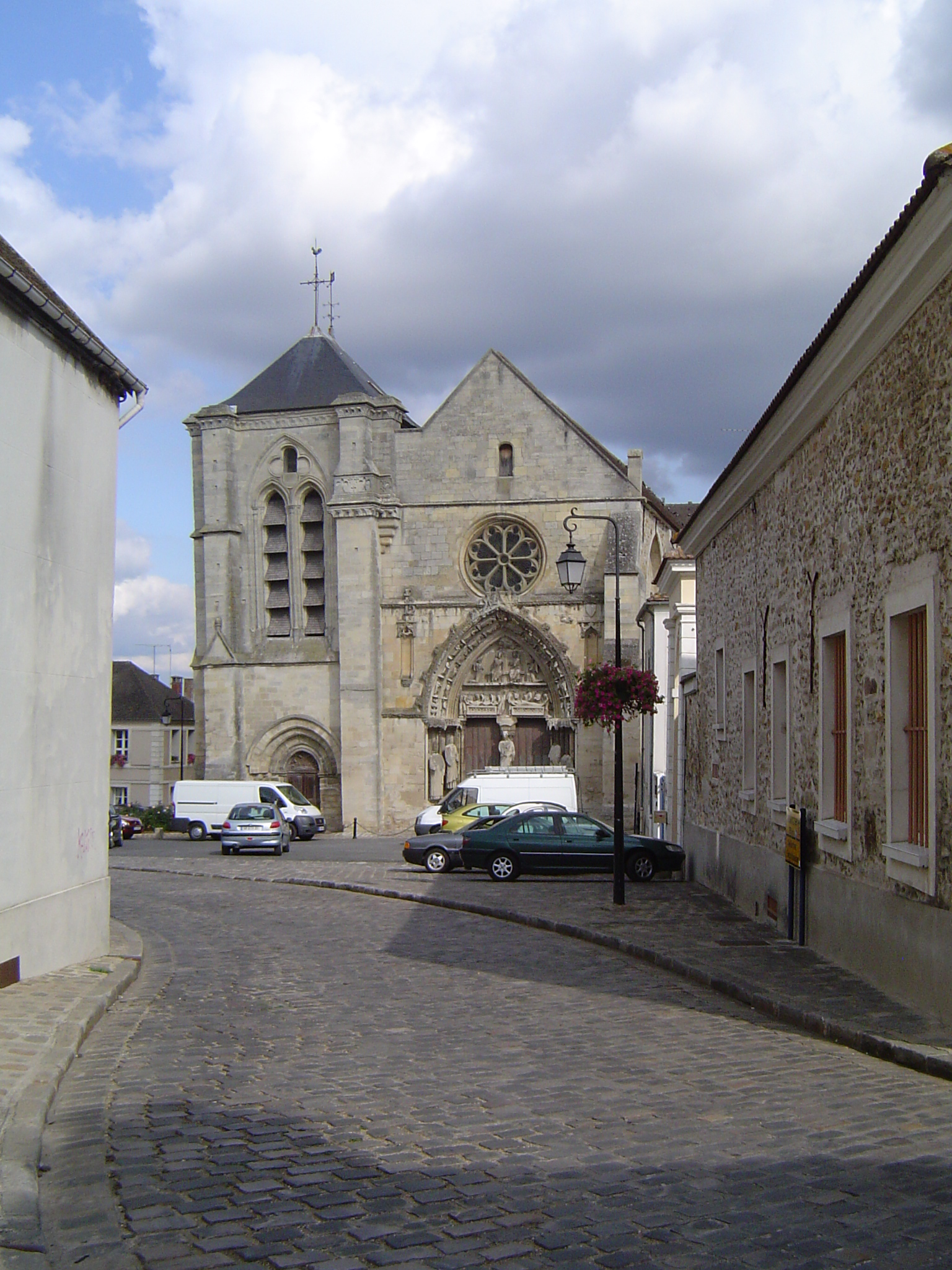
Approche de la basilique par la rue de Lormoy.

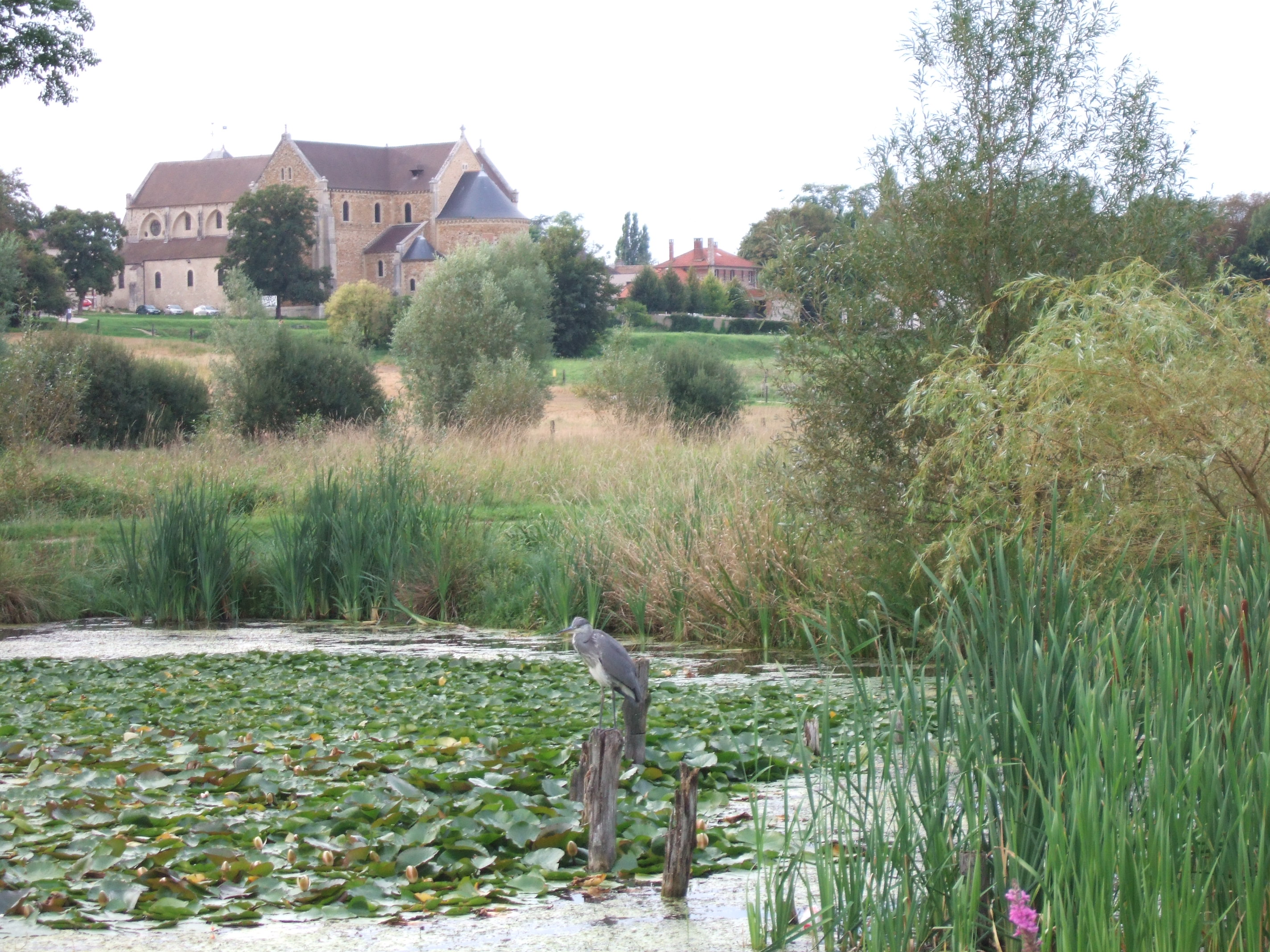
Vue depuis le parc du Lormoy, qui est traversé par les processions.

La première mention indirecte du pèlerinage remonte au XIIIe siècle quand un habitant d'Athis perclus d'une jambe n'obtint pas sa guérison à Longpont et se rendit à Saint-Denis. Il paraît donc que d'autres pèlerins avaient obtenu une guérison à Longpont, car la personne citée était venu dans ce but. En 1337, le roi de France Philippe VI de Valois vient lui-même en pèlerinage ; c'est au moins le quatrième souverain à être venu au prieuré de Longpont, mais pour Louis le Gros, saint Louis et Philippe IV le Bel, il s'agissait plutôt de retraites spirituelles. Les pèlerins pouvaient adhérer à la confrérie de Notre-Dame de Longpont, d'origine très ancienne ; d'abord réservée aux moines du prieuré, elle s'était rapidement ouverte aux ecclésiastiques séculiers et aux laïcs des deux sexes et de toutes conditions. En 1635, les membres habitaient dans soixante-douze paroisses différentes, jusqu'à Paris et Versailles : le rayonnement spirituel de la basilique Notre-Dame dépasse très largement les limites de la paroisse.
Le 13 juin 1665, le pape Alexandre VII donne une bulle pontificale en faveur de la confrérie. Il accorde indulgence et rémission de tous les péchés à tous les fidèles qui entrent dans la confrérie repentants, confessés et communiés. De pareilles indulgences sont également accordées, sous certaines conditions, aux confrères qui viennent à l'église le jour de la Nativité de la Sainte-Vierge, et à ceux qui se trouvent confrontés à la mort.
En 1747, le prieur claustral, dom Jaccques Picard, ouvre un livre de la « Sainte Confrairie de Notre-Dame de Bonne Garde en son église de Longpont ». Il fait inscrire sur la page de garde qu'il voulait revenir vers l'appellation Notre-Dame de Longpont tout court. Le titre actuel de l'église devait être tout récent ; si dom Picard ne l'approuvait pas, c'est qu'il ne le trouvait ni dans les Évangiles, ni dans les Litanies de la Sainte Vierge. Tous les adhérents vivants en 1747 furent inscrits dans le registre, mille cent environ au total, plus de femmes que d'hommes, et surtout des gens du peuple, très peu de nobles. Ils venaient de soixante-dix paroisses différentes. L'adhérent le plus jeune était un bébé de trois mois.
Le registre de 1747 est encore remplacé en 1778 par Jean Dauphin, et il reste en usage jusqu'en 1849. Il est à noter que la confrérie n'a jamais cessé d'exister, même pas sous la Terreur. La période napoléonienne finit toutefois d'avoir raison de la dévotion mariale et du pèlerinage, et la confrérie est moribonde en 1818. Ce n'est qu'au cours des années 1830 que l'on assiste à un regain de la foi. L'évêque de Versailles, Mgr Louis Charrier de La Roche, avait encouragé la reconstitution du reliquaire, et les reliques attirèrent de nouveau quelques pèlerins. En 1832, le nouvel évêque, Mgr Louis Blanquart de Bailleul, préconise le transfert des reliques dans des châsses neuves et des coffres en bon état. En 1838, le pape Grégoire XVI accorde une indulgence plénière pour les pèlerins repentants et confessés qui communient en l'église Notre-Dame, les fêtes de la Nativité, de l'Annonciation, de la Purification et de l'Assomption.
Pendant les années 1850, l'abbé Arthaud relance la pratique religieuse dans le village, releve la confrérie, réinstaure le pèlerinage et développe le reliquaire. Une seule consœur paya encore la cotisation en 1849, ce fut Marie Geneviève Froissart, de La Ville-du-Bois, qui avait adhéré en 1802. Le 28 juillet 1850, sept personnes viennent en pèlerinage et demandent l'adhésion. Près de soixante-dix adhésions sont enregistrées à la fête de la Nativité. L'érection canonique de la confrérie est accordée le 24 mars 1851 par le pape Pie IX, à la demande de l'évêque de Versailles, Mgr Jean Nicaise Gros ; il est toutefois à noter que la bulle d'Alexandre VII, qui avait eu le même objet, n'avait jamais perdu sa valeur. Seulement le titre de Notre-Dame de Bonne Garde n'avait pas encore été officialisé.
La cérémonie du rétablissement est célébrée le second dimanche de mai 1851, et le 7 juin, Mgr Gros fixe le nombre de fêtes pour lesquelles l'indulgence plénière peut être accordée à douze. Le pèlerinage reprend en septembre 1851, avec la venue du 37e régiment d'infanterie, et à partir de 1854, les groupes de pèlerins sont si nombreux que l'abbé Arthaud ne trouve plus le temps de les inscrire tous dans son registre. Jusqu'en 1889, une moyenne de 250 personnes se font inscrire à la confrérie chaque année, soit plus de 10 000 au total. Le curé d'Ars, Jean-Marie Vianney, demande son adhésion le 14 septembre 1853. En 1859, deux personnes qui allaient devenir les principaux animateurs de la confrérie y entrent : Arthur Espivent de La Villesboisnet et Léonie Duchand de Sancey de Fresne. Puis de nombreux hauts ecclésiastiques rejoignent la confrérie : six cardinaux, quatre archevêques, une trentaine d'évêques et le patriarche d'Antioche. Par un bref du 13 mars 1860, le pape Pie IX érige la confrérie Notre-Dame-de-Bonne-Garde en archiconfrérie. Beaucoup d'ex-voto sont offerts à cette époque. Le 21 mai 1872, la nouvelle statue de la Vierge à l'Enfant représentant Notre-Dame-de-la-Bonne-Garde est couronnée par Mgr Sivé, prélat du Vatican, avec deux diadèmes offerts par le pape Pie IX. Après la reconstruction de l'église terminée en 1878 et jusqu'à la Première Guerre mondiale, le nombre de pèlerins par an est estimé à 40 000, dont 3 500 pour le pèlerinage de la Pentecôte.

### La démolition des parties orientales et la reconstruction auXIXesiècle

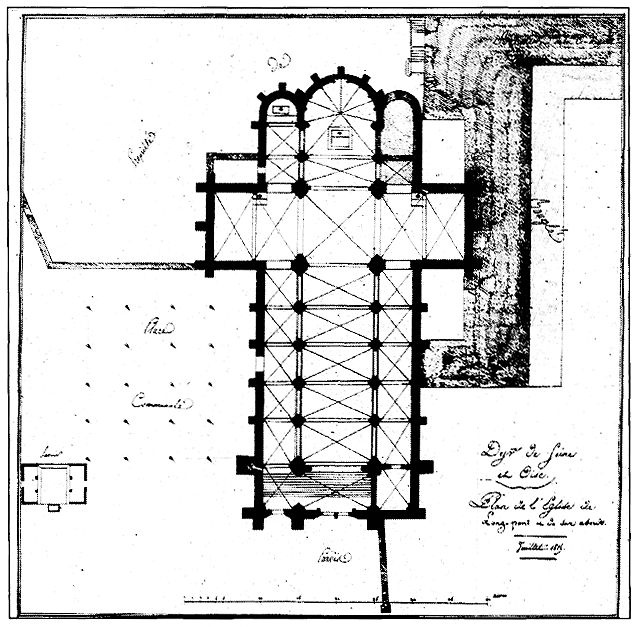
Plan de l'église en 1815.

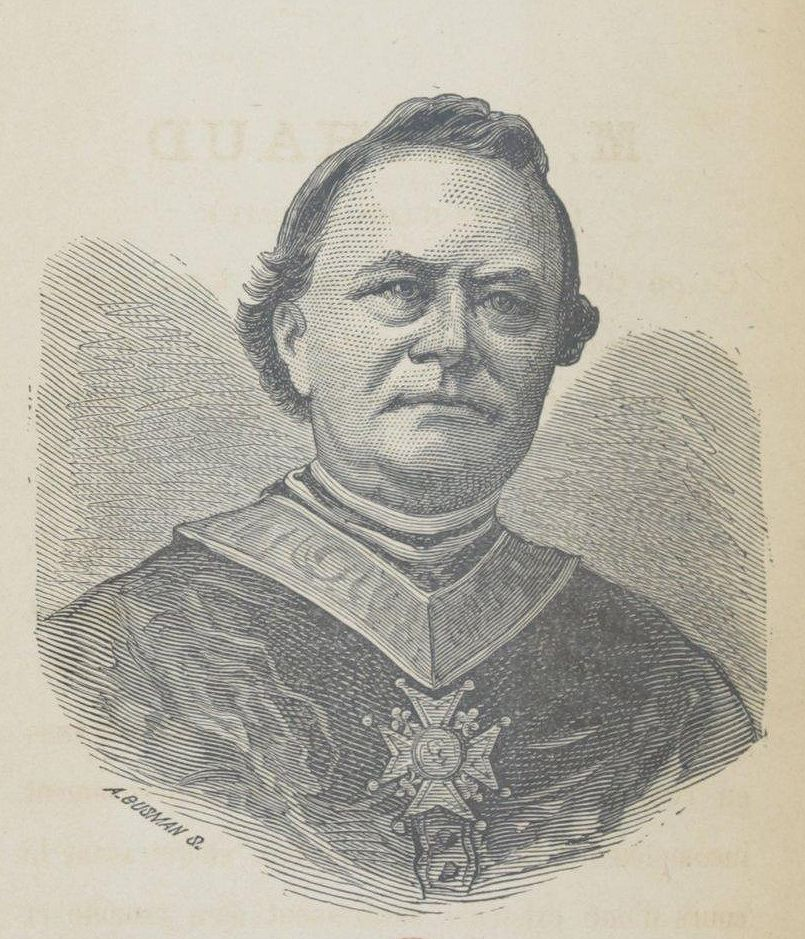
L'abbé Auguste Arthaud.

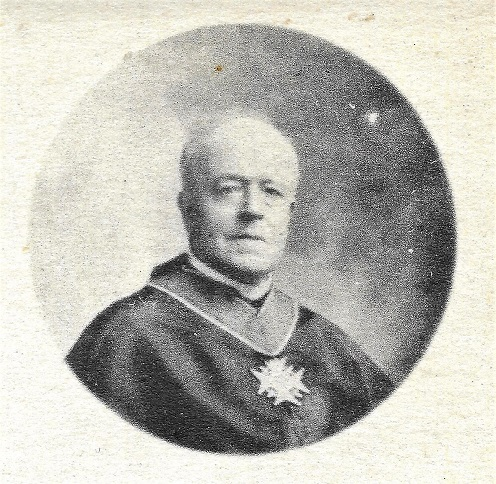
L'abbé Alfred Javary

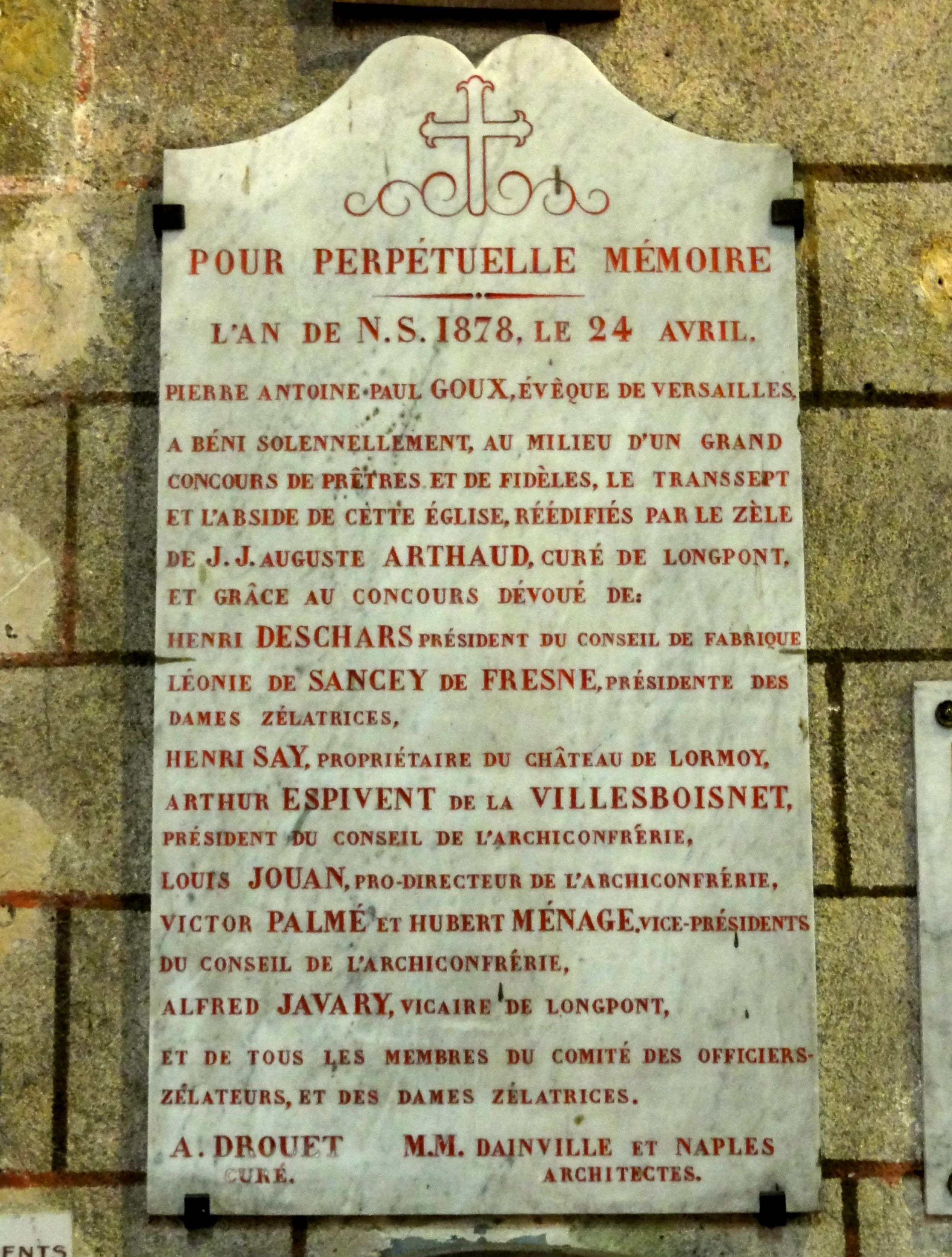
Plaque commémorative de la reconstruction du transept et de l'abside.

Depuis la Révolution française, l'église de Longpont est rattaché au nouveau diocèse de Versailles, qui correspond au département de Seine-et-Oise. Il paraît que le curé, dom Henri Perret, n'aurait reprit possession de l'église que fin 1801, et aurait mit fin à son exercice clandestin de la prêtrise à ce moment seulement. Il entre dans la confrérie Notre-Dame en date du 29 décembre 1801, et paye sa cotisation jusqu'en 1810. La confrérie l'avait beaucoup aidé pendant les années difficiles. 
L'église était pratiquement vide et ne contenait plus que l'autel des moines et la chaire. Le portail était mutilé, le pavage arraché, et la tombe de Hodierne avait été retournée. Dom Perret fait son possible pour remeubler l'église, et rassemble les reliques qui avaient été dispersées et cachées. Le 2 février, de nouveaux reliquaires sont prêts à accueillir les restes des saints Côme, Damien, Eustache, Honoré, Yon, Nicolas, Mamert, Marcel et Urbain, et des saintes Cordule et Julienne. Les pierres tombales de dom Guinebert et de Jehan Pellouard servent provisoirement d'autels jusqu'au milieu du XIXe siècle. L'église elle-même se trouve dans un état préoccupant. Un devis d'un entrepreneur de Linas de 1809 chiffre les frais de réparation de 3 407,50 francs.
Le conseil municipal est favorable à l'église, mais incapable de réunir la somme. Il demande une participation de la commune de Villiers-sur-Orge, dont les habitants fréquentent l'église de Longpont. Par délibération du 26 avril 1810, le conseil municipal de Villiers exige la démolition du chœur et du transept pour diminuer les frais d'entretien, mais Longpont n'est pas d'accord. Le 15 janvier 1811, dom Perret se fait nommer curé de Linas, et y meurt le 15 novembre 1817, à l'âge de 73 ans : ce fut le dernier curé bénédictin de Longpont. Une imposition extraordinaire de Longpont et de Villiers, échelonnée sur quatre ans, est accordée en 1814. En attendant la réparation, l'église se dégrade davantage.
Le 23 mars 1817, le conseil municipal prévient que les offices exposent aux plus grands risques ; des claveaux des voûtes étaient apparemment tombés. Les frais de réparation sont désormais estimés à 7 000 francs au lieu des 3 407,50 francs initialement prévus, et la suggestion de démolition partielle refait surface. Le maire propose de payer la restauration du croisillon sud avec ses propres deniers, ce qui ne résout pas la nécessité des travaux du reste de l'église. Devant le refus du gouvernement royal d'accorder une subvention, la démolition est finalement votée, bien que coûtant 17 000 francs, davantage que la réparation. Le curé lui aussi se résigne à accepter la démolition.
Les paroissiens, en désaccord avec cette décision, sont soutenus par le général Pierre Barrois. Après le regain de la foi suivant la période révolutionnaire, la fréquentation des messes était devenue faible et la confrérie était moribonde en 1818. De plus en plus d'habitants souhaitaient la démolition entière de la basilique et son remplacement par une petite église neuve. La démolition partielle paraît ainsi comme le moindre mal, et est votée le 13 décembre 1818. Les travaux commencent en 1819 et prennent un an ; ils s'avèrent difficiles car les murs et les piliers demeurent solides. Le recours aux explosifs est nécessaire. En plus, une abside et deux chapelles orientées rectangulaires doivent être construites entre 1822 et 1823. La démolition s'avère rapidement être une erreur financière et technique : le nouveau pignon occidental est trop lourd et à l'est, les voûtes ne sont pas suffisamment contrebutées par le nouveau chevet. De nouveaux travaux sont nécessaires, coûtant la somme de 4 191 francs. En 1832, les frais cumulés des travaux engagés depuis 1819 se chiffrent à 32 000 francs, sans la moindre aide de l'État.
Un nouveau chapitre de l'histoire de l'église Notre-Dame-de-la-Bonne-Garde s'ouvre le 16 avril 1843 avec l'arrivée de l'abbé Jacques Julien Auguste Arthaud. Né le 16 janvier 1809 à Mélisey, dans une famille pauvre, il a fait ses études au séminaire de Versailles, et avait été ordonné prêtre le 14 février 1835. Il était curé à la paroisse d'Houilles, pendant huit ans. Cultivé et énergique, il s'enquiert auprès des habitants de l'histoire de l'église, puis va à Paris pour consulter des ouvrages historiques en bibliothèque, dont le Gallia christiana. Il apprend l'existence de la confrérie, presque oubliée et décide de la faire revivre. Le 4 mai 1852, l'abbé Arthaud écrit une lettre à l'évêque pour demander son appui au sujet du classement de l'église aux monuments historiques. Deux libraires parisiens, le maire et le propriétaire du château du Lormoy interviennent également auprès des autorités. Le préfet de Versailles émet un avis négatif, le gouvernement ne disposant pas assez de moyens pour contribuer à la restauration d'un édifice aussi peu important, surtout en l'absence de concours dans les localités concernées. En réalité celles-ci s'étaient ruinées en dépenses.
Malgré tout, l'état de l'église était de nouveau lamentable ; les voûtains se désagrégeaient. Les communes voulurent s'imposer extraordinairement, mais le préfet refusa les montants proposés, jugés trop importants ; or, ces montants étaient à peine suffisants. La sacristie est démolie en 1859 et remplacée par une sacristie neuve. Le classement est finalement obtenu par  liste de 1862. En 1863, l'abbé Arthaud est nommé chanoine honoraire de Versailles à la demande des paroissiens. À partir de 1867, un vicaire est nommé pour aider le curé, en la personne de l'abbé Alfred Javary (1839–1923), qui demeurera à Longpont jusqu'à la fin de sa vie. Pendant près de 60 ans, il se consacra à Notre-Dame-de-Bonne-Garde qu'il ne voulut jamais quitter, renonçant aux cures qu'on lui proposait. Aimable et dévoué, il contribua, par ses recherches, à la connaissance de l'édifice. Il était officier de l'archiconfrérie comme le montre la croix qu'il porte sur son portrait (ci-contre).
En 1872, Émilie Say lègue 30 000 francs pour la reconstruction de l'église ; elle et son mari Constant, industriel sucrier, avaient acheté le château du Lormoy en 1863 et payé les frais de l'école des filles depuis cette date.
Le 17 novembre, le conseil municipal étudie des devis pour la reconstruction de l'église. Jusque-là, les bas-côtés et la toiture avaient été refaits, et la sacristie construite. La dernière travée de la nef, servant alors de chœur, avait dû être étayée. Pour l'agrandissement de l'église, 99 115 francs sont nécessaires, puis 95 010 francs pour la reconstruction et l'achèvement de la tour et la restauration du portail occidental, les honoraires de l'architecte non compris.
Le chanoine Arthaud avait récolté 23 000 francs de dons, et l'archiconfrérie 29 000 francs supplémentaires. La commune voulut contracter un prêt de 8 000 francs, et le ministère des Cultes promit 12 000 francs. Avec d'autres dons, une somme totale de 93 000 francs était ainsi disponible pour la reconstruction des parties orientales. En 1874, Henri Say, fils de Constant et d'Émilie, cède gracieusement le terrain nécessaire, qui, depuis la Révolution française, était devenu propriété privée. Le principe d'une reconstruction totale fut désormais admis par le conseil de fabrique, le chanoine Arthaud et l'archiconfrérie, et les plans des architectes Dainville et Paul Naples acceptés. L'archiconfrérie estimait pouvoir recueillir les 100 000 francs supplémentaires requis pour une reconstruction totale, et la première pierre fut posée le 2 juillet 1875, fête de la Visitation de la Vierge Marie, par Mgr Jean-Pierre Mabile. Le chantier progresse rapidement mais en mars 1877, le budget est dépassé car les anciennes fondations ne sont pas récupérables contrairement à la prévision. Le chanoine Auguste Arthaud meurt subitement le 30 avril 1877 à 4 heures du matin, au bout d'une longue maladie dont les paroissiens n'étaient pas au courant. Un nouveau curé, l'abbé Maximilien Drouet, est installé en mars 1878. Le 28 avril, le chantier est achevé au bout de seulement trois ans de travaux ; la date indiquée sur la plaque commémorative (le 24 avril) est erronée. Finalement près de 300 000 francs ont été dépensés, dont environ un tiers ont été payés par l'industriel Henri Say et sa mère. Le 30 avril, la dépouille du chanoine Arthaud est transférée dans un caveau devant la nouvelle chapelle de la Vierge.

### La basilique auXXesiècle
À l'aube du XXe siècle, l'église Notre-Dame de Longpont est le plus grand lieu de pèlerinage marial d'Île-de-France. La décoration des parties reconstruites entre 1875 et 1878 est parachevée avec les peintures murales de François Zbinden, que l'artiste commence en 1901. La loi de séparation des Églises et de l'État est mal perçue par les fidèles de Longpont et par les membres de l'archiconfrérie, car ce sont eux qui avaient donné tout le mobilier de l'église et financé la quasi-totalité de sa reconstruction : il leur paraît naturellement juste que l'ensemble devienne propriété municipale. Le maire élu en novembre 1907, bien qu'issu d'une famille catholique, est défavorable à l'église au point d'interdire aux processions religieuses de défiler par les rues du village. Fin 1912, le conseil municipal vote la vente du presbytère, sans se soucier de la question du logement du curé et du vicaire, qui depuis 1905 devaient déjà s'acquitter d'un loyer.
L'acquéreur du presbytère, M. Ernault, a pour but de le remettre gratuitement à la disposition de ses occupants. Le 28 août 1911, le chanoine Jules Alfred Auguste Nicolas est installé comme curé à Longpont. Par lettre du 21 novembre 1912, il demande au pape saint Pie X l'érection de l'église en basilique. Cette demande est favorablement accueillie et par décret du 26 février 1913 et un bref apostolique du 6 avril, le pape décerne à l'église Notre-Dame-de-Bonne-Garde de Longpont le titre de basilique mineure. Une cérémonie a lieu le lundi de Pentecôte, le 4 mai 1913.
Après la Première Guerre mondiale, l'abbé de l'abbaye de Mondaye dans le Calvados, Exupère Auvray, manifeste son intérêt pour une implantation de chanoines prémontrés à Longpont : en effet, le service de la basilique nécessite la présence de plusieurs prêtres. Le 4 mars 1924, trois prémontrés arrivent à Longpont et sont installés comme chapelains de la basilique. Leur prieur est le frère Aimable, Léon Lecolley, qui devient également directeur spirituel de l'archiconfrérie. En 1928, le cardinal de Paris, Mgr Louis-Ernest Dubois, inaugure l' « abri Notre-Dame », rue de Paris, un foyer pour accueillir des pèlerins de passage. Il abrite un temps quelques religieuses, qui partent fin 1942. Le neuvième centenaire de la basilique est célébré en 1931 et la Croix-Rouge Fer rapatriée à l'intérieur de l'église à cette occasion. Le domaine et le château du Lormoy, que la famille Say n'habitait plus, est mis en vente. L'ordre des assomptionnistes achète le château et une partie du parc, et y ouvre un séminaire. En 1935, la partie comprise entre la basilique et la mairie-école est expropriée par la commune afin d'agrandir l'école, ce qui entraîne la perte de la salle paroissiale. Le pèlerinage était toujours aussi vivant, et chaque année, plus de cinquante prêtres extérieurs célébraient des messes pour les groupes de pèlerins. Une société immobilière constituée par des membres de l'archiconfrérie acquiert deux hectares de terrain en vue d'y fonder un nouveau monastère. L'ancienne ferme de l'abbaye est rachetée, ce qui permet d'y ouvrir une nouvelle salle paroissiale.
Durant la Seconde Guerre mondiale, des combats ont lieu à Longpont le 15 juin 1940. Deux obus traversent l'église, sans faire de dommage. En dépit de la guerre et de l'occupation de la France par l'Allemagne, la participation au pèlerinage ne diminue pas, principalement en raison de l'impossibilité de se rendre à Lourdes. Le prieuré est canoniquement érigé en septembre 1942 et pour des raisons de santé, le prieur Lecolloy laisse sa place à l'ancien prieur de Mondaye, Augustin Aubraye. Après la Libération de Longpont en août 1944, l'abri Notre-Dame devient presbytère et également noviciat des Prémontrés. Le manque d'effectifs dans leur ordre motive leur départ en 1951. L'archiconfrérie n'attire plus beaucoup de nouveaux membres, et la participation aux grandes fêtes religieuses diminue. Dans ce contexte, l'ancienne ferme du prieuré doit être revendue. Les assomptionistes, déjà présents au château du Lormoy, prennent le relais des prémontrés pour le service de la basilique. En 1969, Notre-Dame-de-Bonne-Garde est proclamée sainte patronne du nouveau diocèse de Corbeil-Essonnes par Mgr Albert Malbois, son premier évêque. Mgr Guy Herbulot, son successeur, veille au rayonnement de Notre-Dame-de-Bonne-Garde et la basilique reste le lieu de nombreux rassemblements diocésains. Le manque de vocations entraîne la fermeture du séminaire du Lormoy en 1971 et le retrait des quatre derniers frères assomptionistes en septembre 1986. La basilique est de nouveau desservie par le clergé diocésain depuis cette date. Le vingtième anniversaire du diocèse y est célébré le 31 mai 1987 par Mgr Herbulot en présence de plusieurs autres évêques.

## Description

### Aperçu général

Plan de la basilique.

Régulièrement orientée, l'église est de plan cruciforme et se compose d'une nef de six travées barlongues accompagnée de bas-côtés ; d'un transept dont chacun des croisillons comporte deux travées successives ; d'un chœur comportant une travée droite et une abside en hémicycle ; et de deux absidioles ou chapelles orientées, qui flanquent la première travée du chœur et communiquent à la fois avec celle-ci et les croisillons, et qui se terminent également par des chevets en hémicycle. La sacristie bâtie après 1860 et encore indiquée sur les plans des années 1980, à l'angle entre bas-côté nord et croisillon nord, a été démolie depuis. Quelques dimensions sont précisées par Marius Ciboulet : la nef a une largeur de 9,50 m et les bas côtés ont une largeur de 3,20 m seulement ; la profondeur des travées n'est pas identique partout et est comprise entre 4,90 m et 6,80 m. La largeur du transept est de 8,80 m, et la profondeur de l'abside est de 4,60 m. Le clocher s'élève au-dessus de la première travée du bas-côté nord. Celle-ci est voûtée d'ogives. Sinon les bas-côtés sont voûtés d'arêtes, et la nef est voûtée d'ogives. Ceci est également le cas du transept et de la travée droite du chœur.
Les premières travées des chapelles orientées qui servent également de collatéraux au chœur sont une fois de plus voûtées d'arêtes. Puis, l'abside et les absidioles sont voûtées en cul-de-four. Comme particularité, la seconde et la troisième travée de la nef sont voûtées ensemble par une seule voûte sexpartite. L'église possède quatre accès : le portail occidental du bas-côté nord, sous le clocher ; le portail occidental de la nef (les deux non accessibles aux personnes à mobilité réduite) ; la « Porte des moines » dans la dernière travée du bas-côté sud, vers le parc du Lormoy ; et la « Porte des morts » dans la troisième travée du bas-côté nord, vers la place de la Mairie.
Le chœur liturgique occupe la croisée du transept, ce qui est son emplacement primitif, et le roc où se dressait l'autel druidique est situé en dessous. L'abside est la chapelle de la Vierge, sous le titre de Notre-Dame-de-Bonne-Garde. On y accède par les croisillons et les premières travées des absidioles, qui, avec la première travée du chœur, forment un déambulatoire du fait de l'aménagement intérieur de l'église. La seconde travée du croisillon nord abrite le reliquaire, dont les armoires sont ouvertes le dimanche après-midi. C'est en même temps la chapelle du Sacré-Cœur de Jésus-Christ ; jadis, ce fut la chapelle Saint-Barthélémy avec l'autel paroissial. L'absidiole nord est la chapelle Saint-Denis. La seconde travée du croisillon sud, derrière le nouvel orgue, est désormais séparé du reste de l'église est sert de sacristie. Auparavant, ce fut la chapelle Saint-Joseph, et du temps du prieuré clunisien, ce fut la chapelle Saint-Benoît. L'absidiole sud est la chapelle Sainte-Julienne. La disposition particulière de la nef, dont la première travée contient principalement un escalier de douze marches car le sol de l'église était en pente jusqu'en XVIIIe siècle, fait de la première travée du bas-côté sud un genre de chapelle. Elle est dédiée à Sainte-Geneviève, et abrite aujourd'hui les reliques de tous les saints qui ont passé par la région parisienne. Sa deuxième vocation est celle de chapelle baptismale.

### Intérieur

#### Nef

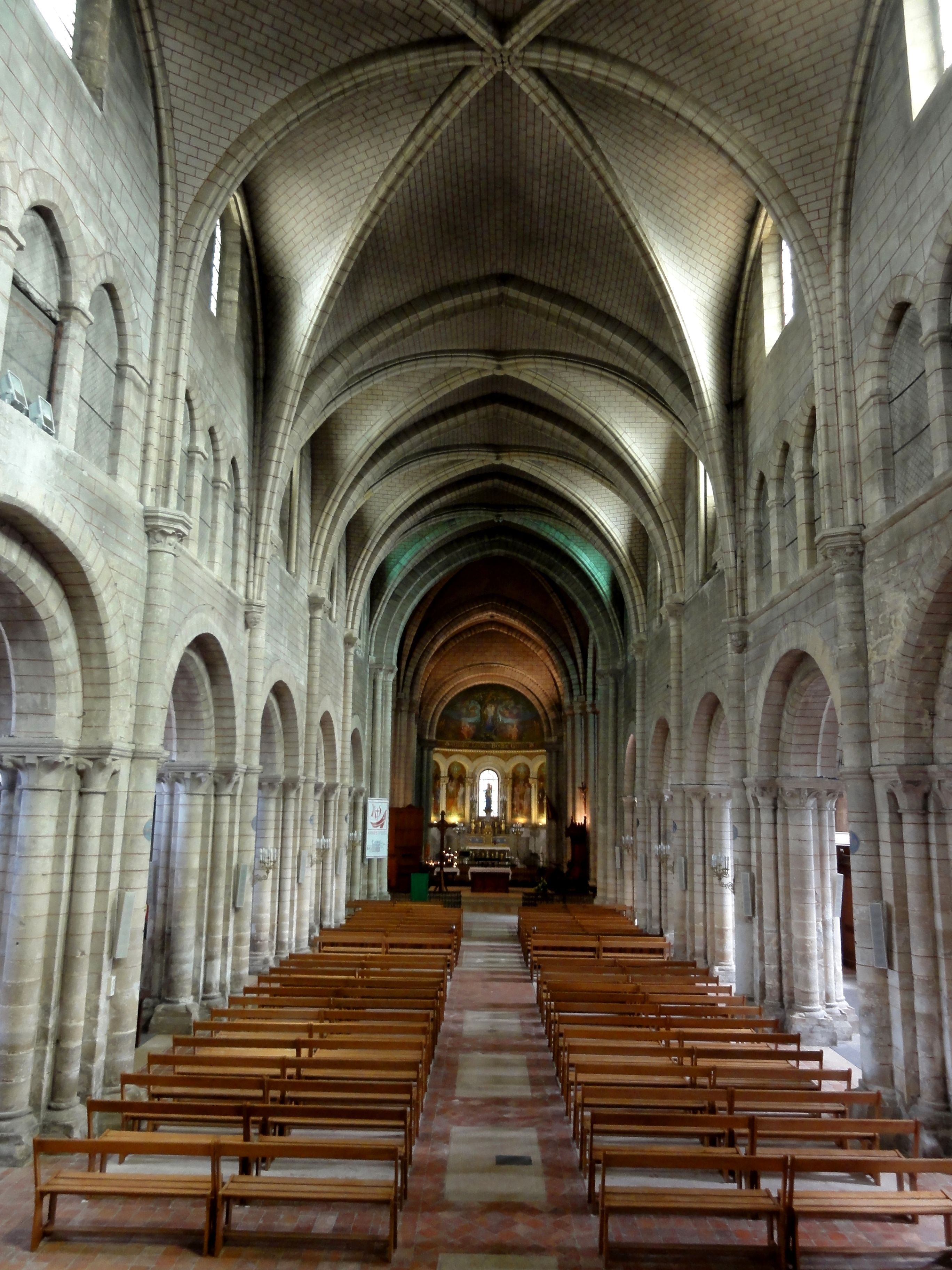
Vue générale intérieure.

L'architecture de l'église est remarquablement harmonieuse malgré les destructions et reconstructions successives. On y baigne dans un climat paisible. La nef est exceptionnellement lumineuse pour un édifice roman, et contraste avec l'ambiance plus sombre et recueilli des parties orientales. Les murs sont couverts d'un enduit, ce que leur petit appareil en moellons rend indispensable, et peints en faux appareil, conformément à un usage déjà en vigueur au XIIe siècle pour les murs enduits. D'après Jean Vallery-Radot, le style de l'architecture renvoie au premier quart du XIIe siècle, mais le voûtement d'ogives ne date que du milieu du XIIe siècle. Les trois dernières travées seraient demeurées inchangées depuis leur construction, abstraction faite du voûtement, alors que la première travée n'a été ajoutée qu'à la fin du XIIe siècle, et les deux suivantes remaniées à cette époque ou au début du XIIIe siècle.
On peut donc facilement distinguer deux parties distinctes, notamment grâce au faux triforium aménagé dans les trois premières travées au début du XIIIe siècle, et qui n'existe pas ailleurs dans l'église. À l'origine, l'élévation de la nef ne comptait que deux niveaux : l'étage des grandes arcades et l'étage des fenêtres hautes. Les grandes arcades en plein cintre reposent sur des piliers cruciformes, avec une colonne engagée dans chaque face, et une colonnette logée dans chaque angle. Les arcades sont à double rouleau, seul le rang de claveaux inférieur étant chanfreiné. Il repose sur deux colonnes, alors que les colonnettes servent à supporter le rang de claveaux supérieur. Les deux colonnettes restantes supportent les arcs-doubleaux de la nef et des bas-côtés. Comme particularité, ces colonnettes sont interrompues par une moulure au niveau des tailloirs des chapiteaux, qui adapte le même profil. Les chapiteaux eux-mêmes sont sculptés de larges feuilles plates, dont les extrémités sont recourbées en de minces volutes, et séparées par de petites consoles.
Les chapiteaux du second ordre sont situés au même niveau que les seuils des fenêtres hautes, et depuis le voûtement, ils sont flanqués de deux culots pour recevoir les ogives. Le profil des ogives est d'un large boudin accosté de deux baguettes, comme dans le massif occidental de la basilique Saint-Denis, vers 1140, ou la travée précédant le chœur de l'église Saint-Pierre de Montmartre. Les doubleaux sont simplement chanfreinés, mais déjà en tiers-point ; avant le voûtement, des arcs diaphragme en plein cintre ont pu se trouver à leur place, comme initialement dans l'église de Saint-Germain-des-Prés. Les fenêtres hautes s'ouvrent entre deux colonnettes et au-dessus d'un haut glacis,.
La seconde et la deuxième travée furent recouvertes d'une voûte sexpartite au début du XIIIe siècle, et n'étaient vraisemblablement pas encore voûtées jusque-là. Les deux premiers doubleaux furent rebâtis à la même occasion. Les colonnettes furent raccourcies, et les nouveaux chapiteaux montés à un niveau plus bas, un peu au-dessus du sommet des grandes arcades. Un bandeau horizontal fut créé à ce niveau ; il sert d'appui aux trois baies du triforium percées dans chaque travée, tant au nord qu'au sud. Ces baies ont été bouchées à une époque indéterminée, et s'ouvraient initialement sur les combles des bas-côtés. En arc brisé, elles sont séparés par de simples trumeaux, et des impostes moulurés sont le seul décor. Les fenêtres hautes ont également été refaites ; elles sont faiblement ébrasées et dépourvues de glacis, ce qui les rend plus grandes. Les ogives et doubleaux descendent à un niveau assez bas, et adoptent le même profil, mais de section différente : une arête abattue entre deux tores. Il existe aussi des formerets, qui sont absents dans les travées voûtées au milieu du XIIe siècle. Côté est, près de la quatrième travée, les nervures retombent sur des culs-de-lampe, car les supports n'ont pas été modifiés ici.
Ces culots sont sculptés et représentent Hodierne de Gometz, au nord, et la méchante femme du forgeron au sud. Dans l'angle nord-ouest de la seconde travée, un culot fut également nécessaire, car un décrochement existe ici, qui résulte d'une maladresse lors de l'ajout de la première travée. Ce cul-de-lampe représente le stupide forgeron (voir le chapitre Les origines). Quant aux chapiteaux, ils sont gothiques et sculptés de crochets. Les deux chapiteaux au milieu de la voûte sexpartite ont des tailloirs polygonaux. — La première travée est recouverte d'une voûte quadripartite ordinaire. Celle-ci est légèrement désaxée par rapport à la rosace au revers de la façade, qui est à huit festons aux têtes trilobées. Il n'y a pas de fenêtre haute du côté nord, où se situe le clocher ; au sud, on trouve un oculus flanqué de deux autres oculi, plus petits. De part et d'autre du portail, le mur est orné d'arcatures plaquées en plein cintre, qui sont aussi hautes que le portail. À droite du portail, on trouve la Croix Rouge Fer, déjà mentionnée. Les voûtes retombent sur un cul-de-lampe dans l'angle sud-ouest, et sur un chapiteau monté sur une colonnette dans l'angle nord-ouest. Ce chapiteau est toutefois décoré à l'image d'un cul-de-lampe, et représente un atlante évoquant le stupide forgeron. La méchante mégère se profile en face.

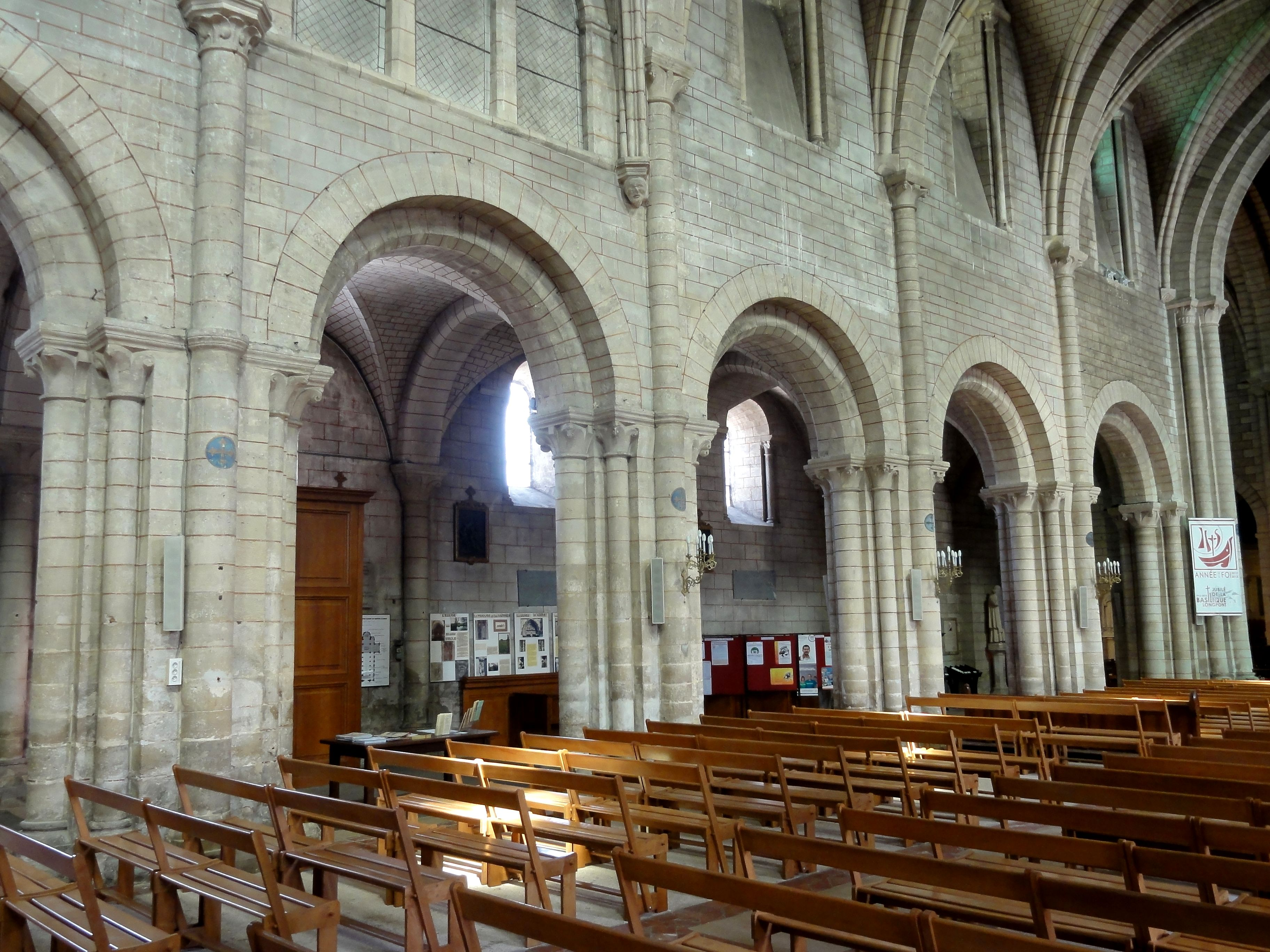
Grandes arcades du nord.
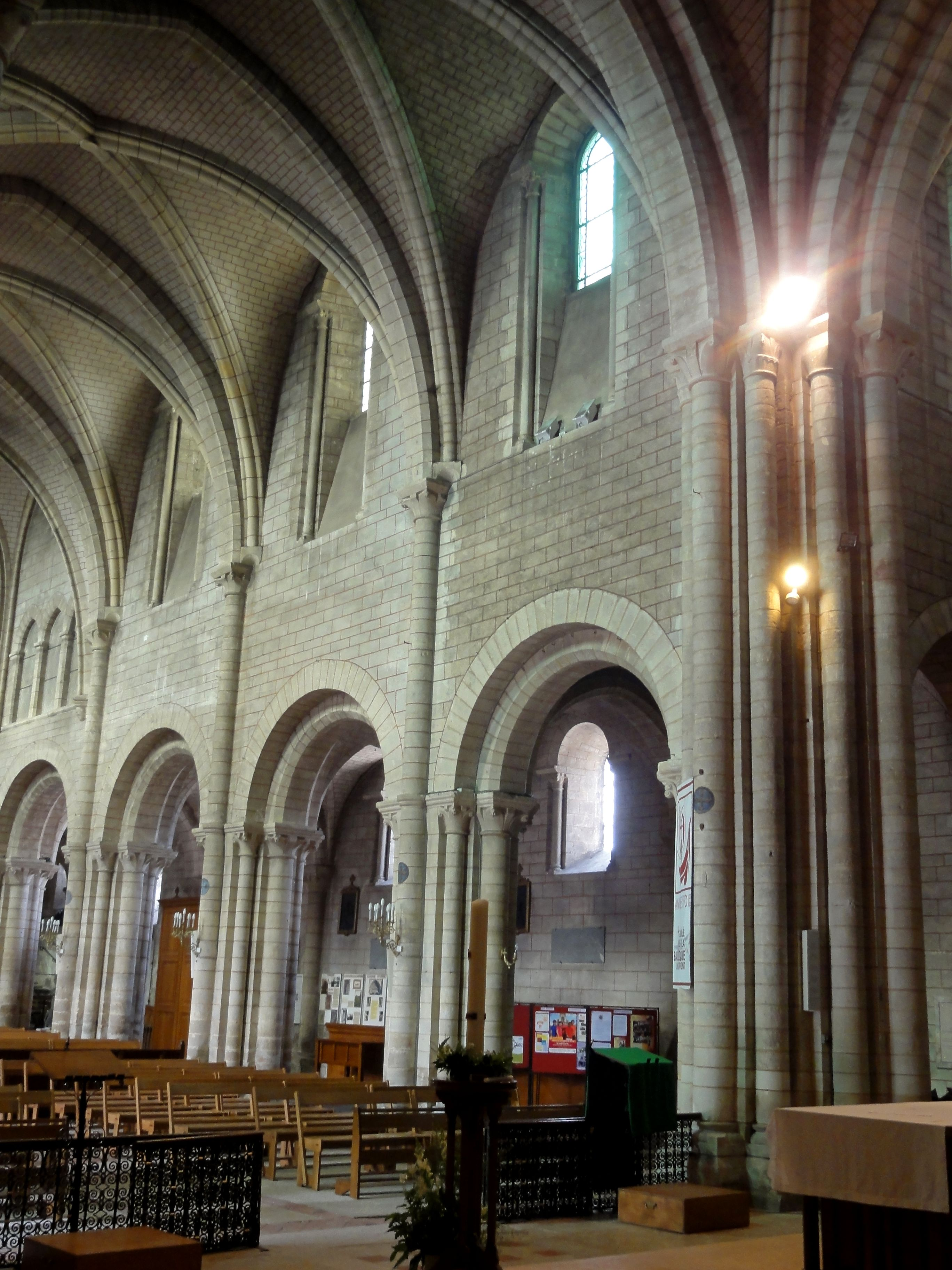
4e, 5e et 6e travée, côté nord.
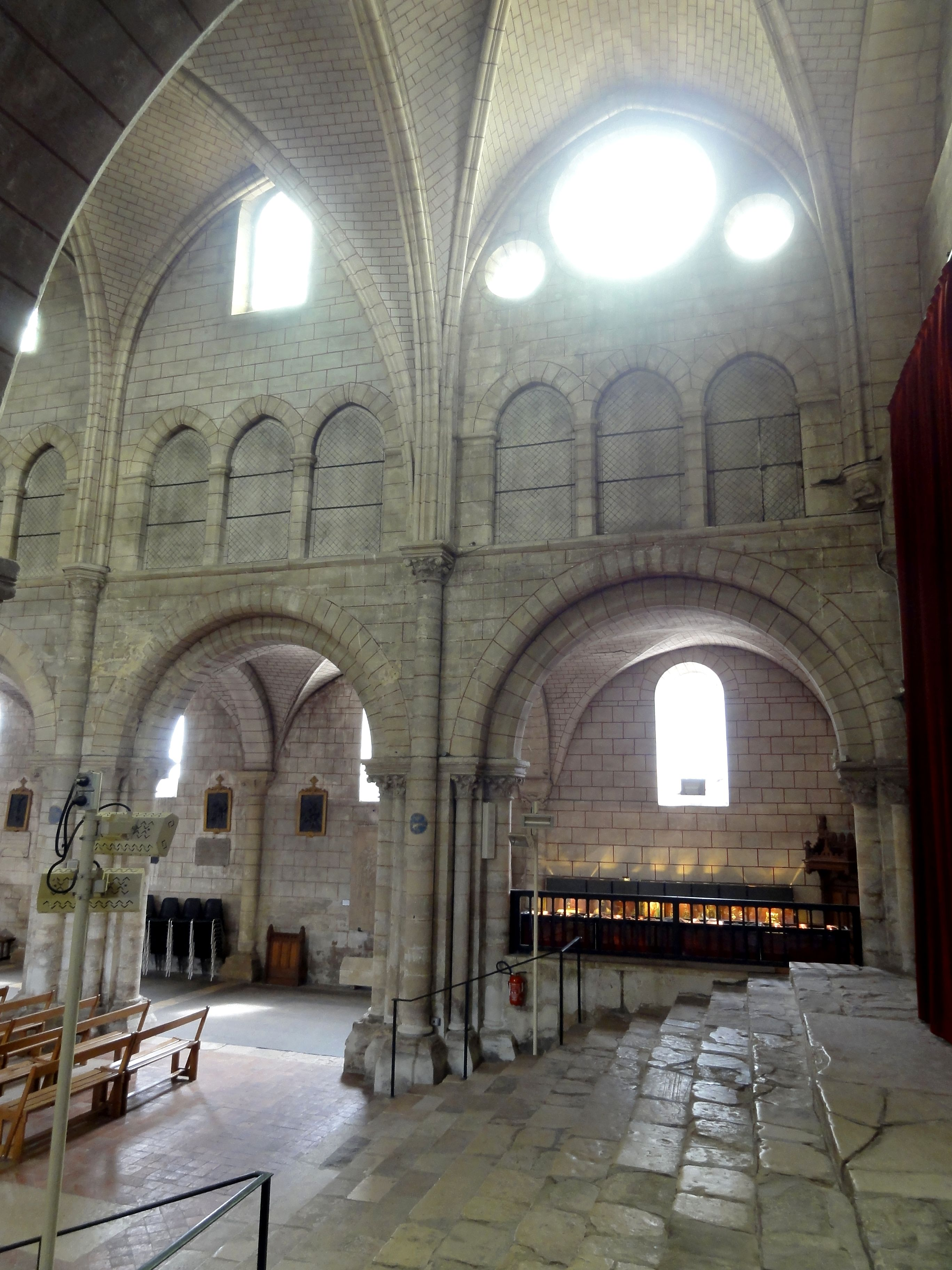
2e et 1re travée, côté sud.
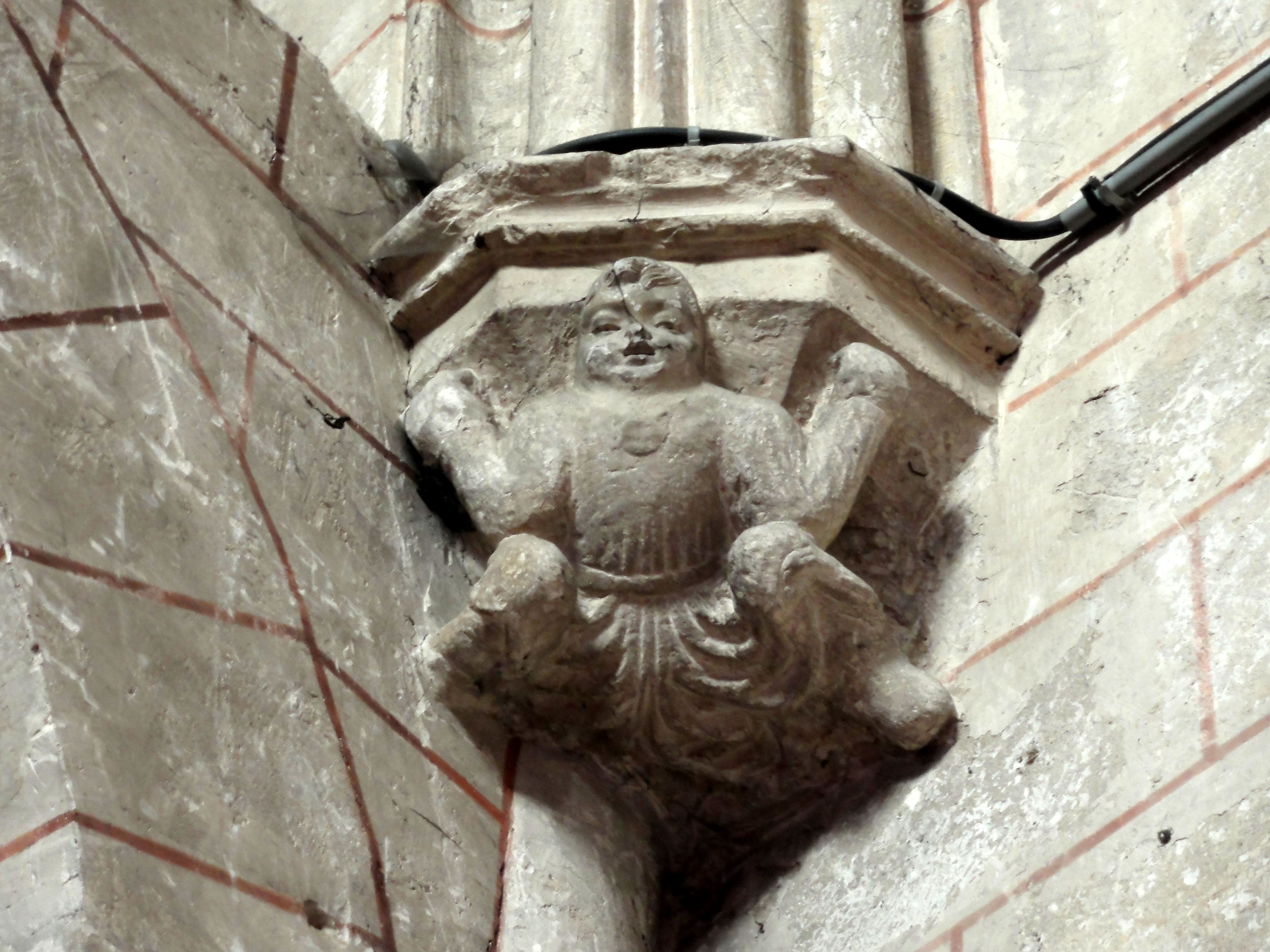
Cul-de-lampe au nord-ouest.

#### Bas-côtés

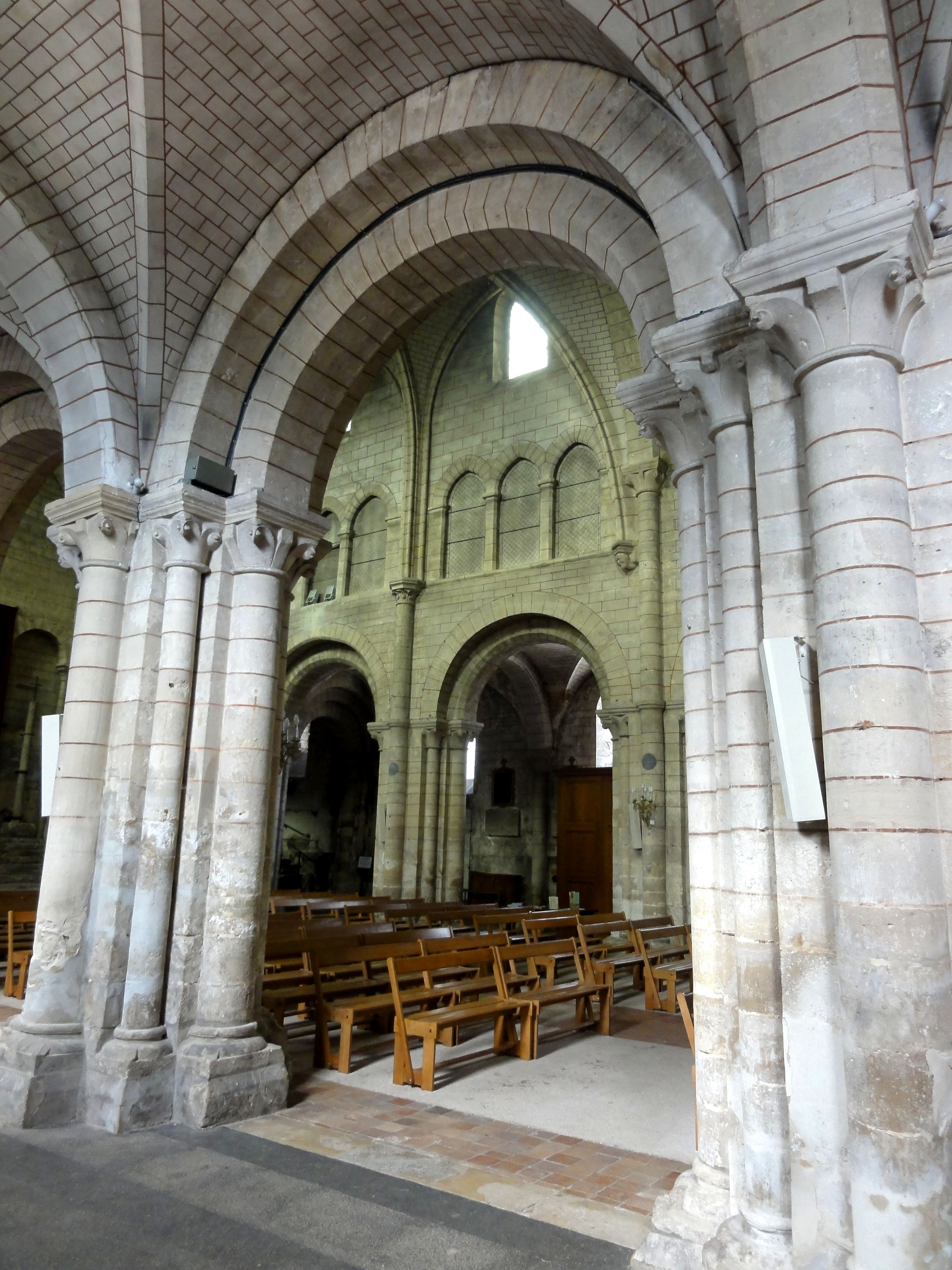
Bas-côté sud, vue par la 6e grande arcade.

Les bas-côtés sont plus homogènes que la nef, car le voûtement tardif de la seconde et la troisième travée ne les a pas affectée. Les deux premières travées se distinguent toutefois des autres. La première travée du nord ne cache pas sa fonction de base du clocher, et ses arcades sont à trois rangs de claveaux. Contrairement à toutes les autres travées de la nef et des bas-côtés, il y existent des colonnettes destinées à recevoir les ogives, qui datent donc d'origine, soit du milieu du XIIe siècle : le clocher n'a pas dû exister jusqu'au moment où l'on entreprit aussi le voûtement des trois dernières travées de la nef. La première travée du sud a été bâtie plus tardivement à la fin du XIIe siècle, dans le style gothique.
Ceci se voit notamment sur les chapiteaux, y compris autour du pilier entre la première et la deuxième grande arcade : leur sculpture devient plus fouillée et plus naturaliste, et s'inspire de la flore de la région. Cependant, le diamètre des fûts de colonne est le même qu'ailleurs, ce qui a incité Jean Vallery-Radot à penser que la première travée du bas-côté sud et de la nef ont seulement été remaniées à la fin du XIIe siècle, mais existaient déjà dès la période romane. Quant aux voûtes actuelles, elles ne datent que du XIXe siècle. Ce sont des voûtes d'arêtes, répandues à la période romane, mais dont l'emploi dans la région fut limité aux bases de clocher ou croisées du transept. À Saint-Pierre de Montmartre, Morienval et Saint-Germain-des-Prés, on monta également des voûtes d'arêtes au XIXe siècle et au début du XXe siècle, alors qu'il n'y en avait pas eu auparavant. Les arcs-doubleaux sont en plein cintre, et avant le voûtement des bas-côtés, ils servaient à la stabilisation des murs hauts de la nef. Du côté des murs extérieurs, ils retombent sur le chapiteau d'une colonne engagée, ou, en cas de remaniement ultérieur, sur un simple pilastre.
Il convient de revenir sur les problèmes de datation de la nef et des bas-côtés. En 1136, Guillaume de Massy donne au prieuré une redevance à prélever par le « gardien de l'œuvre », jusqu'à son achèvement. Vallery-Radot en déduit que la nef n'était donc toujours pas terminée, et va jusqu'à conclure que la nef n'avait pas été entamée au début du XIIe siècle : en effet, aucun élément permettant une datation antérieure ne subsiste. Contrairement à d'autres églises romanes voûtées après coup, comme Saint-Germain-des-Prés, on voit à Longpont des piliers cantonnés de huit colonnes et colonnettes, qui ne semblent pas encore répandus au XIe siècle. Or, vu les importantes donations que le prieuré avait déjà reçu, il paraît difficilement concevable que la nef faisait entièrement défaut à l'aube du XIIe siècle. Une possibilité est qu'une nef provisoire fut édifiée très rapidement au cours des années 1030, qui fut remplacée dès que les fonds disponibles le permettaient. On peut également penser que le legs de 1136 était destiné plus particulièrement au voûtement de la nef, une préoccupation motivée par la crainte de voir les églises ravagées par des incendies. Comme Vallery-Radot l'admet lui-même, les voûtes des trois dernières travées datent effectivement du milieu du XIIe siècle. Marius Ciboulet ne se fixe pas sur une datation concrète, mais admet lui aussi que la nef et les bas-côtés dans leur forme actuelle renvoient au XIIe siècle. Il pense que des éléments des années 1031 subsistent, sans préciser toutefois lesquels,.

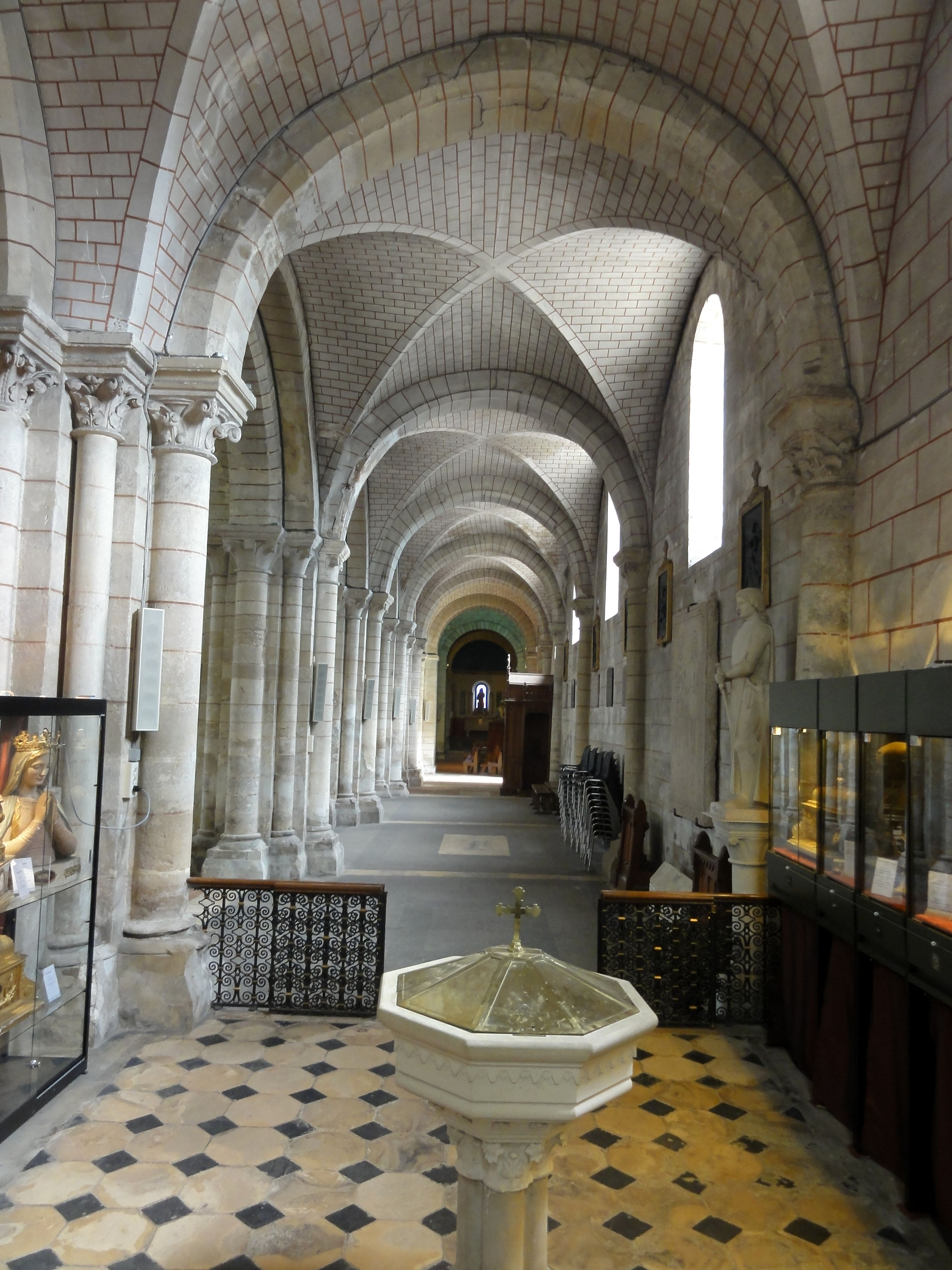
Bas-côté sud, vue vers l'est ; fonts baptismaux.
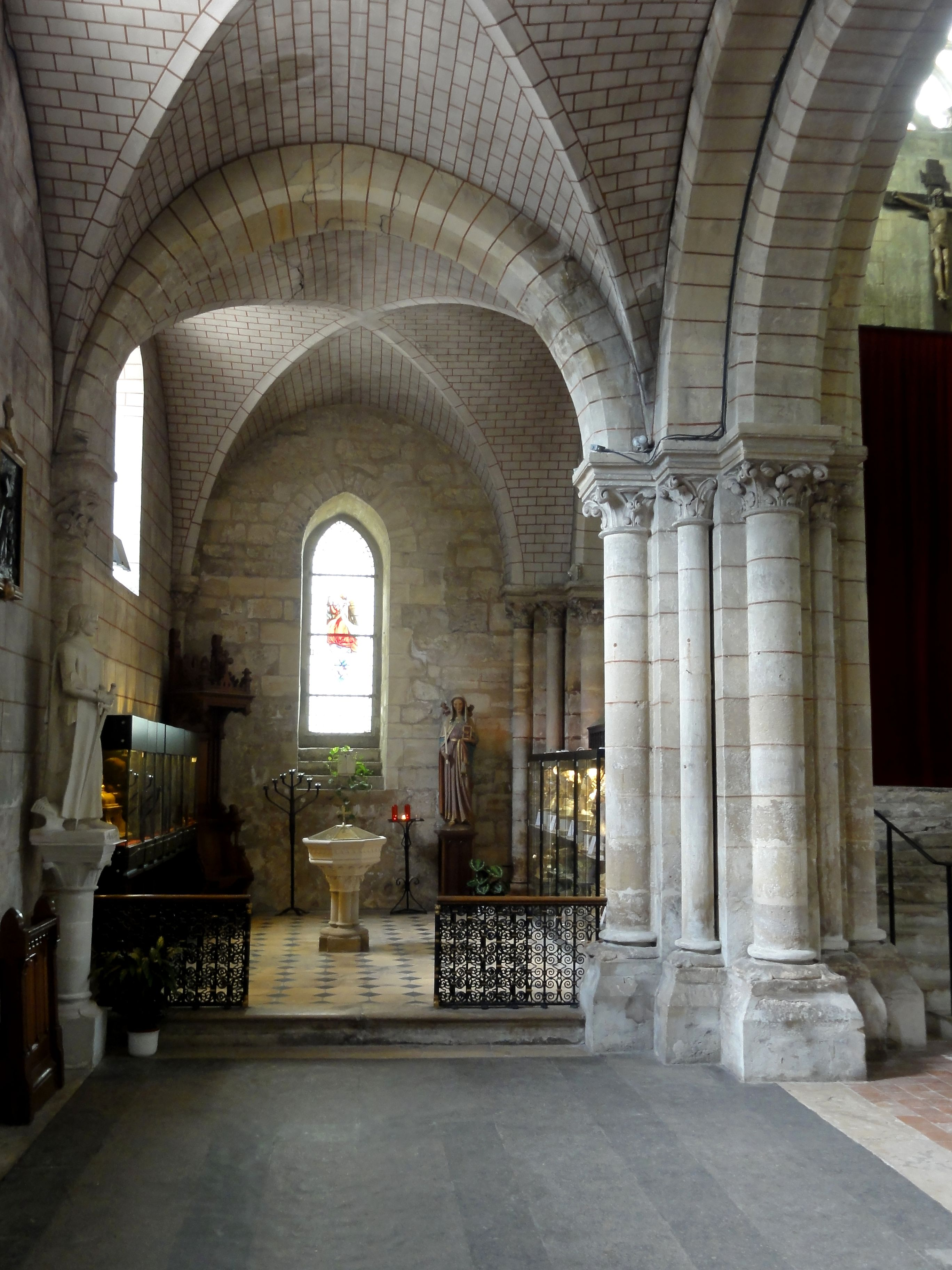
Bas-côté sud, chapelle Sainte-Geneviève.
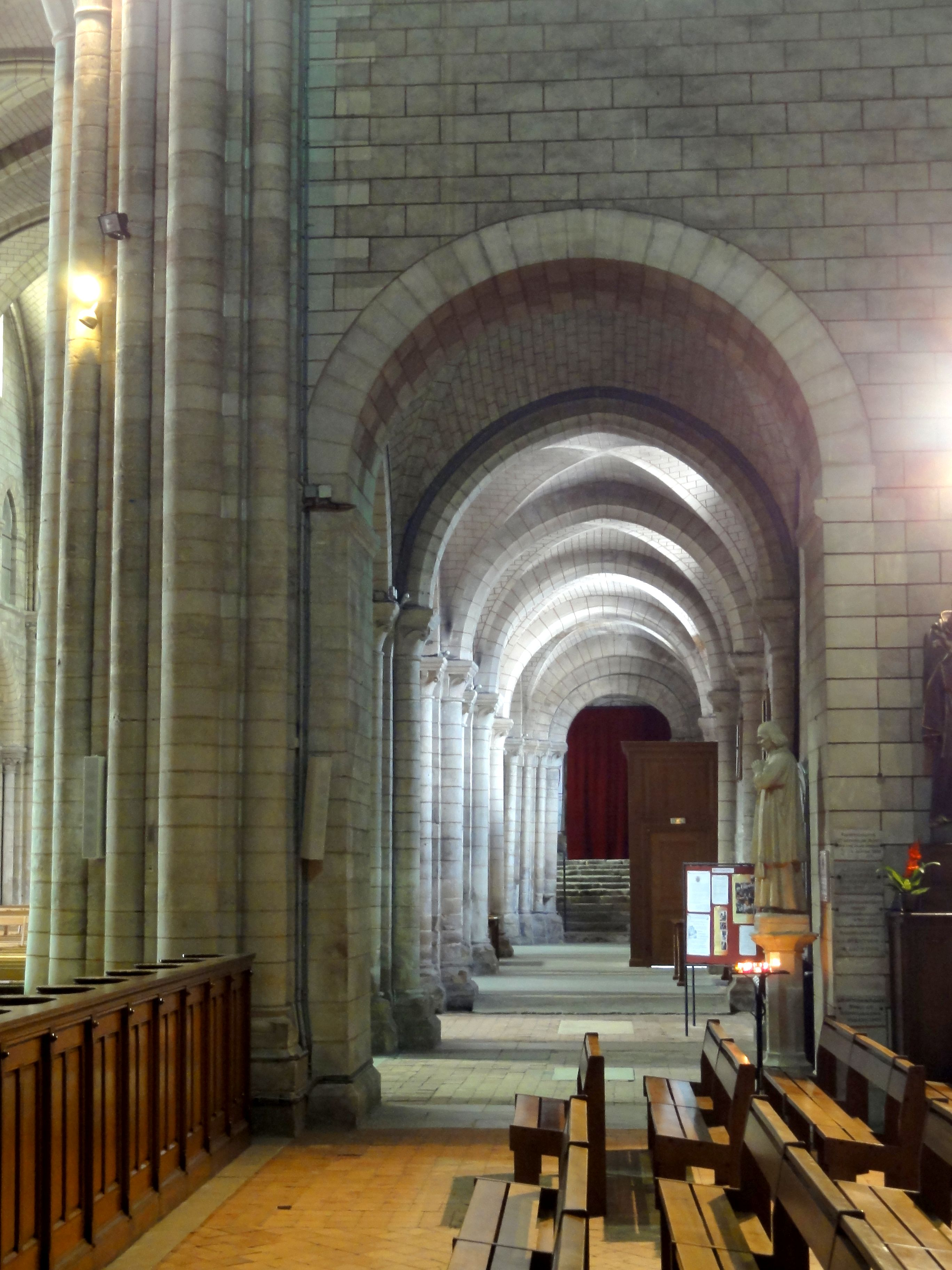
Croisillon nord, arcade vers le bas-côté nord.
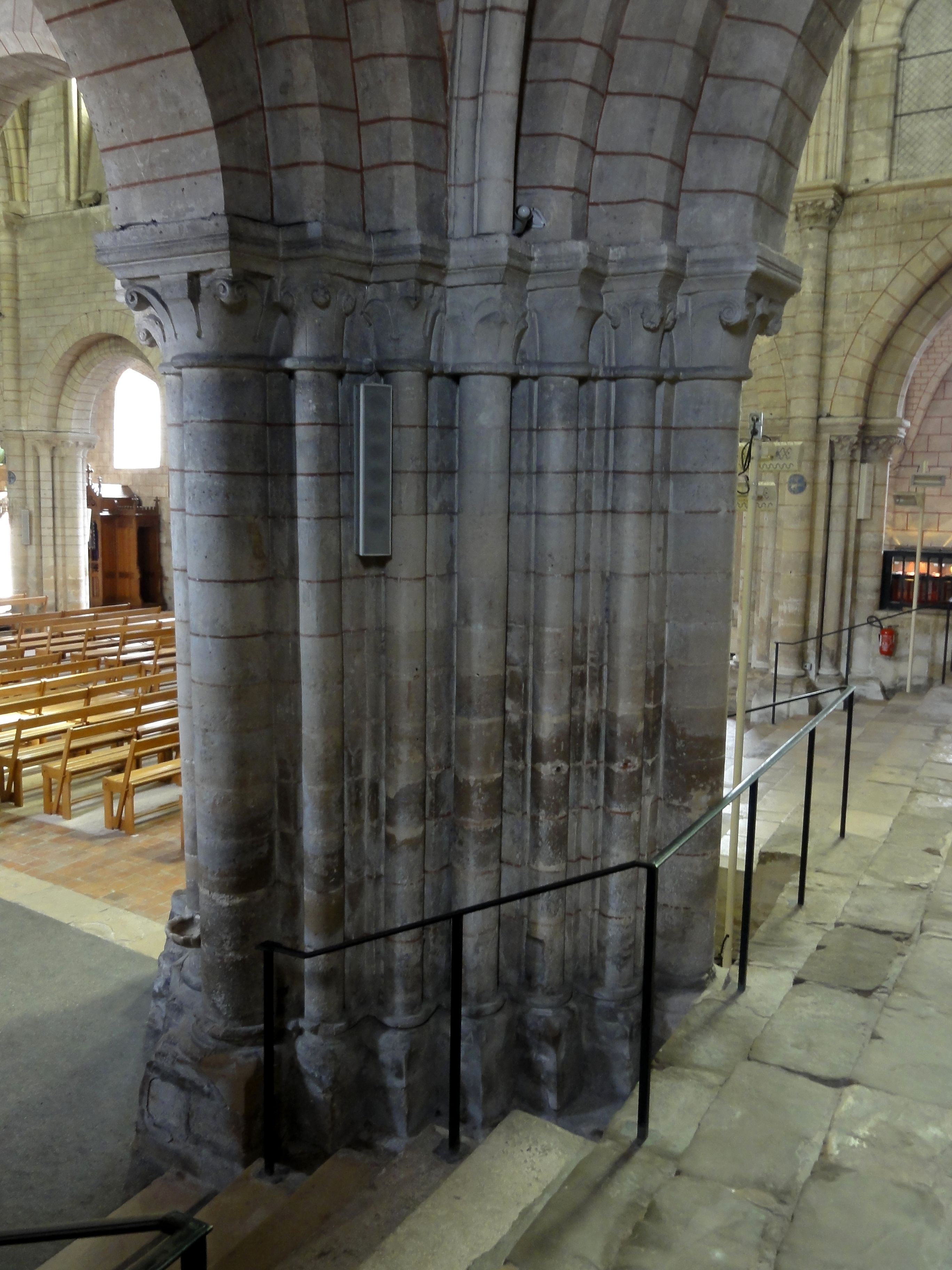
Pile sud-est du clocher.
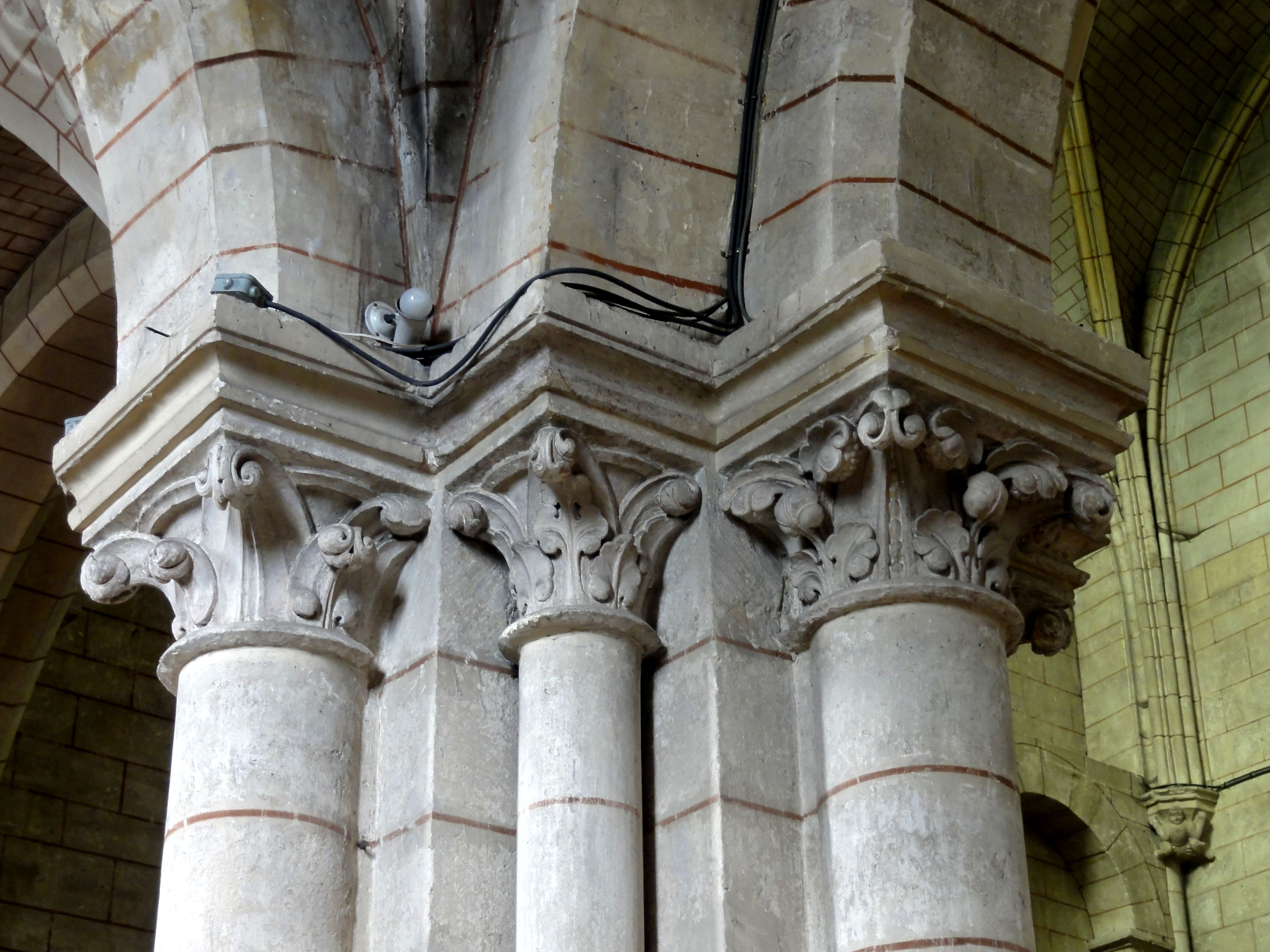
Chapiteaux gothiques sur le premier pilier au sud.

#### Transept

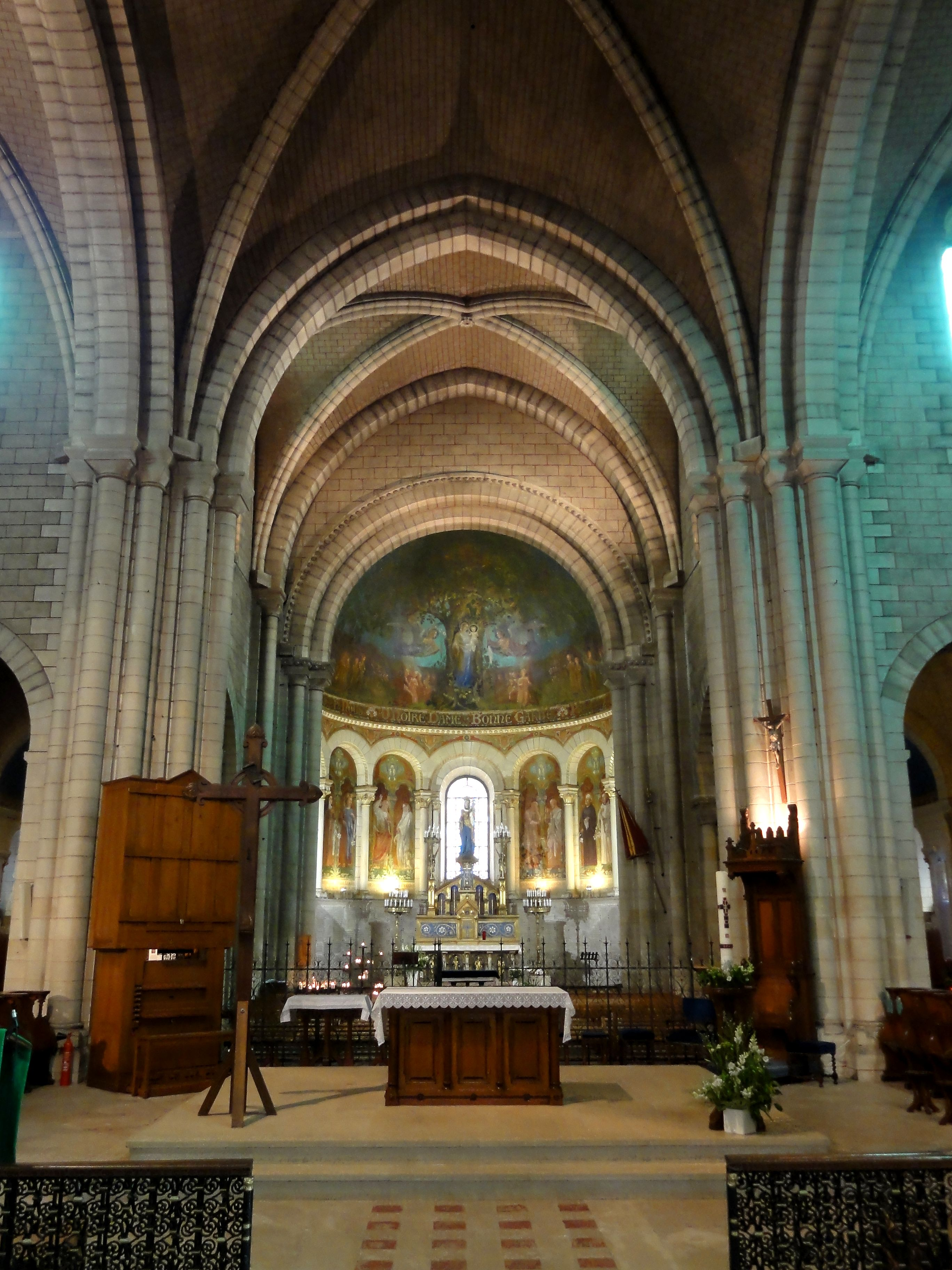
Croisée du transept, vue vers l'est - sanctuaire et maître-autel.

Le transept et la première travée du chœur ont été recopiés sur les trois dernières travées de la nef par l'architecte de la reconstruction de 1875–1878, Paul Naples. Ainsi s'explique la grande cohésion stylistique de la basilique. Le choix fait par Paul Naples était sans doute le meilleur à faire, car le transept et le chœur primitifs n'ont malheureusement pas été documentés avant leur démolition en 1819. L'alternative aurait été une hypothèse fondée sur l'analyse des grandes églises romanes du XIe siècle du nord de la France, mais aucun historien de l'art n'a participé au projet, et l'histoire de l'architecture était de toute façon encore à ses débuts. En tout cas, le transept actuel n'hérite que le plan de l'église bâtie par Gui Ier de Montlhéry et Hodierne de Gometz. C'est par ailleurs le plan primitif des parties orientales de Saint-Germain-des-Prés supposé par Eugène Lefèvre-Pontalis. Les élévations ont pu être différentes ; en particulier, comme héritage de l'architecture carolingienne, les croisillons étaient souvent plus bas que la croisée du transept au XIe siècle, comme on peut encore le voir à Morienval ou Saint-Loup-de-Naud (transept-bas). Les arcades en plein cintre qui établissent la communication avec les bas-côtés et les chapelles orientées sont, quant à elles, bien conformes à la première architecture romane, voire préromane, et ne sont pas flanquées de colonnettes, ni même chanfreinées. La décoration se résume à un bandeau au niveau des impostes.
Les arcs-doubleaux sont en tiers-point et suggèrent ainsi une période de construction pas antérieure au second quart du XIIe siècle, alors que le transept était certainement achevé au XIe siècle. Paul Naples a voulu simuler un voûtement après coup comme dans la nef, et fait donc retomber les ogives sur des culots. — Le maître-autel actuel ne date que de 1966, mais s'élève toujours à l'emplacement authentique supposé de l'autel de la première chapelle remontant à la fin de l'Antiquité. Le précédent autel en marbre blanc avait été offert en 1898 par Henri Say et Mary Davis, son épouse ; il a été déplacé dans le croisillon sud, où il était caché par l'orgue. Lors de l'installation du nouvel grand-orgue en 2009 ; il a été déplacé dans le croisillon nord, où il fait face à l'autel du Sacré-Cœur.

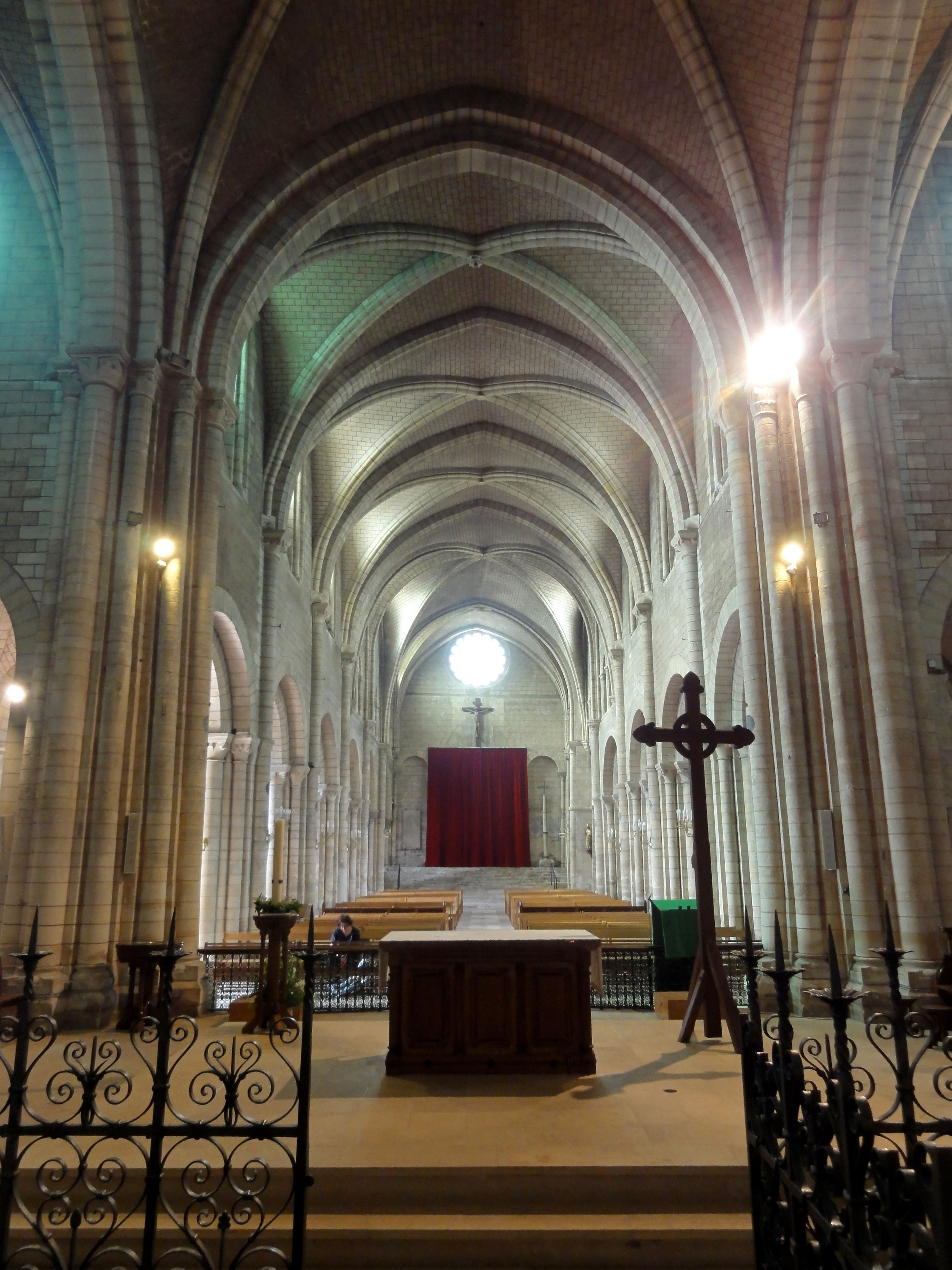
Croisée, vue vers l'ouest.
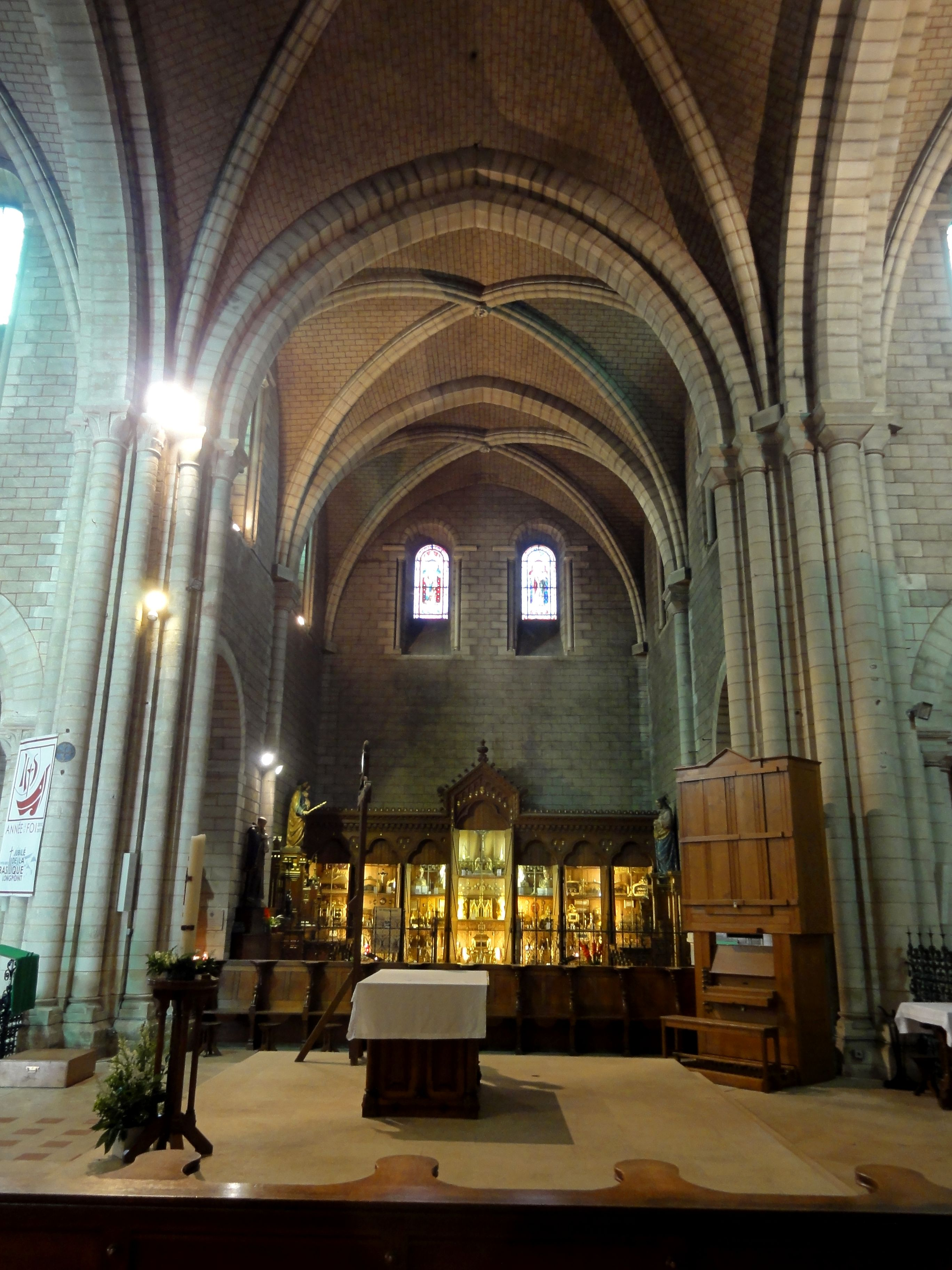
Transept, vue sud-nord.
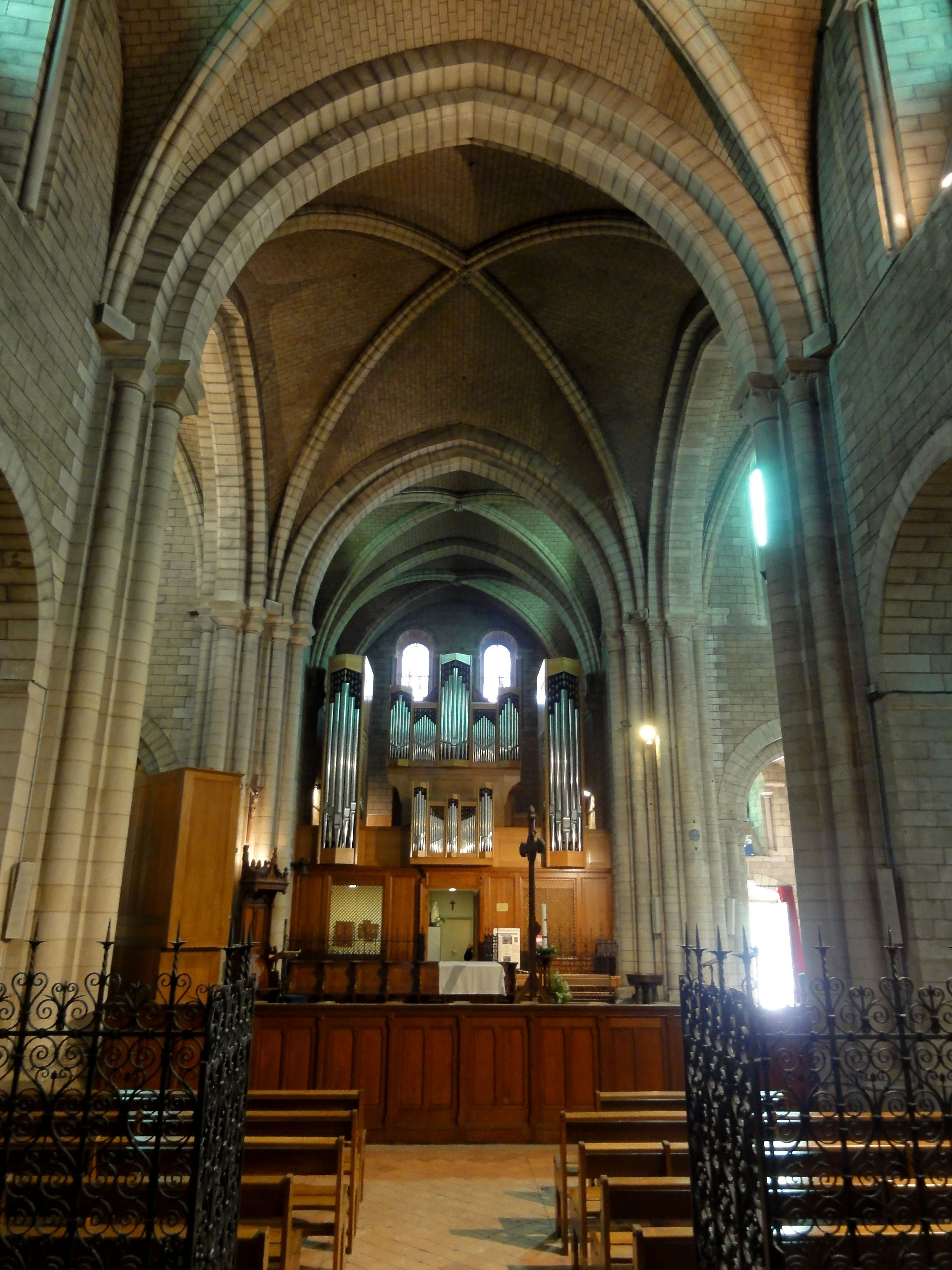
Transept, vue nord-sud.
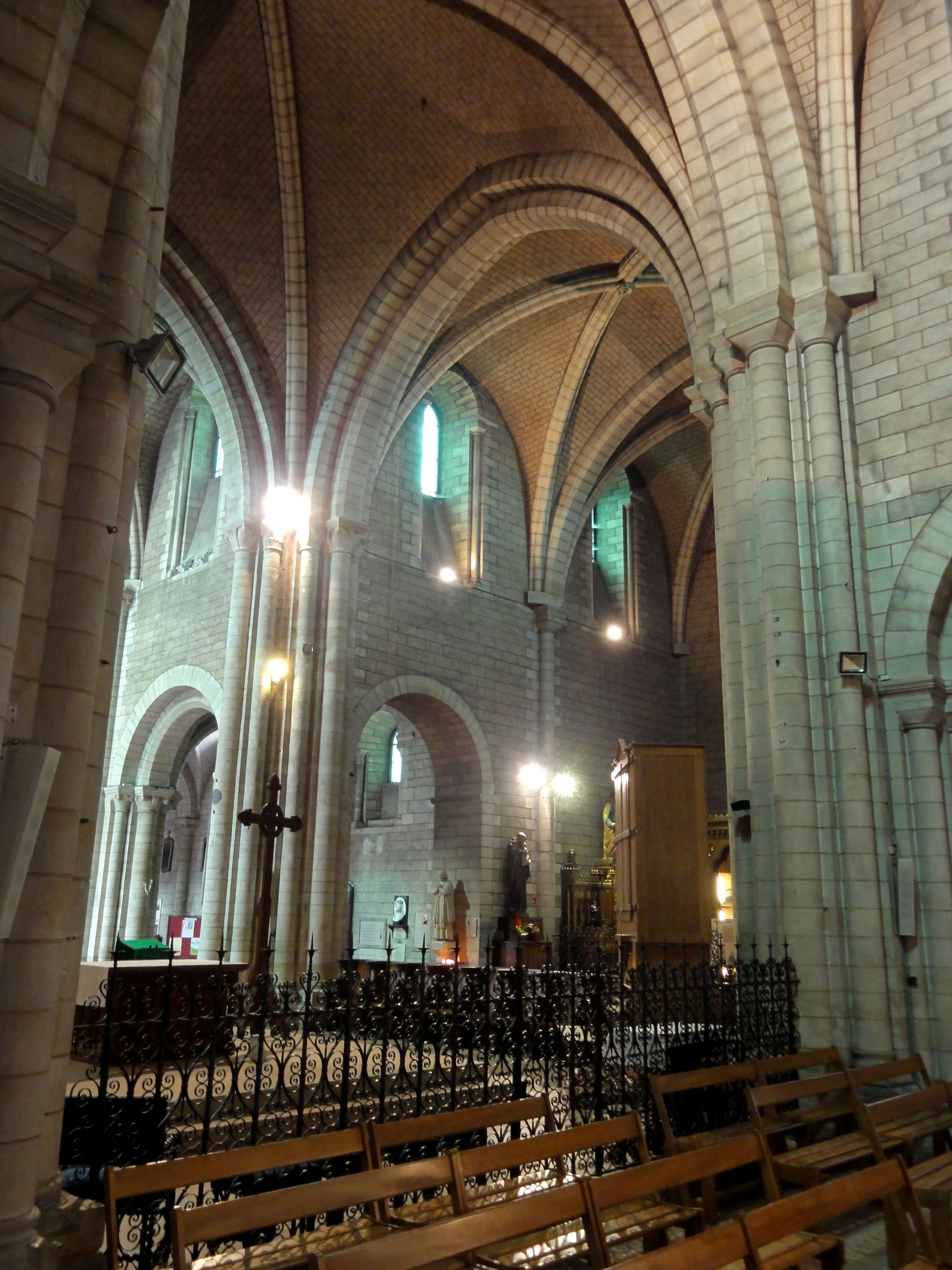
Vue diagonale.
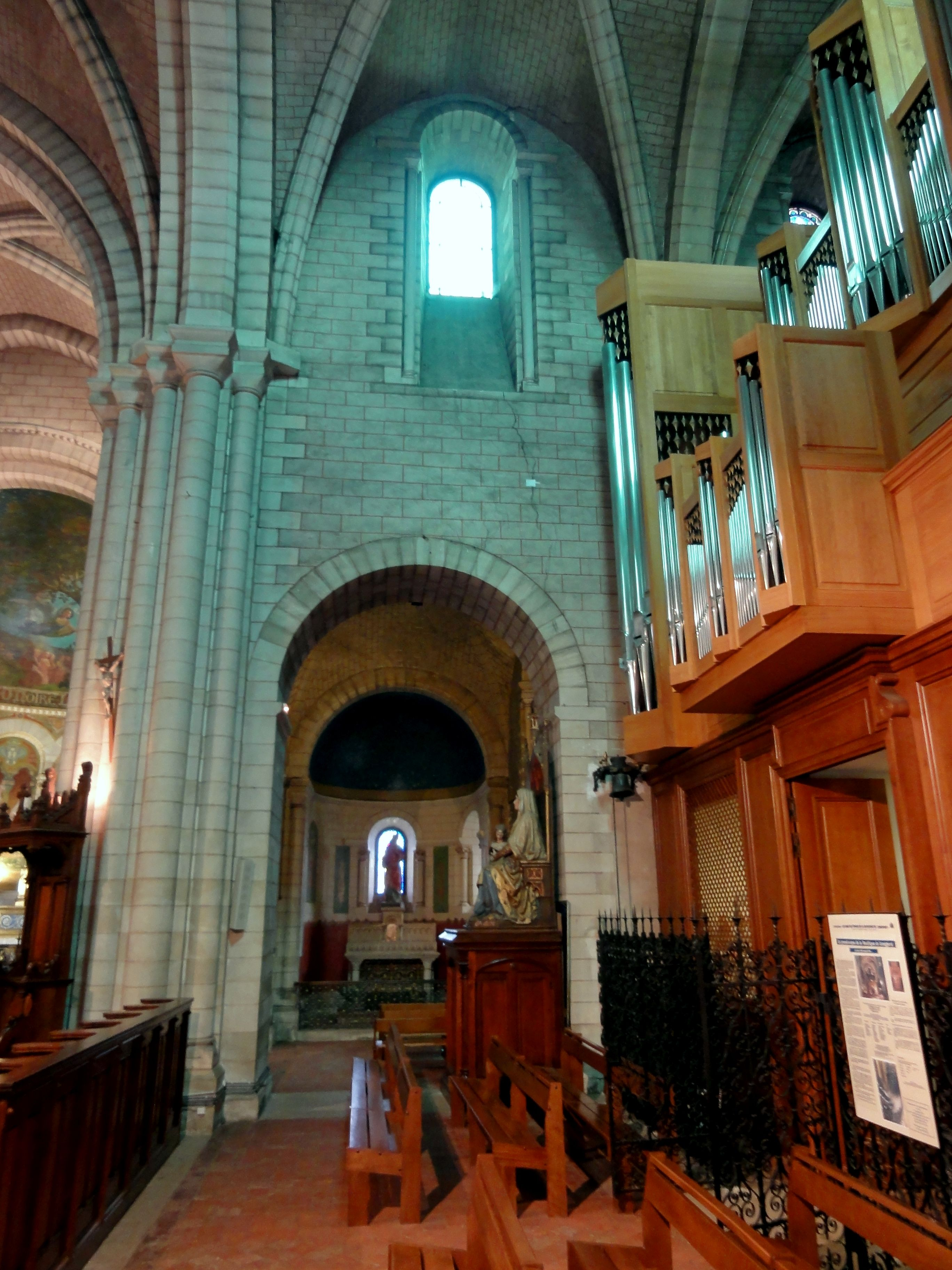
Croisillon sud, côté est.

#### Chœur et chapelles

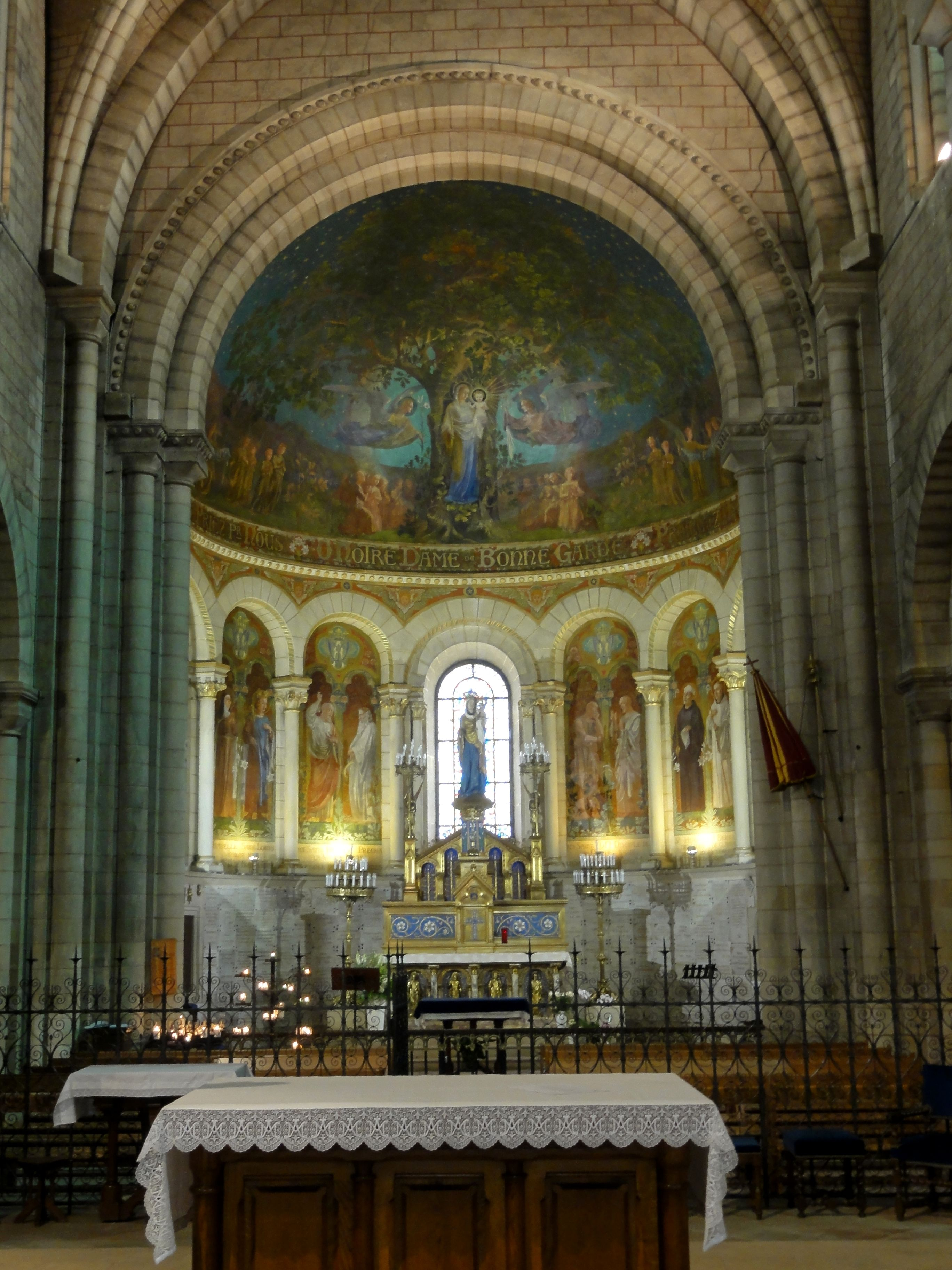
Chœur de la basilique.

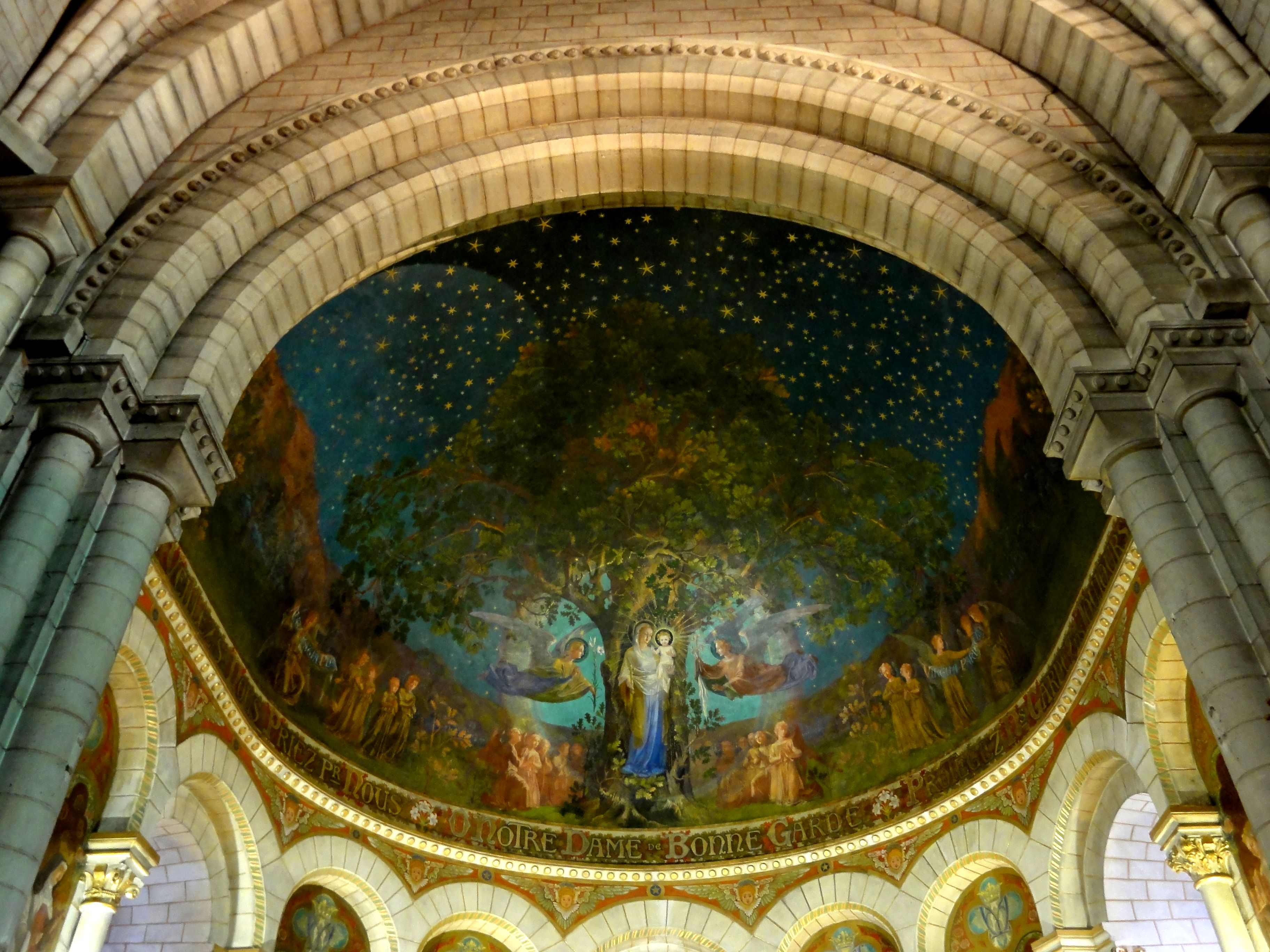
Apparition de la Vierge aux druides, par François Zbinden.

Le chœur ne compte plus qu'une seule travée droite, alors qu'il y en avait deux jusqu'en 1819, et les historiens de l'église n'évoquent pas le motif de cette modification. Il a dû s'agir de contraintes financiers, car les fondations primitives n'étaient pas réutilisables contrairement à l'attente, et le budget fut très largement dépassé. Comme déjà signalé, la première travée du chœur est analogue aux trois travées orientales de la nef, et flanquée de deux chapelles dont les premières travées sont analogues aux bas-côtés romans de la nef. Initialement, la partie droite du chœur était sans doute simplement plafonné, comme le suppose Marius Ciboulet (respectivement Michel Réale dont il reprend un texte non publié dans son propre ouvrage). Un voûtement en berceau n'est toutefois pas exclu, comme le montrent les chœurs romans de Deuil-la-Barre, Luzarches ou Saint-Clair-sur-Epte, pour ne citer que trois exemples. En l'occurrence, la largeur importante du chœur, à moins qu'elle ne soit pas authentique, rend cette hypothèse moins probable. Par contre, les premières travées des absidioles étaient plus probablement pourvues de voûtes en berceau, plus habituellement associées aux absides en cul-de-four, et non de voûtes d'arêtes. Des absidioles entrent dans le plan de toutes les grandes églises romanes. Peu d'exemples authentiques du XIe siècle subsistent dans la région ; on peut toutefois citer l'abbatiale de Morienval. En effet, les absidioles ont été rendus caduques avec la diffusion des chœurs à déambulatoire et chapelles rayonnantes à partir du milieu du XIIe siècle, en suivant les exemples de Saint-Denis et Saint-Germain-des-Prés.
Les culs-de-four des absidioles s'ouvrent entre deux colonnettes et sont donc un peu plus étroites que les premières travées, ce qui est une caractéristique de la plupart des chapelles de ce type. Les fenêtres sont au nombre de deux ; du côté de l'abside du vaisseau central, on s'est contenté de baies factices. L'abside elle-même est reliée à la partie droite du chœur par une arcade en plein cintre et à double rouleau, nettement plus basse que la voûte de la partie droite. L'arcade est surmontée d'un cordon de billettes, motif ornemental simple, plus couramment utilisé à l'extérieur des églises romanes. Une décoration soignée de l'arc triomphal est toutefois usuelle. L'éclairage est assuré par trois fenêtres, et les parties du mur laissées libres sont agrémentées d'arcatures aveugles, alors que les soubassements sont tapissés de plaques d'ex-voto.
C'est la chapelle de la Vierge, qui abrite la statue en bois de chêne de Notre-Dame-de-Bonne-Garde, couronnée en 1872. Les peintures murales ont été réalisées entre 1901 et 1903 par François Zbinden, un élève de Puvis de Chavannes. On reconnaît la Vierge apparaissant aux druides devant un chêne, et les principaux personnages qui ont participé à la renommée de Longpont. En partant de la droite on reconnaît : Anne de Bretagne, qui fit reconstruire le portail de l'église à la fin du XVe siècle ; Hodierne de Gometz, la fondatrice du prieuré ; saint Bernard de Clairvaux, qui fut pèlerin de Longpont ; saint Hugues de Cluny, qui envoya ici les premiers moines depuis Cluny ; saint Yon évangélisant le bûcheron ; saint Denis et le druide de Longpont ; Saint Louis et sa sœur, la bienheureuse Isabelle de France, qui vinrent souvent à Longpont lors de leurs fréquents séjours au château de Montlhéry ; sainte Jeanne de Valois, fille de Louis XI, qui fonda l'ordre des Annonciades (son passage est également attesté à Longpont) ; saint Jean-Marie Vianney qui, à défaut d'être venu jusqu'à Longpont, devint, en 1853, membre de l'archiconfrérie Notre-Dame-de-Bonne-Garde.

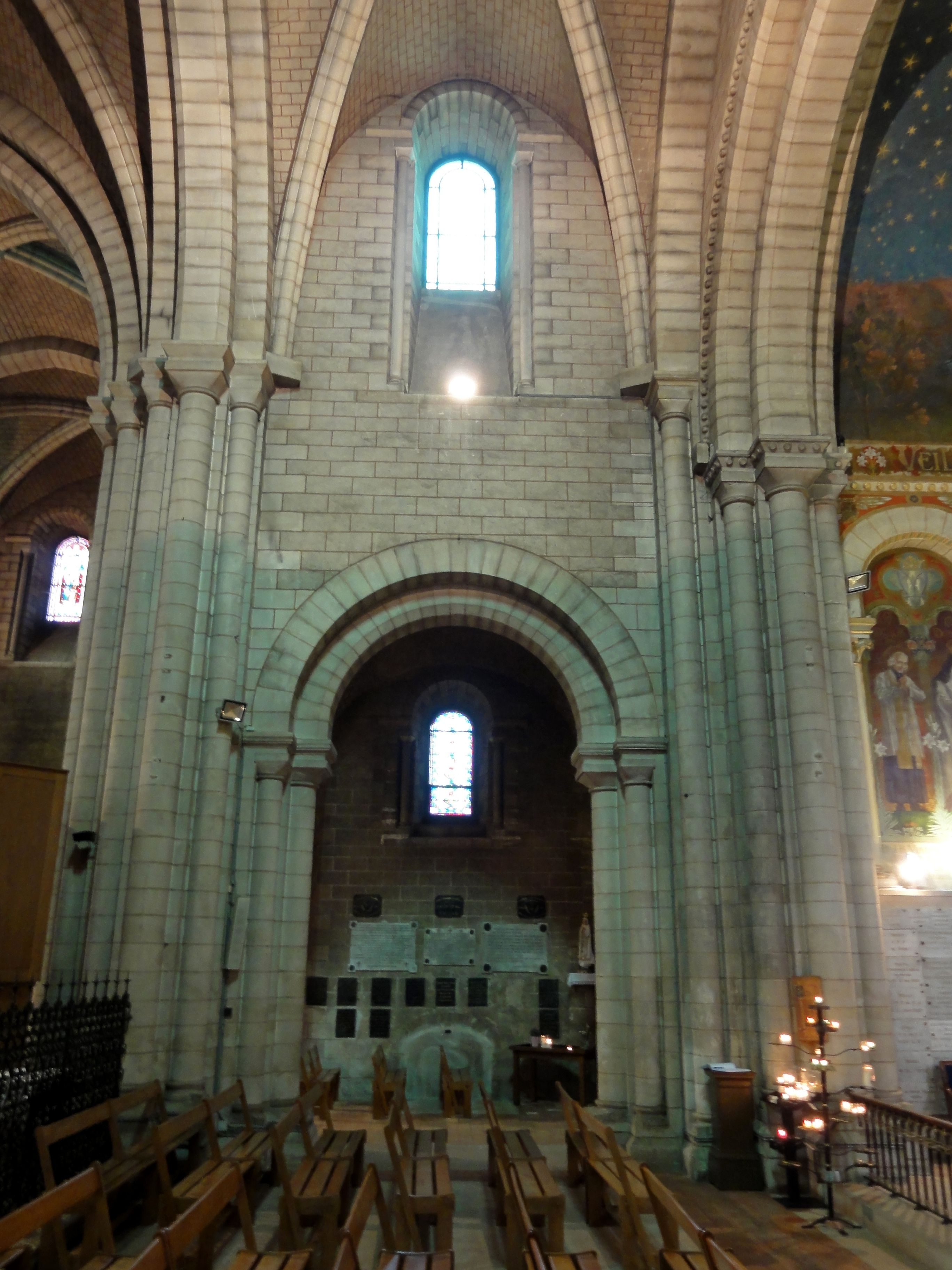
Chœur, travée droite, élévation nord.
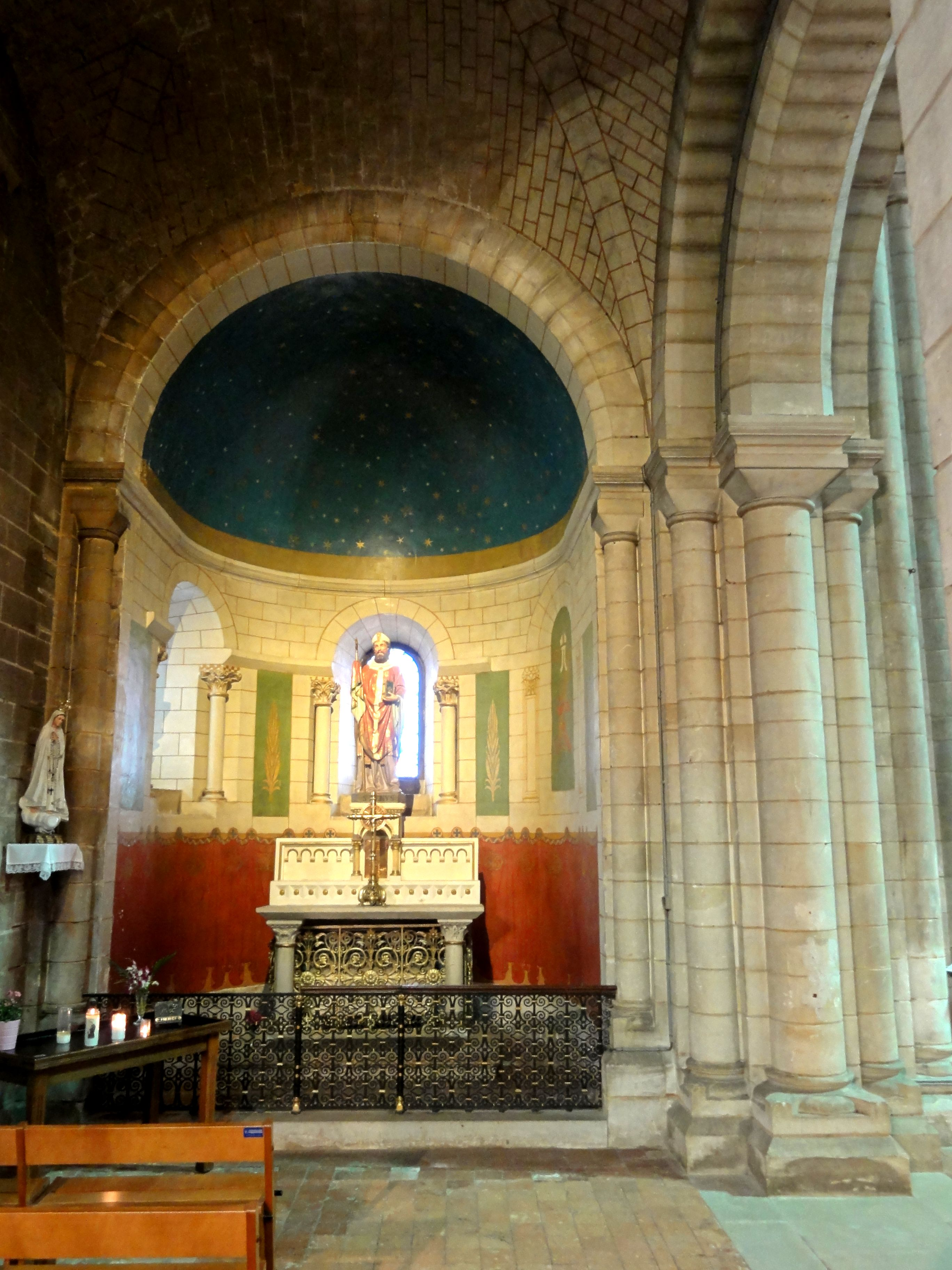
Absidiole nord - chapelle Saint-Denis.
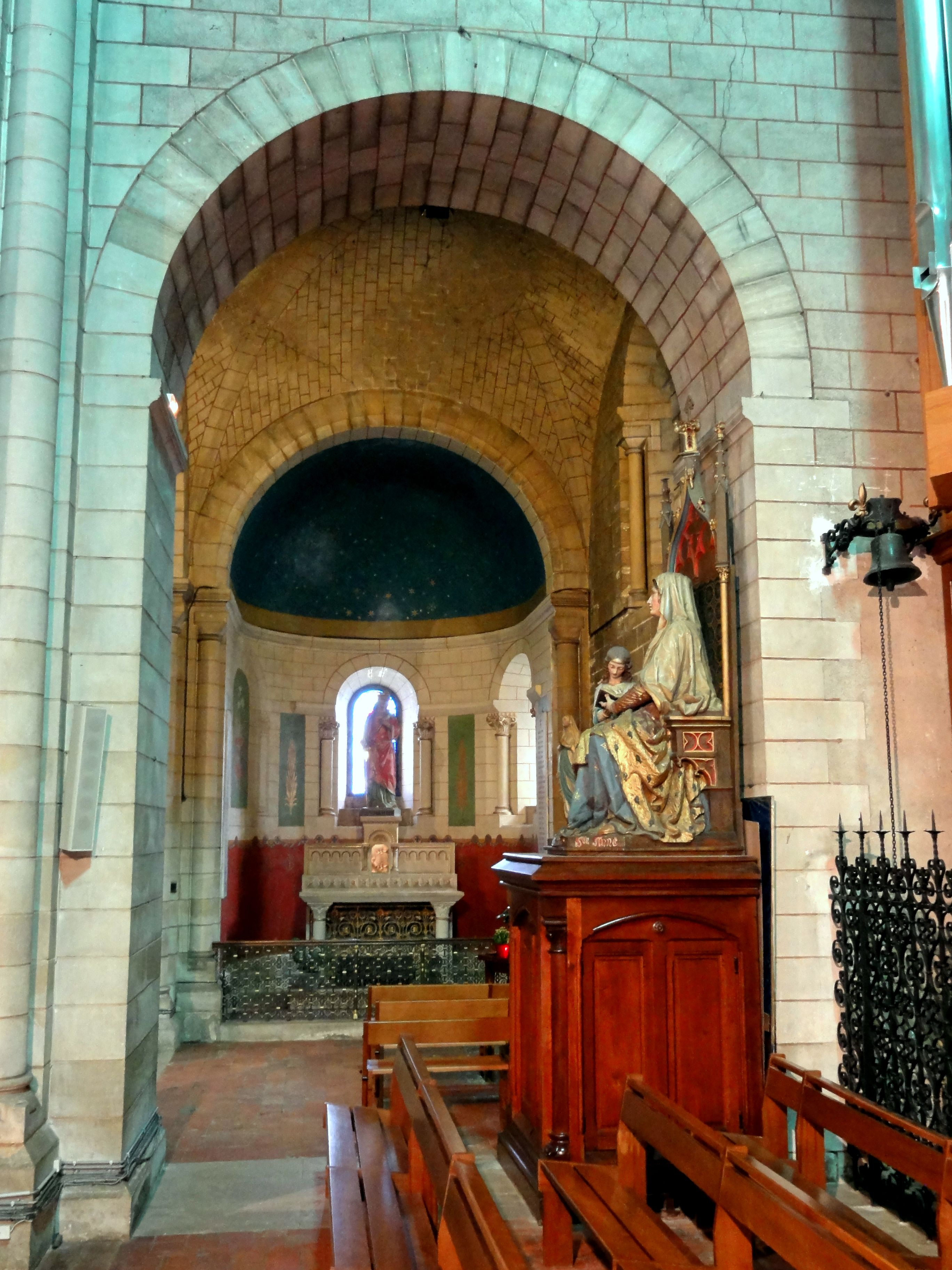
Vue dans l'absidiole sud.
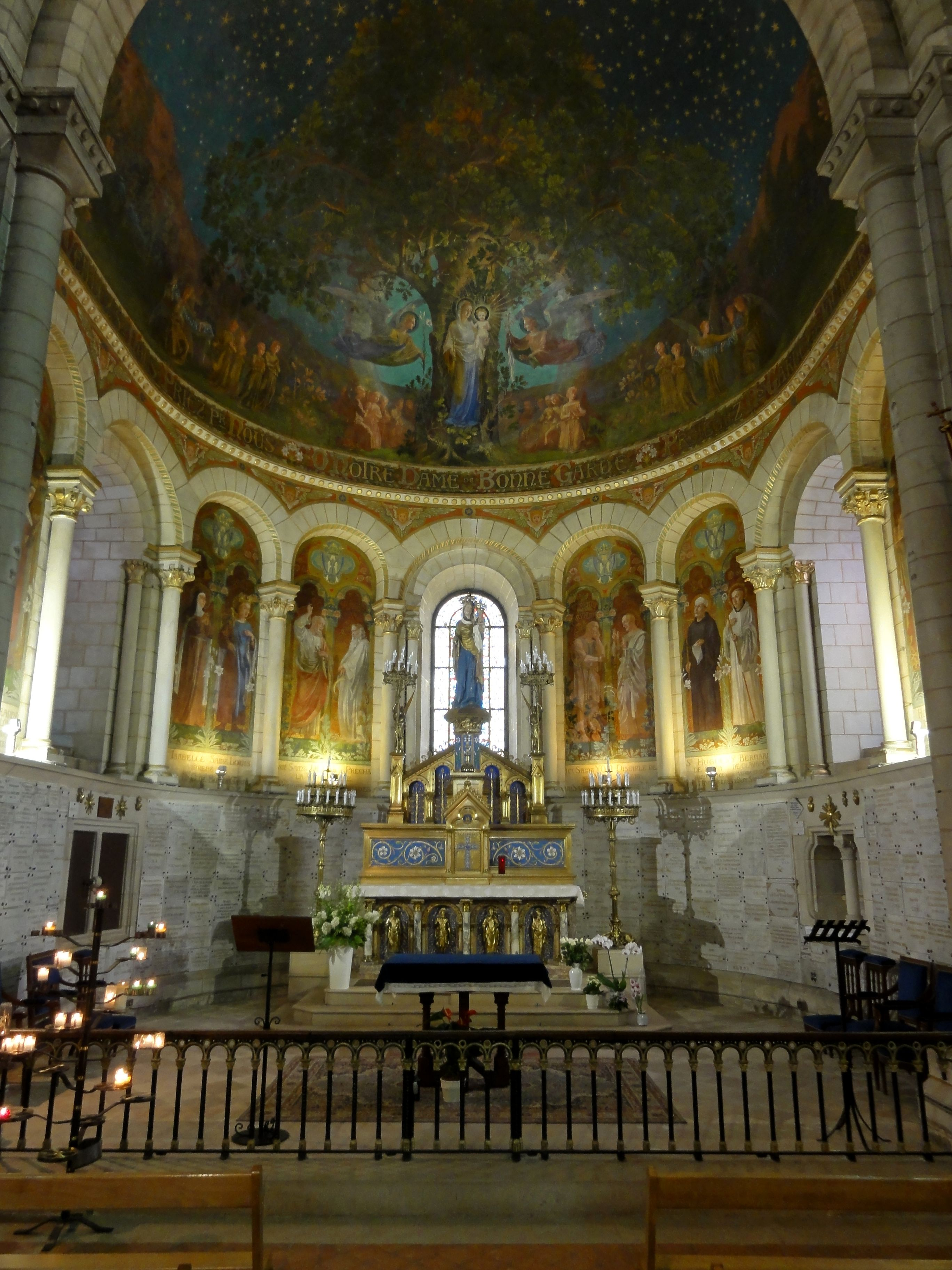
Abside - chapelle de la Vierge.
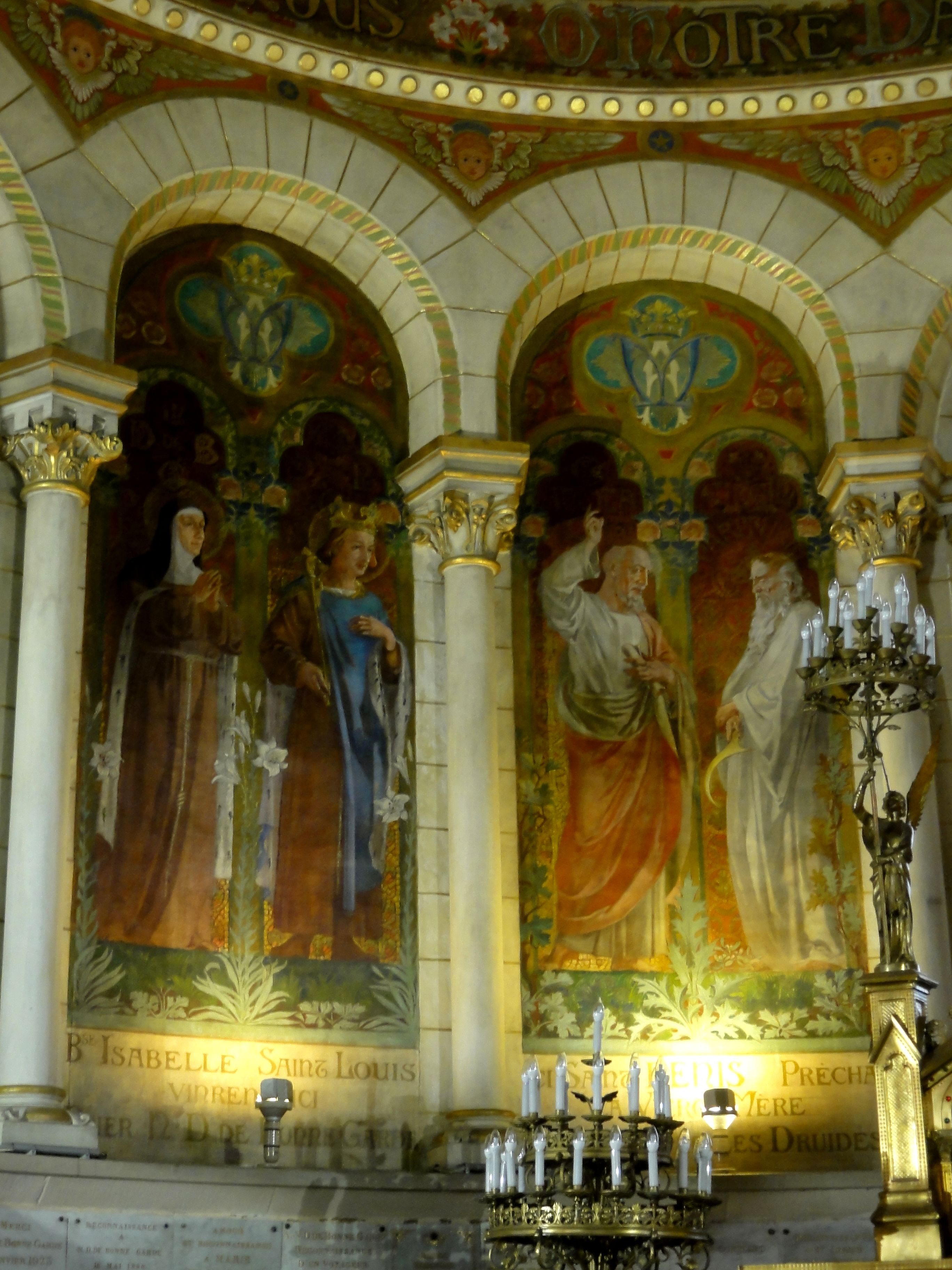
Sainte Isabelle, saint Louis, saint Denis et un druide.

### Extérieur

#### Portail occidental

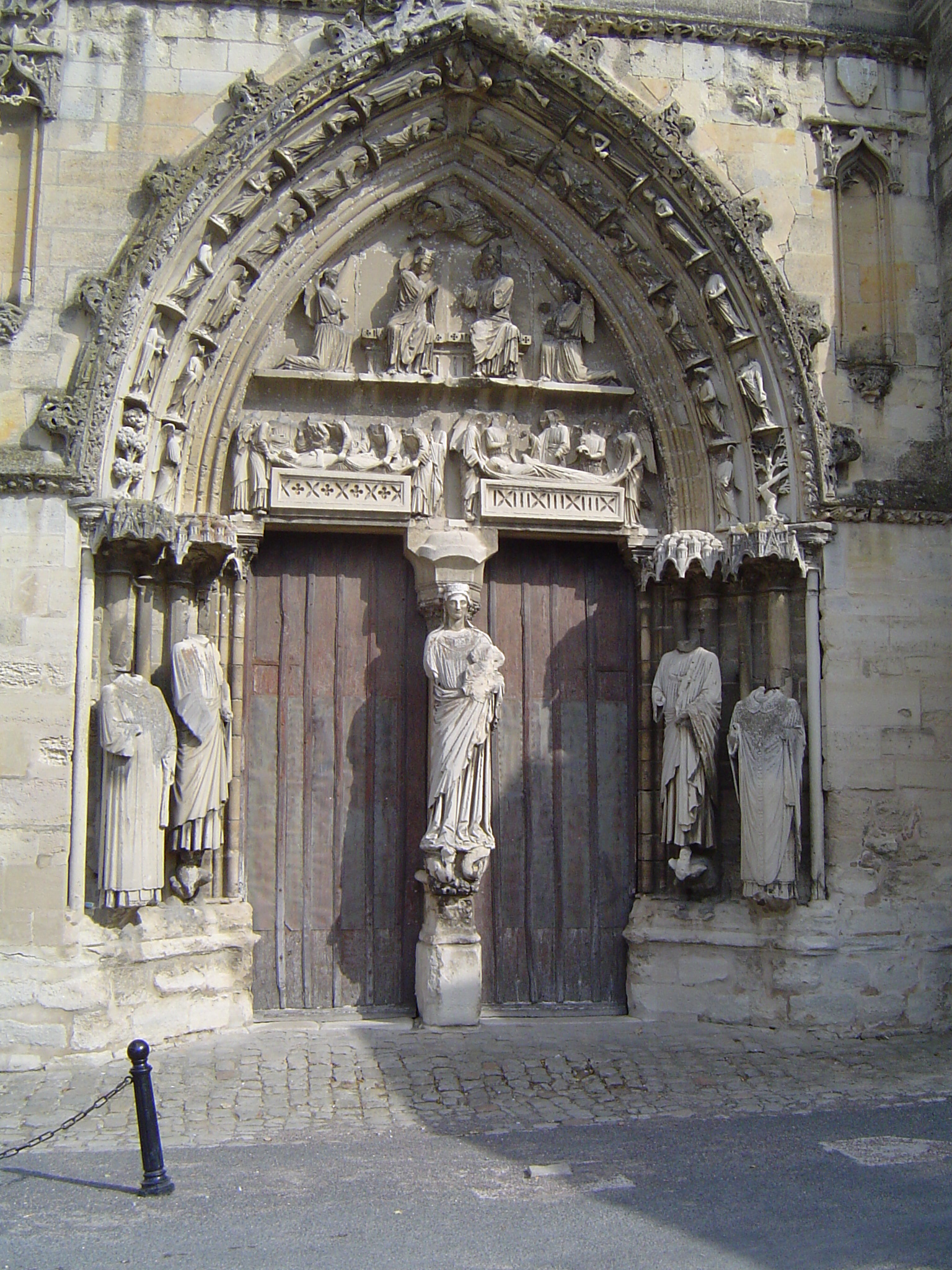
Portail occidental de la nef.

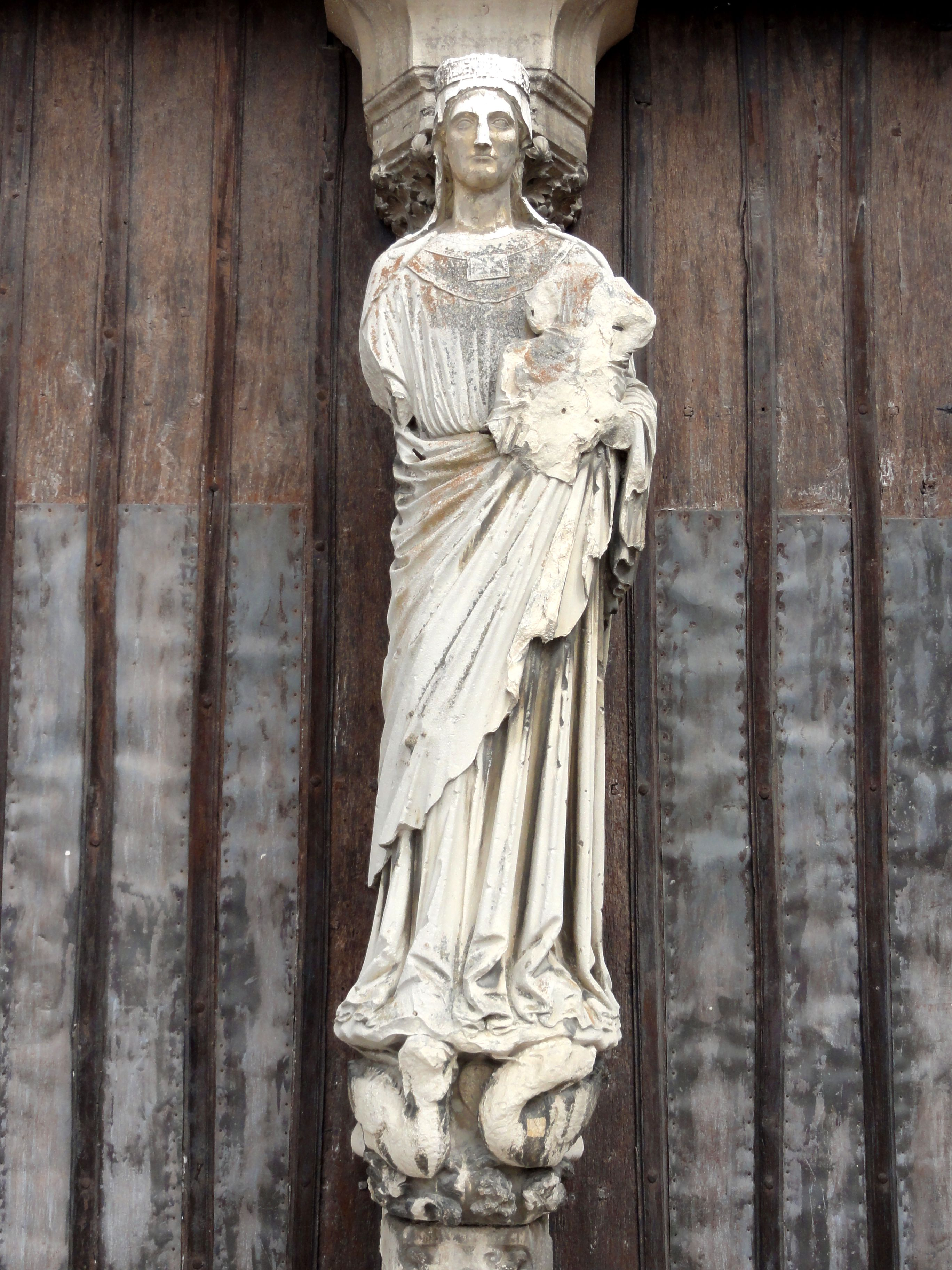
Vierge à l'Enfant.

Presque toute la partie inférieure de la façade occidentale de la nef est occupée par le portail, qui représente la principale richesse artistique de l'église. Horizontalement, la façade est structurée par deux glacis, qui permettent une réduction successive de l'épaisseur du mur, ainsi que par un bandeau à la naissance du pignon. La partie supérieure du mur est ajourée d'une grande rosace, déjà décrite, et entourée de moulures simples. Plus bas, de part et d'autre du portail, des niches à statues sont ménagées dans le mur. Depuis la Révolution française, elles sont vides. Elles ne contenaient pas de statues de saints, mais d'Anne de Bretagne et de Charles VIII, dont les emblèmes restent identifiables.
Le portail lui-même a conservé son statuaire, mais toutes les têtes, sauf celles des petites Vierges dans les voussures de l'archivolte, ont été bouchées sous les guerres de Religion ou à la Révolution française. Le portail comporte deux vantaux rectangulaires, séparés d'un trumeau qui, avec deux fines colonnettes à chapiteaux disposées à gauche et à droite, supportent le tympan. En outre, le portail est flanqué de deux groupes de quatre colonnettes plus fortes, et de deux diamètres différents, qui supportent la double archivolte en tiers-point. S'y ajoutent, aux extrémités, deux fines colonnettes analogues à celles correspondant au tympan, et destinées à recevoir le cordon de feuillages qui surmonte l'archivolte. Celle-ci se compose de deux tores et de deux gorges, puis de deux voussures accueillant un total de vingt-deux statuettes, ainsi que deux arbres, un à gauche, un à droite,.
Emblématique de l'église, qui est placée sous la protection de sainte Marie de Nazareth dès le début, une grande statue de la Vierge à l'Enfant est placée devant le trumeau. La tête de la Vierge a été refaite par le Bonnardel en 1851. Le sculpteur aurait aussi refait la tête de l'enfant, que Jean Vallery-Radot qualifie de disgracieuse, et qui a disparu depuis. La main droite de la Vierge a été bûchée à la Révolution. Avec ses pieds, Marie foule des monstres. Deux statues également décapitées occupent le piédroit gauche et deux autres le piédroit droit. Elles sont à peine plus petites que la Vierge. Une identification est rendue impossible du fait des mutilations subies, mais le personnage tout à droite est un évêque, et le personnage tout à gauche un diacre. Jean Vallery-Radot salue l'élégance des draperies, l'aisance des gestes, la noblesse des attitudes et la finesse des ornements liturgiques. Les dais qui abritent ces statues sont également remarquables, et représentent des amoncellements de petites tours de formes différentes, symbolisant peut-être le Jérusalem céleste.
Ces dais surmontent les chapiteaux et les cachent presque. Sur le tympan, on voit un bas-relief illustrant la Mort de la Vierge et le Couronnement de la Vierge, influencé par le portail occidental de la cathédrale Notre-Dame de Senlis (1185), avec certaines variantes inspirées du portail septentrional de la façade de la cathédrale Notre-Dame de Paris (1220), ce qui donne une datation du milieu des années 1220. La variante instaurée par Notre-Dame de Paris consiste en le fait que Jésus ressuscite lui-même sa mère, alors que ce furent jusque-là des anges qui procédaient à ce mystère, et que Marie soit couronnée par un ange. Comme à Senlis, Chartres et Mantes-la-Jolie, la première scène est celle de la Mort de la Vierge, ou plus précisément de ses funérailles, qui sont représentées en bas à gauche. Des Apôtres ont enveloppé son corps inanimé d'un suaire et le disposent dans un sarcophage. Seul saint Jacques peut être identifié avec certitude, grâce aux coquilles sur son manteau. L'inspiration vient du récit apocryphe du Transitus Mariæ, faussement attribué à Méliton de Sardes, et rendu populaire par la Légende dorée. Ainsi, on voit en bas à droite des anges qui soulèvent la Vierge, rappelée à la vie par la parole du Christ, que l'on reconnaît à sa nimbe et à sa main bénissante. La Vierge a ses mains jointes ; elle incline vers son fils son visage respirant une tendresse remplie de respect. Le couronnement est représenté en haut. Le Christ et Marie sont assis tournés l'un vers l'autre. L'ange qui vole au-dessus a déjà posé la couronne sur le chef de la Vierge ; deux anges sont agenouillés à gauche et à droite de la scène centrale,.
Dans la voussure inférieure, on voit douze anges thuriféraires ou porteurs de cierges, et dans la voussure supérieure, deux arbres et les vierges sages et des vierges folles de la Parabole des dix vierges (Matthieu 25, 1-13). Les unes abritent, d'une main soigneuse, la flamme propre à s'éteindre ; les autres ont renversé la lampe vide d'huile. Les représentations sont idéalisées à l'instar de toutes les sculptures du XIIIe siècle, ce qui n'empêche pas une attitude pleine de vie. L'arbre à droite est dénué de feuilles, et une cognée est plantée dans son tronc : c'est une illustration de Matthieu 7, 19, qui dit que tout mauvais arbre qui ne porte pas de fruits doit être coupé et jeté au feu. Le sommet du portail est occupé par un buste de Dieu le Père, bénissant de la main droite et portant de la main gauche un globe surmonté d'une croix. C'est un ajout de la fin du XVe siècle, période à laquelle on ajouta également l'accolade mutilée, et le cordon de pampres et de chou frisé,.

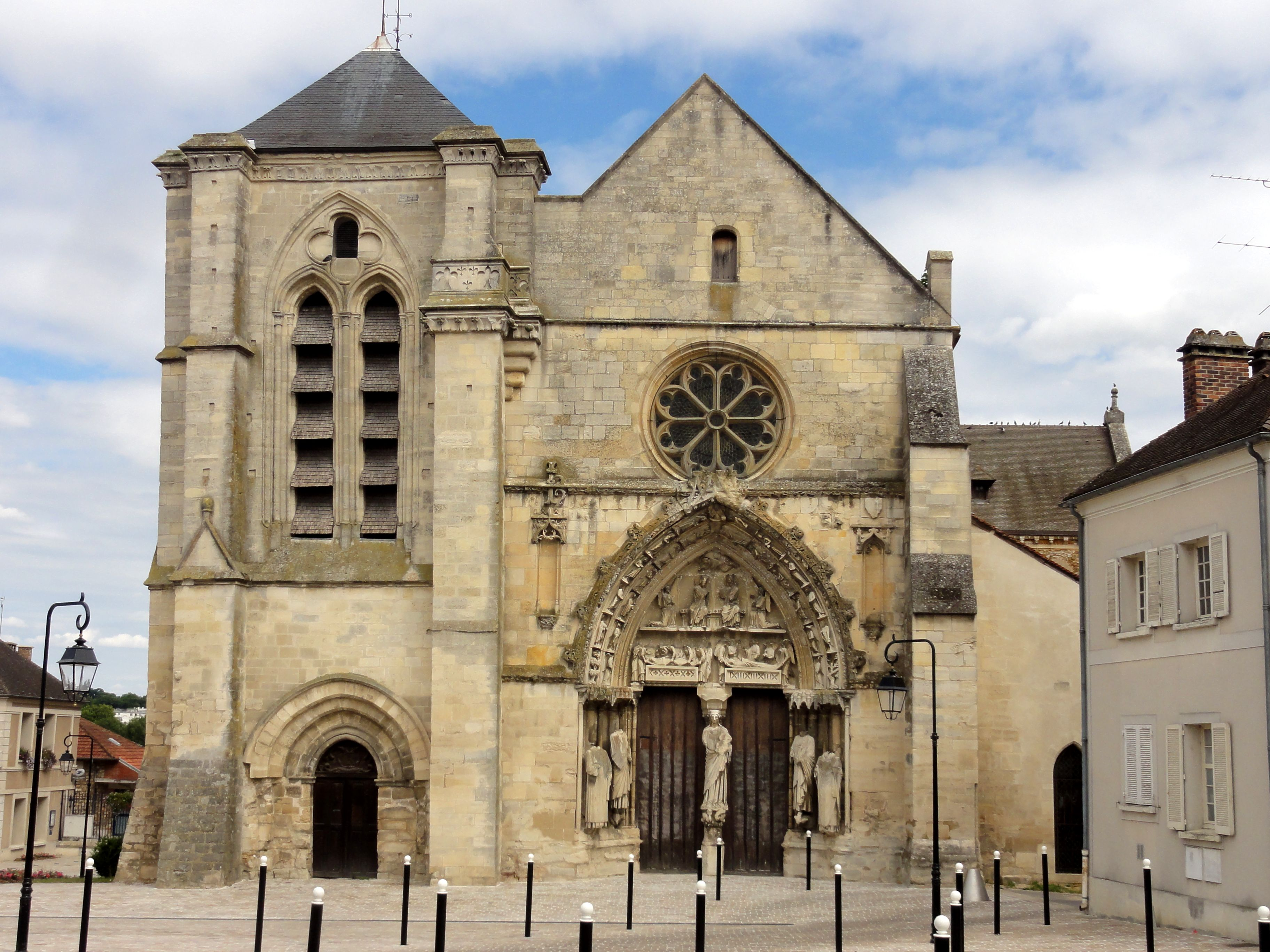
Façade occidentale.
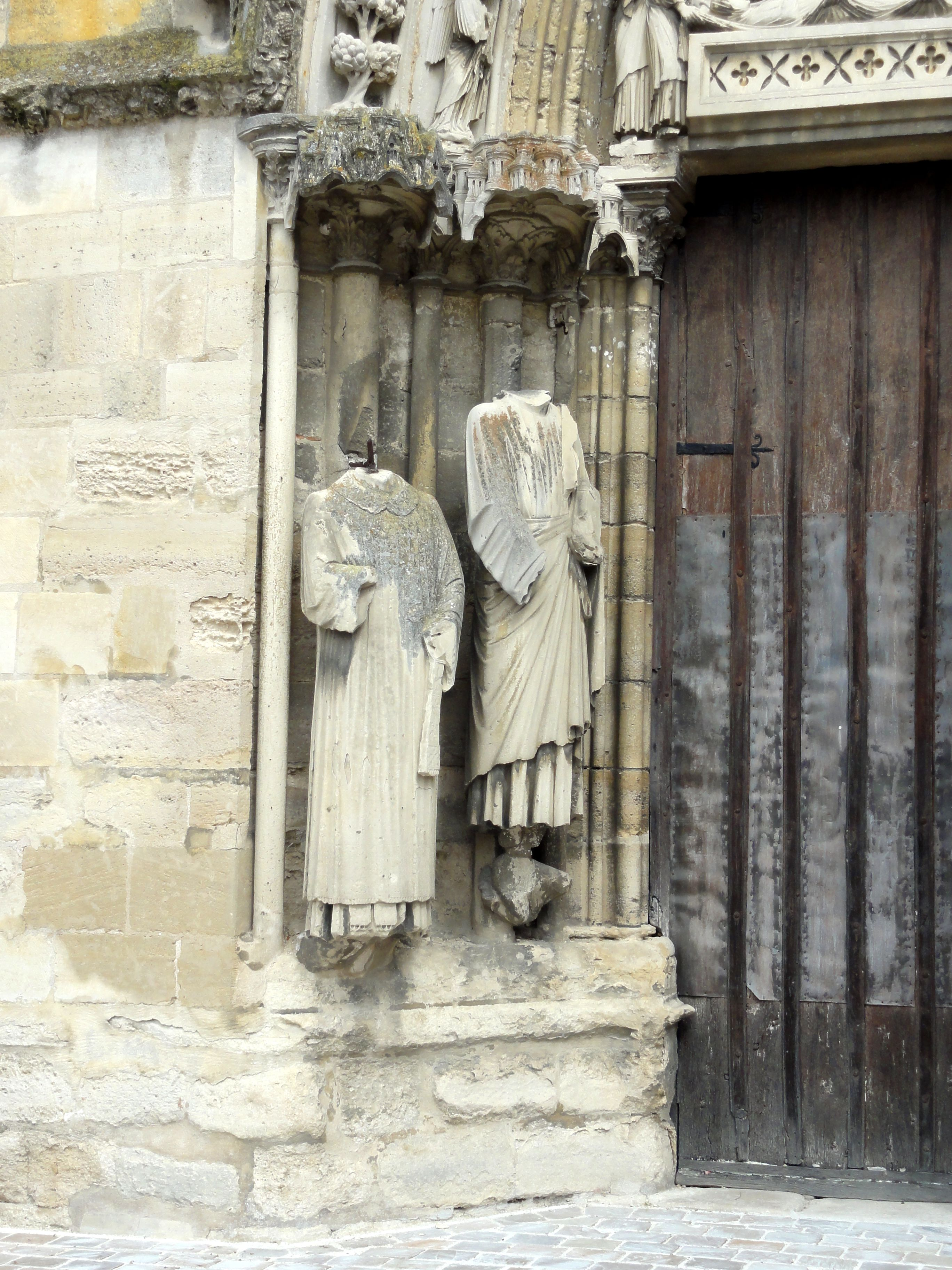
Statues du piédroit gauche.
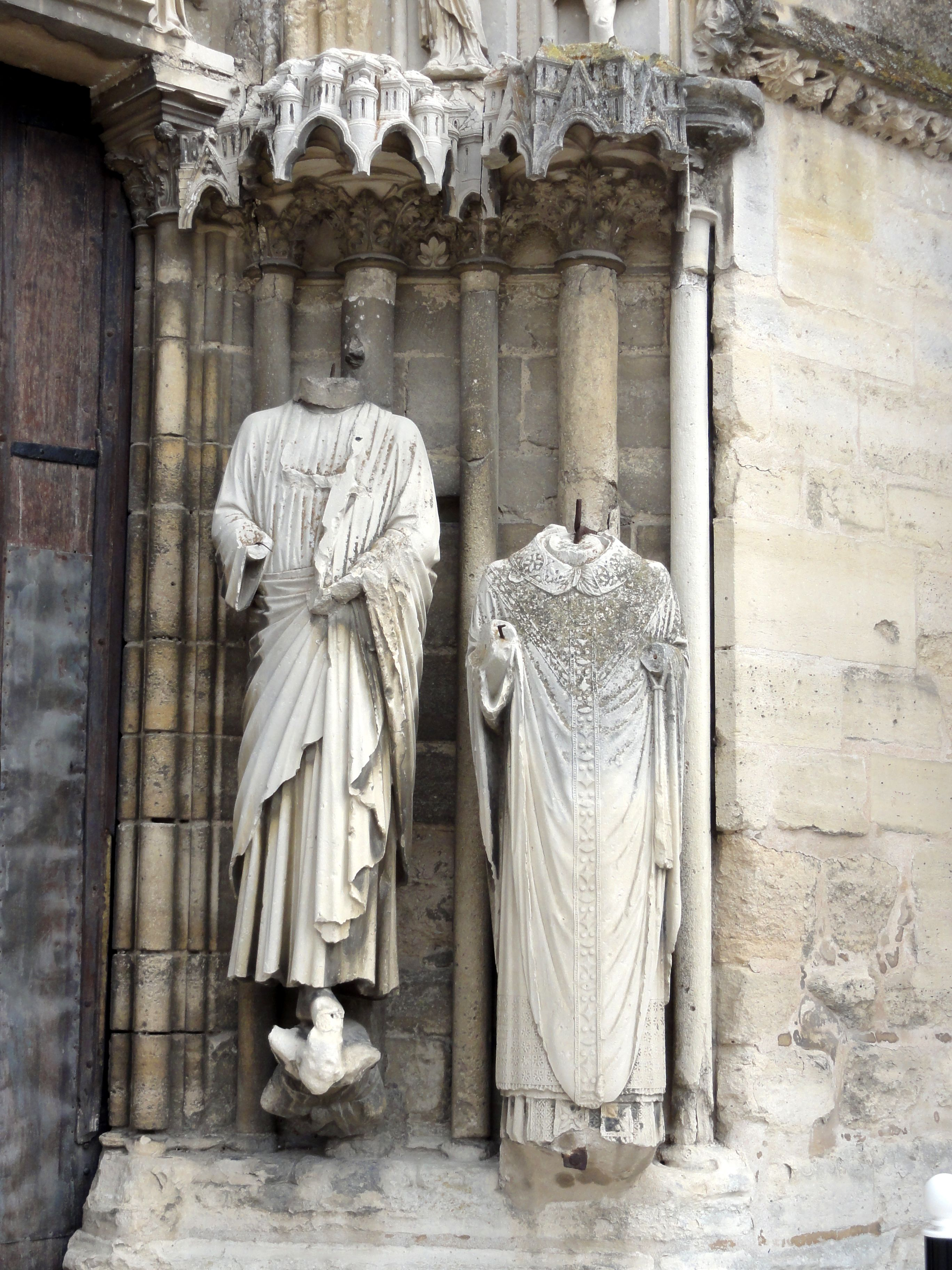
Statues du piédroit droit.
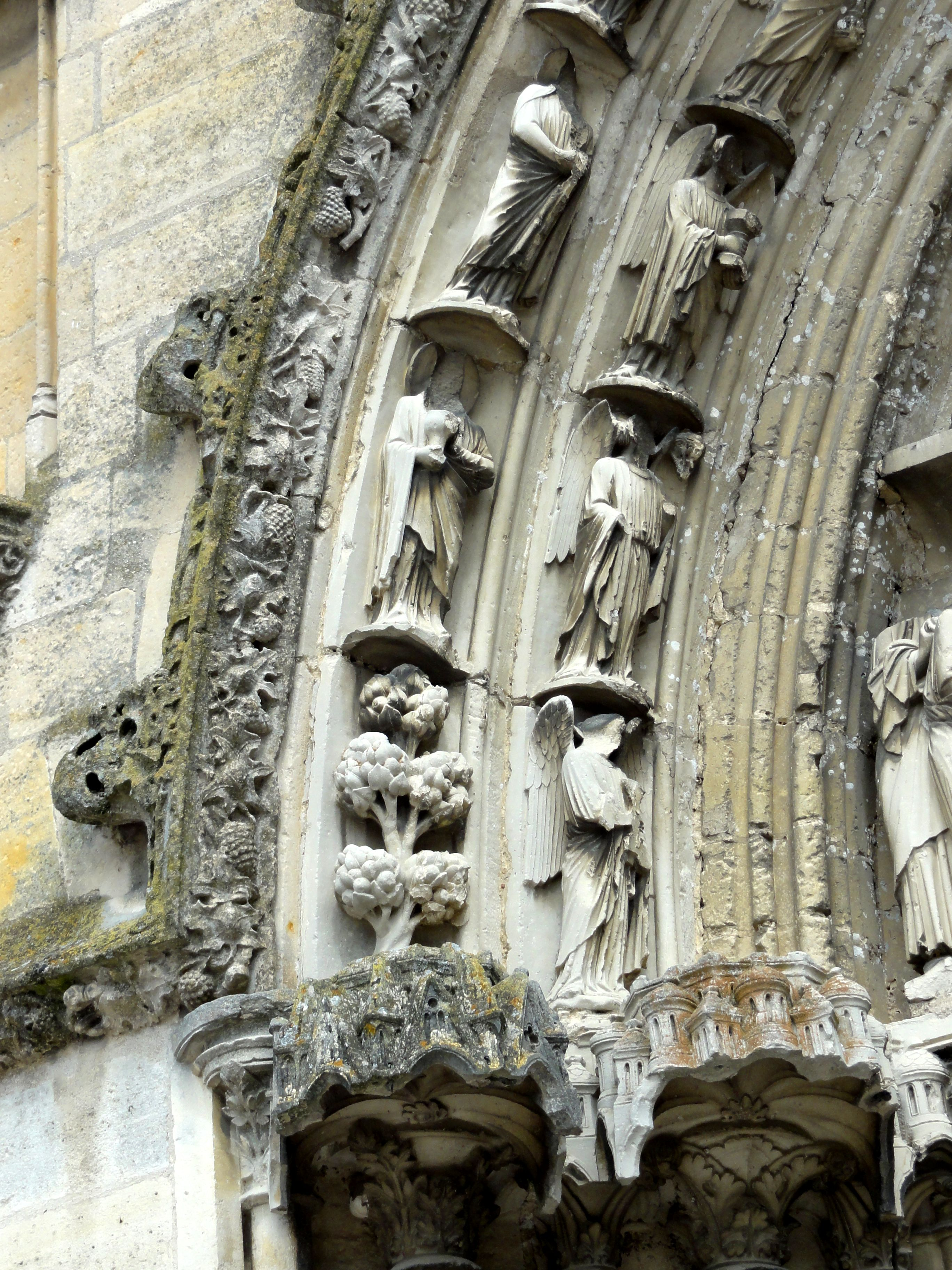
Statuettes de l'archivolte.
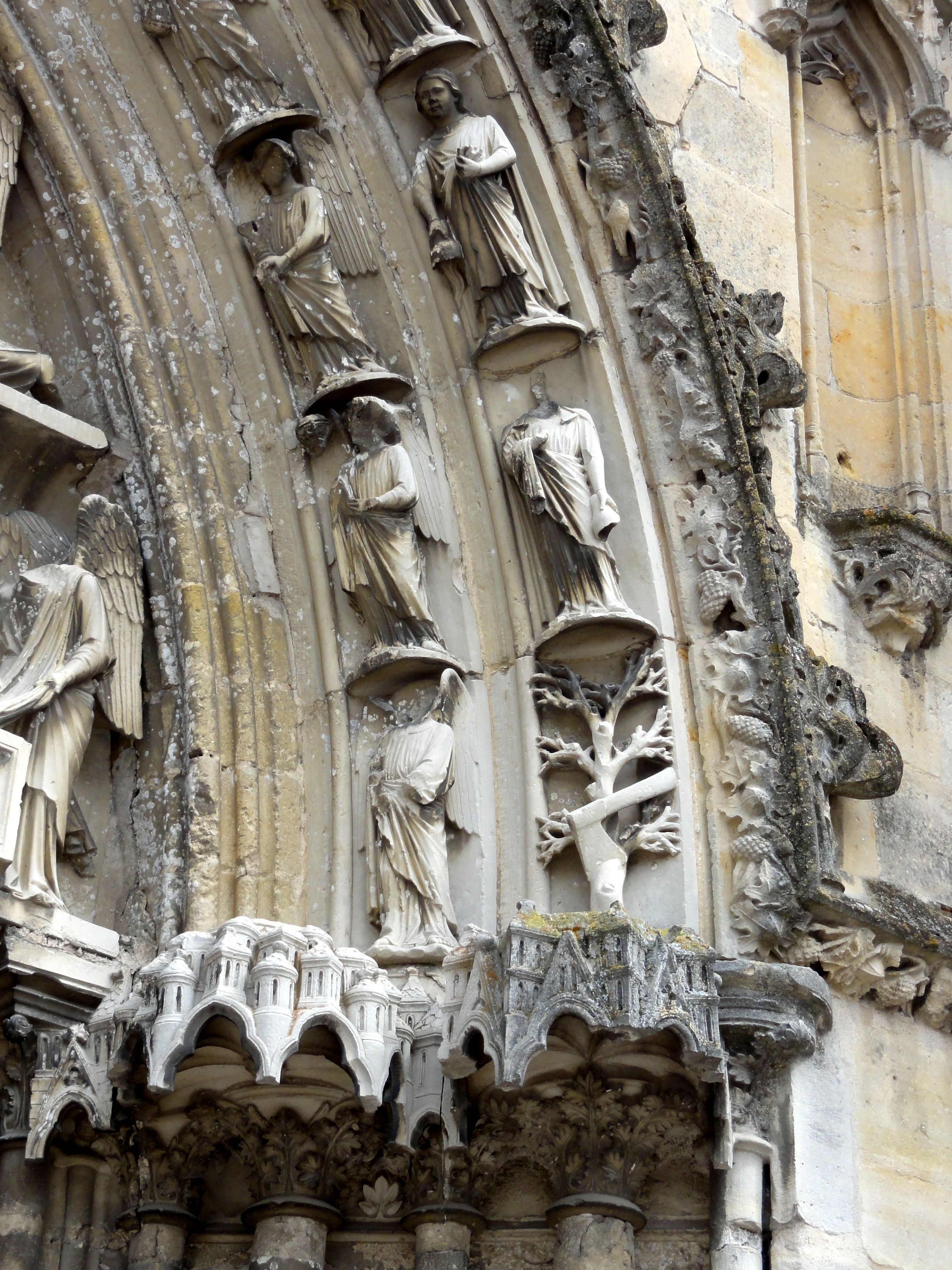
Statuettes de l'archivolte.
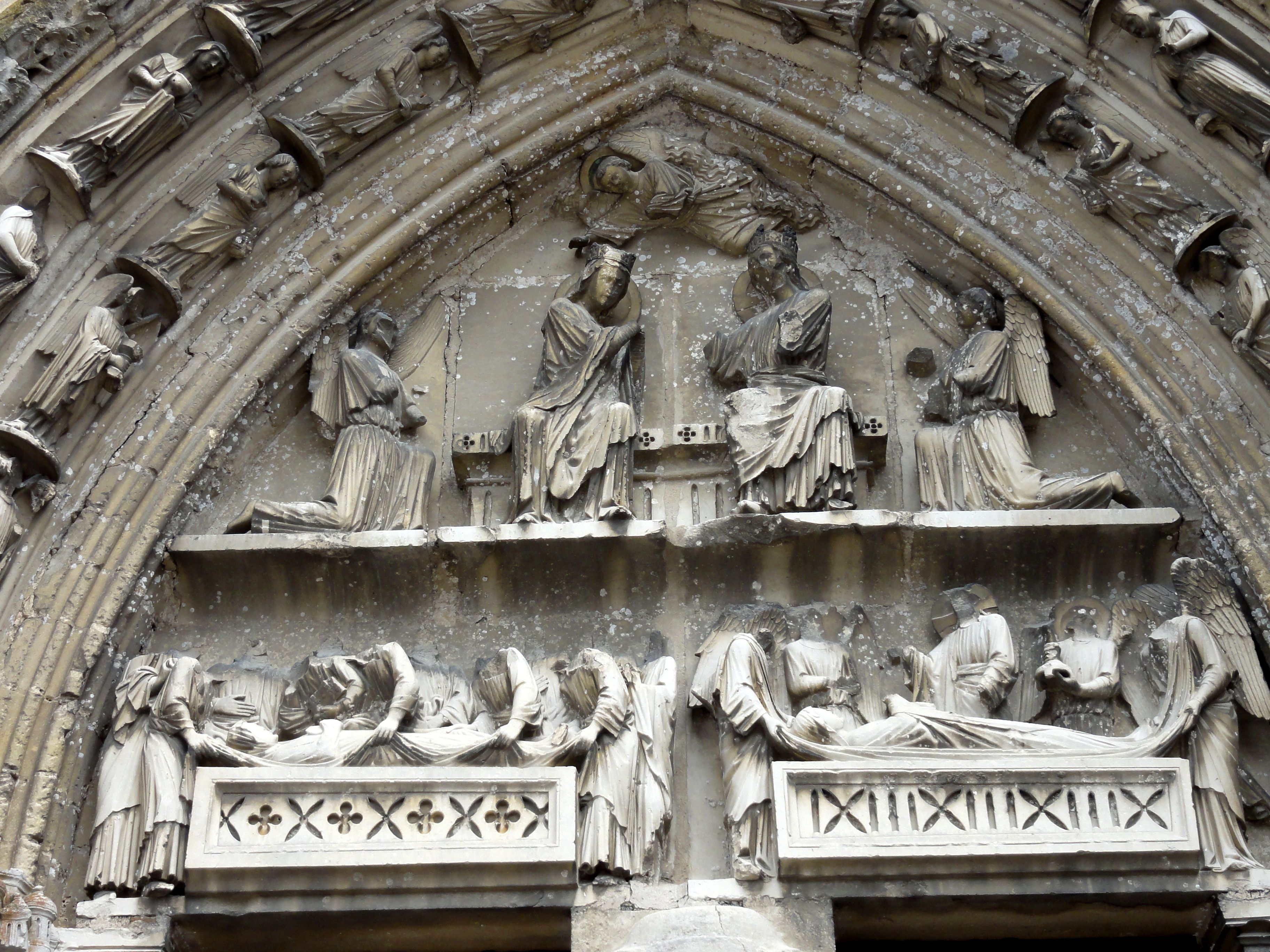
Tympan.

#### Clocher

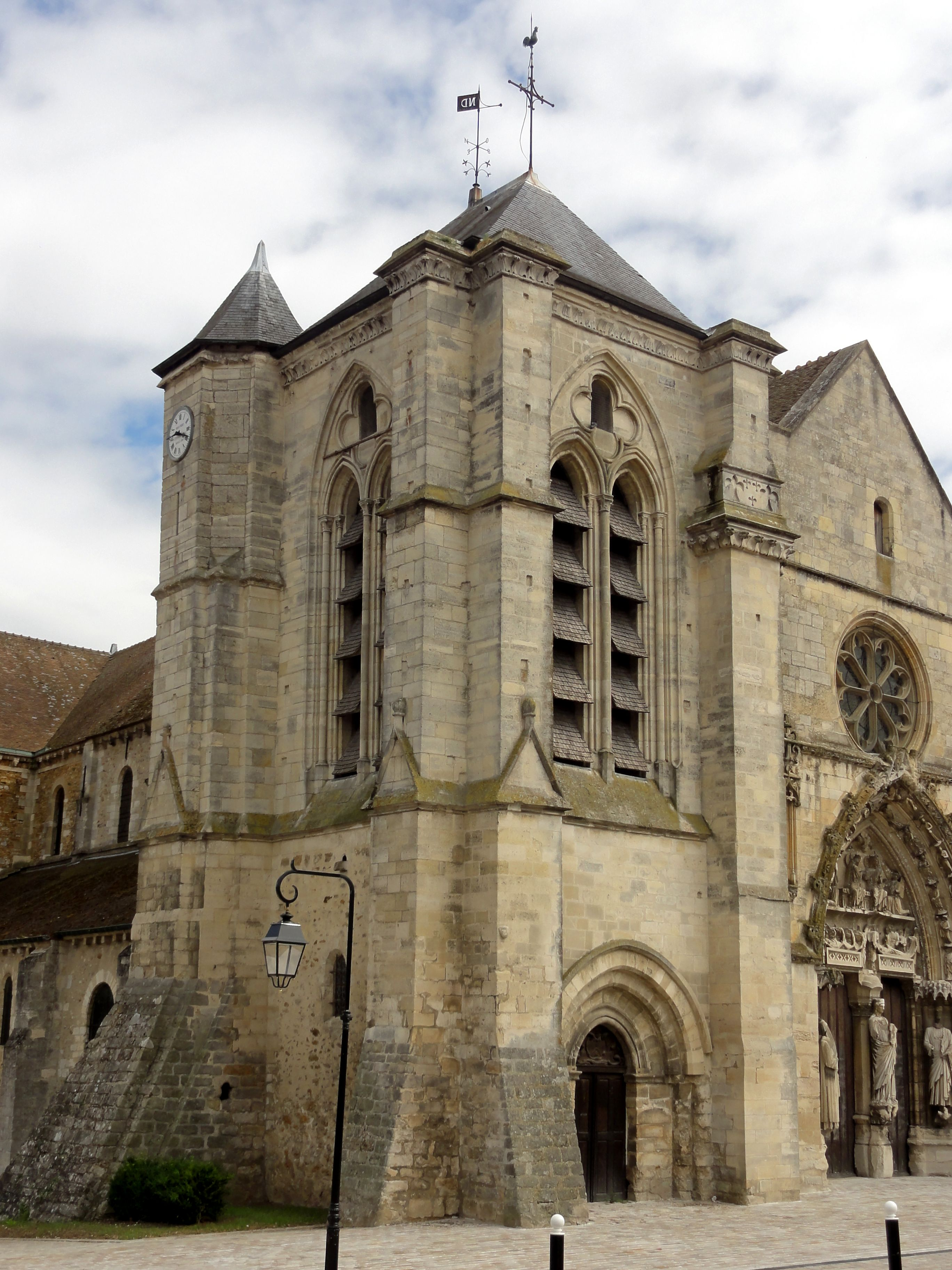
Clocher, vue depuis le nord-ouest.

Épais et trapu, le clocher se compose d'une base du XIIe siècle et d'un étage du XIIIe siècle. Les quatre angles de la tour sont tous différents : un est engagé dans la nef, un est coiffé d'une échauguette, un présente deux contreforts orthogonaux et un est occupé par une tourelle d'escalier octogonale. La datation de la base est possible grâce aux chapiteaux romans à l'intérieur, qui vont de pair avec un voûtement d'ogives dès la construction ; par la voûte de la tourelle d'escalier au nord-est ; et par les contreforts à talus et sans larmier à l'extérieur, aux angles nord-ouest et nord-est.
Un étroit portail en tiers-point existe côté ouest. Il est muni d'une triple archivolte, dont seule la voussure inférieure est décorée d'un tore et d'un gorge. Les voussures supérieures restent nues et évoquent les arcades à l'intérieur de la base du clocher. Les colonnettes qui cantonnaient la porte ont disparu, tout comme leurs chapiteaux. Une petite fenêtre en plein cintre existe au nord. Toute la décoration de la tour se concentre sur l'étage, et comporte des gâbles plaqués sur les contreforts à mi-hauteur, et des frises de crochets au sommet des murs, malheureusement en partie cassés, et en bas de l'échauguette dissimulé en haut des contreforts de l'angle sud-ouest. Cette échauguette s'identifie comme telle par l'encorbellement visible à l'ouest, près du pignon de la nef, qui a été reconstruit au XIXe siècle. D'étroites ouvertures bouchées existaient jadis sur trois côtés, mais ont été bouchées. On remarque également une balustrade pleine plaquée sur les murs de l'échauguette, et qui est décorée de mouchetures en référence au blason d'Anne de Bretagne. Les faces ouest et nord de l'étage de beffroi sont ajourées chacune de deux hautes baies abat-son gémelées par face, qui sont cantonnées de colonnettes à chapiteaux, et précédées par des archivoltes toriques retombant sur des colonnettes plus fortes, celle du milieu étant partagée par les deux baies contigües. Les paires de deux baies s'inscrivent dans une arcade en tiers-point simulée par une gorge, qui définit un tympan au-dessus des baies. Ce tympan est agrémenté d'une quatre-feuilles plaqué, dans lequel s'inscrit une petite ouverture rectangulaire,.

#### Élévations latérales et chevet

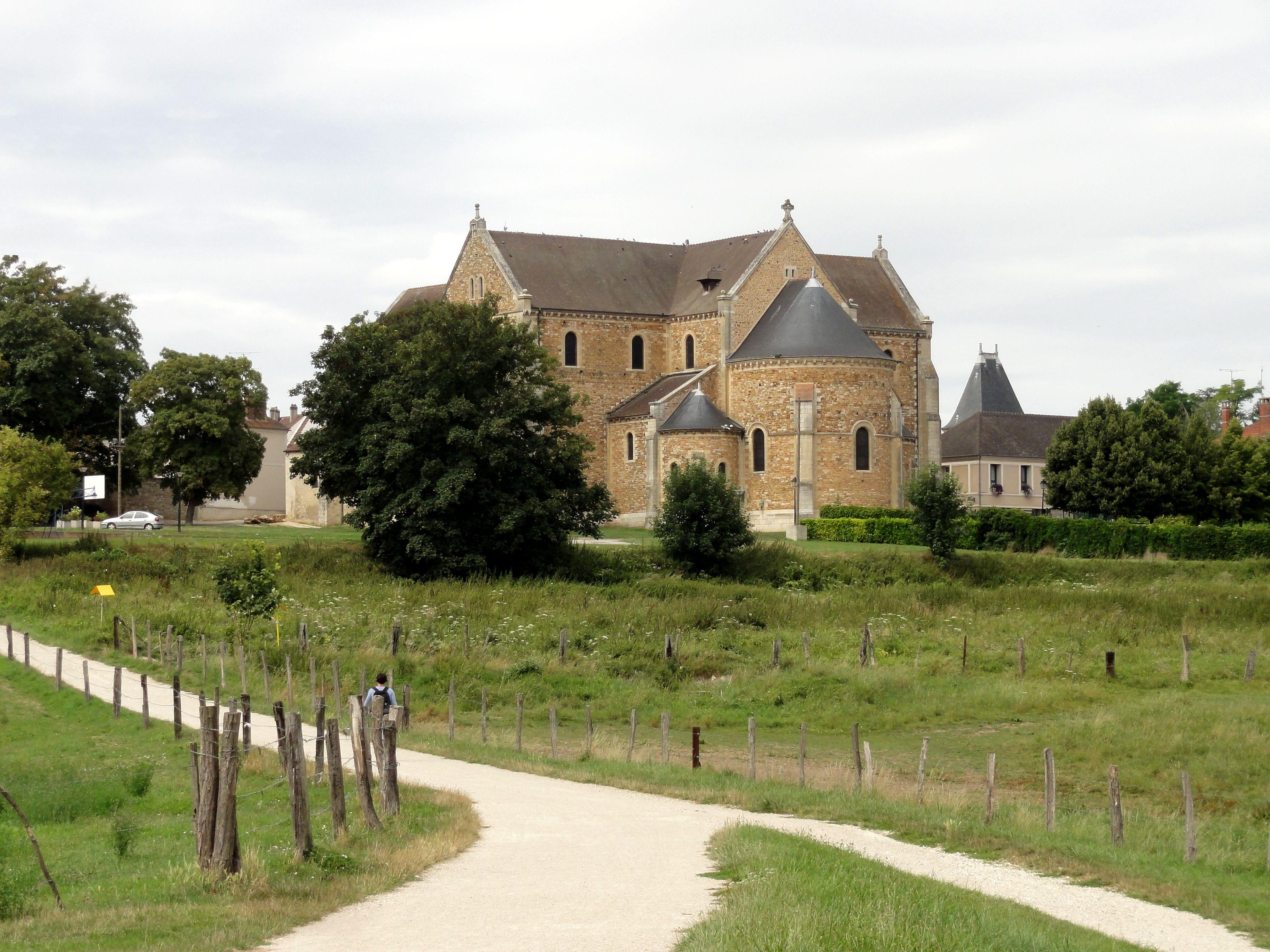
Vue depuis le sud-est.

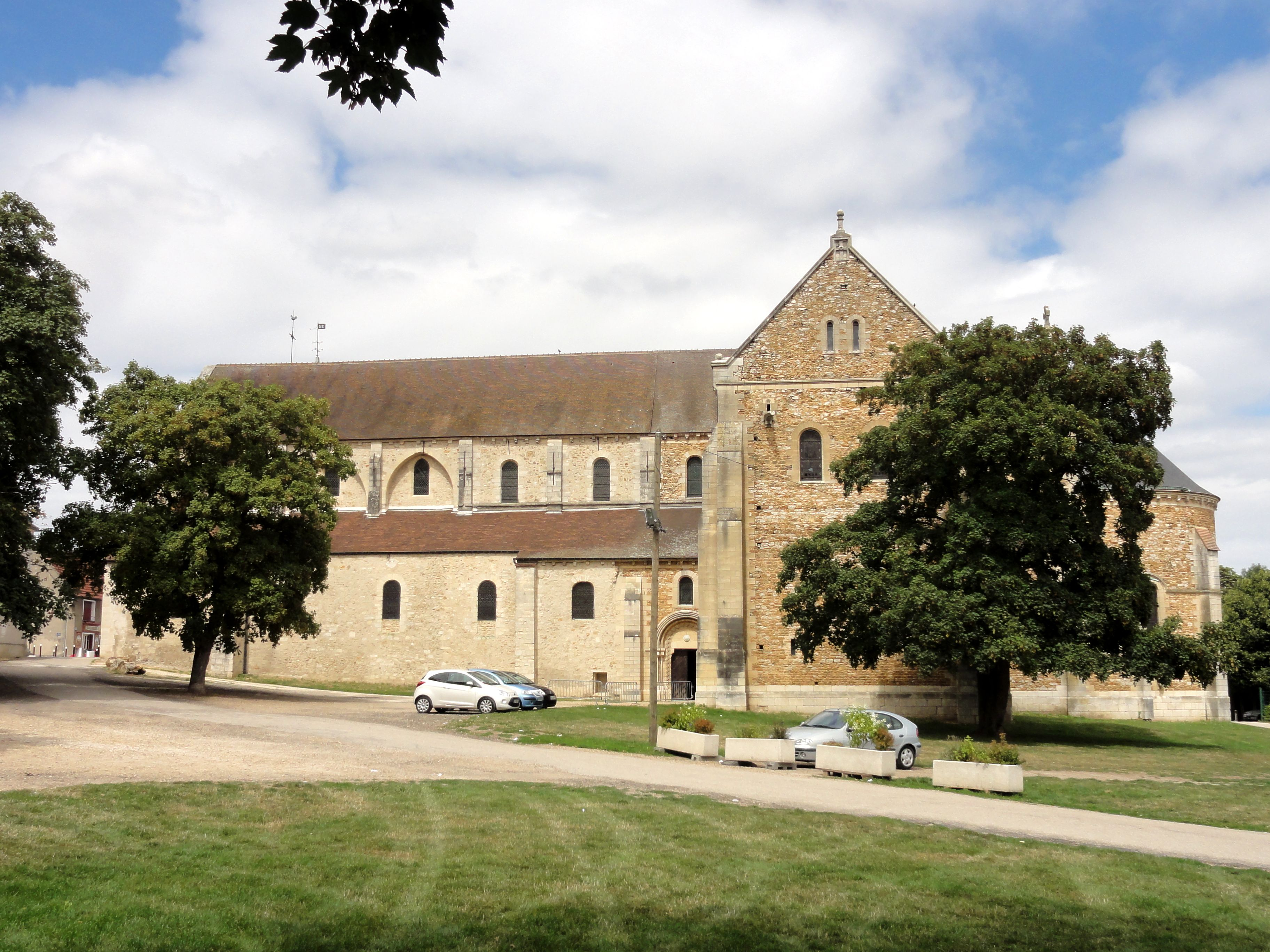
Vue depuis le sud.

Marius Ciboulet résume l'impression qui se dégage de la basilique en s'en approchant depuis le parc du Lormoy : « Le charme de la basilique apparaît aux premiers regards lorsqu'on la découvre depuis la vallée de l'Orge. Ses masses aux proportions heureuses dominent le parc de loisirs et s'intègrent admirablement dans le paysage verdoyant du site. Puis, au fur et à mesure que l'on gravit la pente qui conduit à son chevet, on est progressivement séduit par la beauté calme, simple et sobre des formes arrondies des absides. Ici, l'œil n'est pas tiraillé par toute une série d'arcs-boutants et de pinacles encageant la construction. Il ne se lasse pas et peut en outre apprécier sereinement le bel effet chromatique produit par les quatre couleurs différentes de la construction : l'ocre de la meulière des murs, la pierre blanche du soubassement, des contreforts qui rythment l'ensemble et des modillons sculptés de la base de la toiture, l'ardoise et les tuiles brunes ».
La nef et les bas-côtés sont bâtis en petits moellons de grès noyés dans un mortier, sauf la dernière travée. Celle-ci ainsi que les parties orientales sont construites en meulière. La pierre de taille est réservée dans les deux cas aux chaînages d'angle et autour des fenêtres. Les murs hauts de la nef présentent une différence entre les trois premières et les trois dernières travées, comme à l'intérieur : les trois premières fenêtres s'ouvrent sous de larges arcs de décharge en tiers-point. Les murs sont couronnés par une corniche de corbeaux, ou de modillons sculptés de masques au niveau de la dernière travée. Les contreforts sont plats, mais ne datent d'origine qu'au niveau des trois premières travées. Les autres présentent un larmier à mi-hauteur, ce qui n'était pas courant à la période romane.
Il n'y a donc pas d'arcs-boutants, bien qu'en principe indispensables en cas d'un voûtement d'ogives et l'existence d'un étage de fenêtres hautes. Or, les arcs-boutants ne sont pas connus jusqu'au milieu du XIIe siècle, et à moyen terme, leur absence ne permet pas aux murs hauts de résister à la poussée des voûtes : ils se déversent, et les voûtains se désagrègent. Les problèmes survenus pendant la première moitié du XIXe siècle sont en grande partie dus à cette lacune.
En ce qui concerne les murs des bas-côtés, ils ne possèdent aucun contrefort d'origine, et les contreforts font toujours en partie défaut. La corniche s'est également perdue sur une partie des bas-côtés, ce qui leur confie une extrême sobriété. Les portails latéraux ne datent que du XIXe siècle dans leur forme actuelle. — Les parties orientales construites entre 1875 et 1878 s'inspirent en partie des murs hauts de la nef. La meulière apporte une touche de couleur, mais la décoration se résume à une corniche de modillons sculptés en masques. Le transept ne présente de contreforts qu'à ses quatre extrémités : il n'y en a pas à l'intersection entre les travées. Les contreforts du transept sont saillants ; ils se retraitent deux fois moyennant des glacis, et s'amortissent également par des glacis. Ce sont des contreforts à ressauts caractéristiques du style gothique primitif. Les absidioles et l'abside possèdent des contreforts semblables. C'est sur l'abside seulement que les fenêtres sont surmontées d'un bandeau biseauté, qui se poursuit sur les murs au niveau des impostes.

## Reliquaire

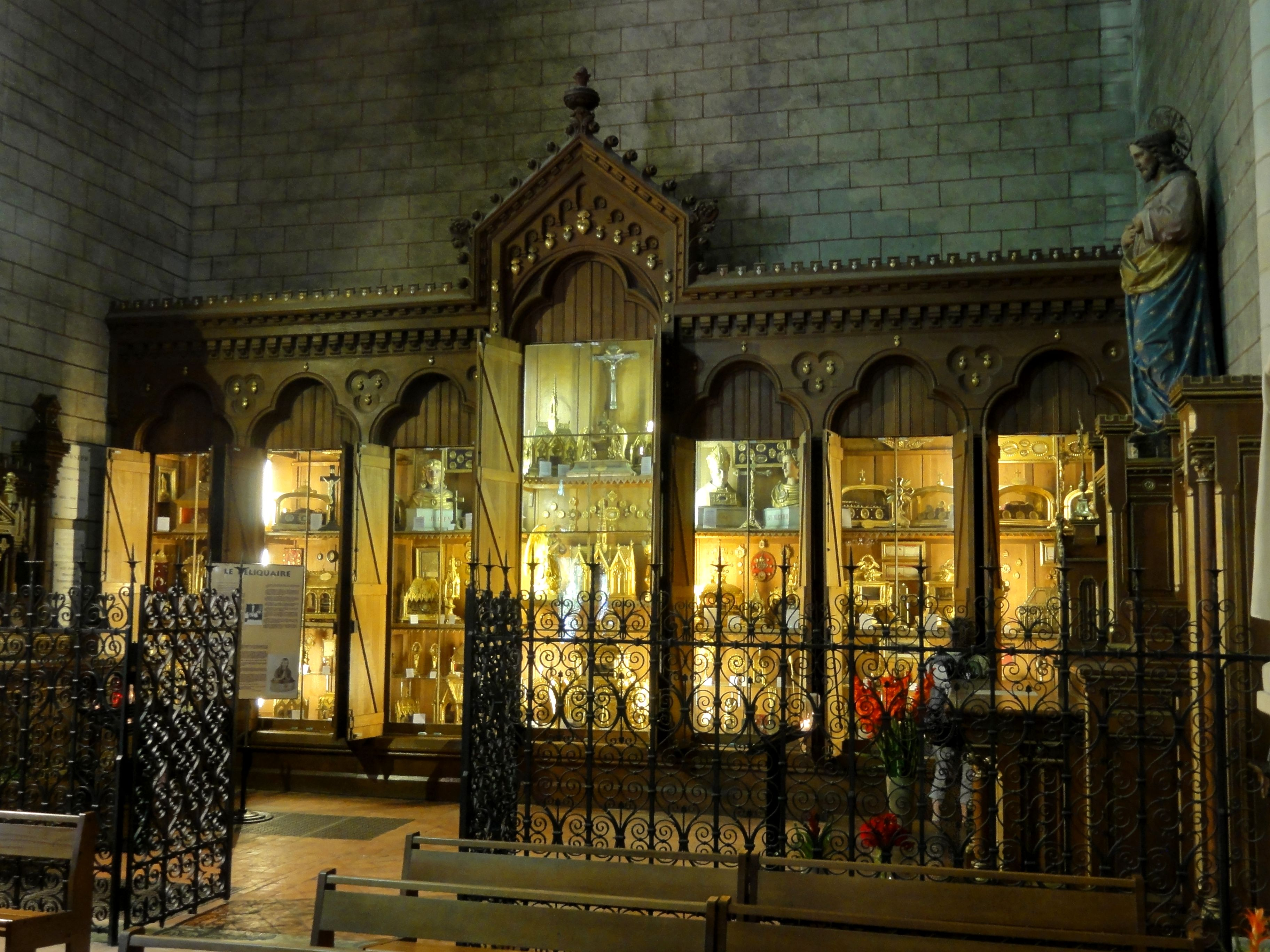
Grand reliquaire, au croisillon nord.

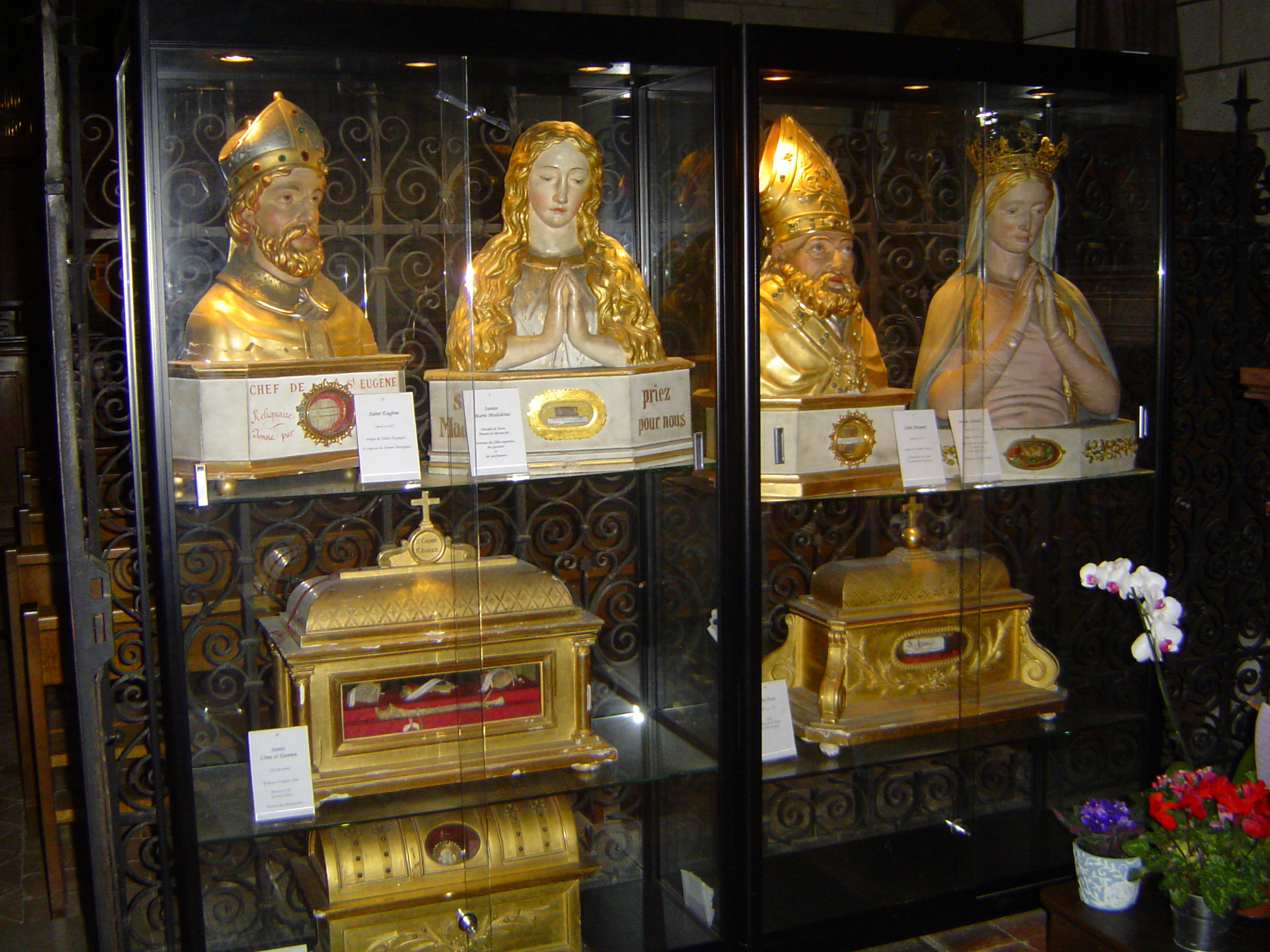
Reliquaire « régional » de la chapelle Sainte-Geneviève (début du bas-côté sud).

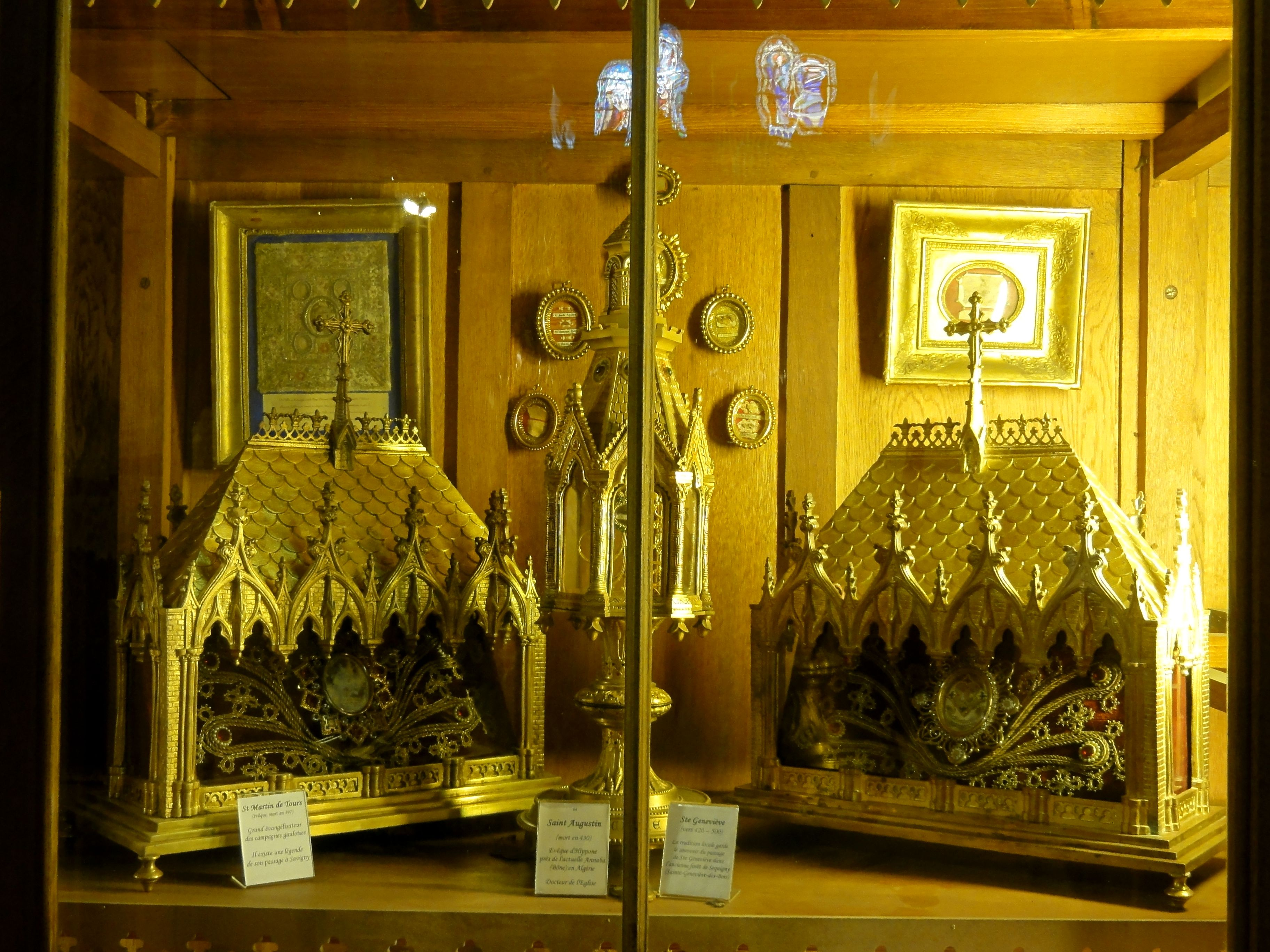
Reliques de saint Martin de Tours, de saint Augustin et de sainte Geneviève.

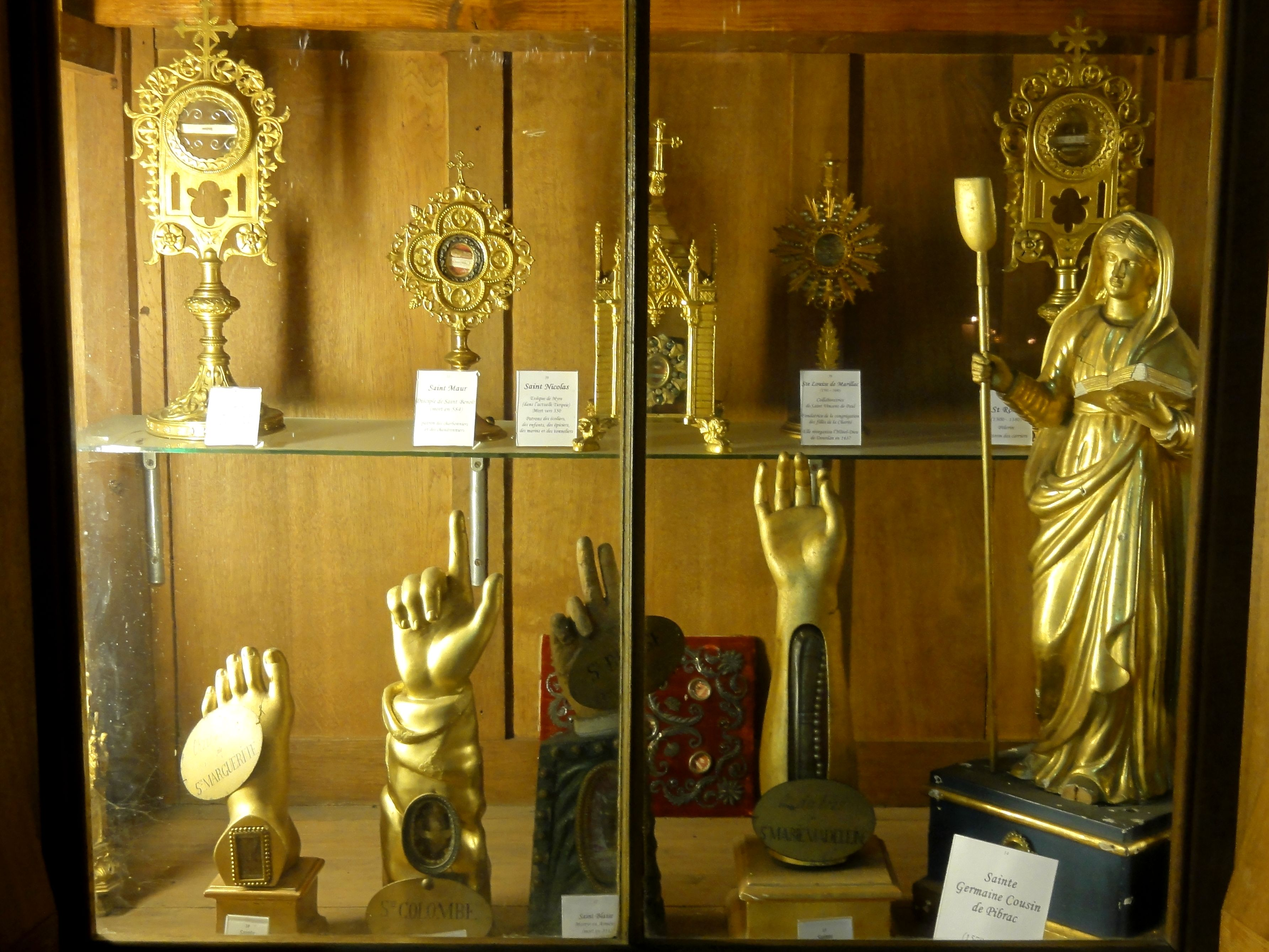
Diverses monstrances, dont les reliques de saint Nicolas, et bras-reliquaires.

Des fragments de la statue de la Vierge vénérée par les druides sont contenus dans la statue de Notre-Dame-de-Bonne-Garde : si ce ne sont pas de reliques à proprement parler, ce sont toutefois des objets d'une portée symbolique tout aussi importante, car établissant un lien matériel avec les origines de la basilique, et avec les débuts du christianisme dans la région. — Avant 1090, un genre de vase dit la coupe de Saint-Macaire avait été offert à l'église ; on ignore qui en fut le donateur et dans quelles circonstances il était arrivé à Longpont. Michel Réale suppose qu'il devait se trouver à Constantinople auparavant, et qu'il fut ramené par un pèlerin de Jérusalem passant par là. Il contenait apparemment son acte de donation et fut posé sur l'autel lors de plusieurs cérémonies d'investiture.
C'est la première relique de Longpont dont les archives font acte. Le reliquaire se situait primitivement dans l'abside. Vers 1130, les deux reliques les plus emblématiques de l'église sont mentionnées pour la première fois : elles se rattachent directement à la sainte patronne de la basilique. Ce furent deux ou trois petites fioles de verre dites les phylactères de la Vierge. Elles renfermaient des morceaux du voile de sainte Marie et auraient déjà été apportés par saint Denis, au commencement de la vénération de la mère du Christ à Longpont.
En 1154, lors du rattachement de la collégiale du château de Montlhéry à l'église de Longpont, celle-ci obtint un fragment de la ceinture de saint Pierre. Rien n'est connu sur l'enrichissement du reliquaire au cours des siècles suivants. Quand les moines durent quitter provisoirement Longpont pour s'abriter à Paris, en 1561, ils cachèrent les reliques dans une cavité du mur septentrional, où on porta ultérieurement l'inscription Sicut qui ignoti et cognitit. L'abbé Lebeuf écrit au milieu du XVIIIe siècle que l'église de Longpont ne serait point renommée par ses reliques. Les phylactères de la sainte Vierge Marie et la coupe de saint Macaire n'existaient plus,.
Après la Révolution, les reliques furent sorties de leurs cachettes en 1801 seulement, et dom Perret translata celles des saints Côme, Damien, Eustache, Honoré, Yon, Nicolas, Mamert, Marcel et Urbain, et des saintes Cordule et Julienne, dans de nouveaux reliquaires. Les châsses ou reliquaires de la période post-révolutionnaire n'étaient peut-être pas tous dignes, car le lundi de la Pentecôte 1843, l'abbé Arthaud procéda à une importante translation de reliques sous la présence de plusieurs témoins, dont le bedeau Niolas Caillé, qui les avait encore vues avant la Révolution. Les châsses furent offertes par les fidèles. Ainsi, les restes des saints Côme, Damien, Eustache et Mamert reçurent de nouvelles châsses. Grâce à un titre de dom Perret et de dom Junot, on put retrouver les reliques de sainte Geneviève (des cendres) et de saint Marcel. D'autres reliques figurant déjà sur un acte de 1713 avaient été retrouvées : ce sont celles de saint Cassius, sainte Léonille et de saint Maurice d'Agaune.
Il n'y avait donc apparemment plus que les reliques de ces seize saints, ce qui est certes considérable pour une église paroissiale, mais guère extraordinaire pour une abbaye avant la Révolution. Un tube de cristal fermé par le sceau de l'évêque et contenant des fragments du voile et de la ceinture de la Vierge fut enfermé dans une châsse par l'abbé Arthaud : il s'agit apparemment de reliques nouvellement offertes, en remplacement des phylactères de la Vierge. Ainsi l'abbé Arthaud commença à constituer l'un des plus grands reliquaires de la France, à rayonnement mondial.
De fur et à mesure, de hauts ecclésiastiques et des abbayes envoyèrent d'autres reliques, à commencer par l'évêque de Séez, qui offrit une relique de saint Godegrand. Pour la nouvelle consécration de l'église le 9 octobre 1859, des reliques de saint Denis, saint Nicaise et sainte Pience furent placés dans le maître-autel. Le 7 novembre 1859, des reliques de saint Eustache, saint Victor de la légion thébaine et saint Julien de Brioude furent enfermées dans l'autel de Notre-Dame-de-Bonne-Garde. Sous cet autel, on plaça les reliques de sainte Ursule et sainte Symphorose. Au moins vingt-trois saints sont ainsi présents dans l'église, dont certains sont pratiquement des inconnus (saint Cassius, sainte Léonille, sainte Pience, sainte Symphorose, saint Victor), et d'autres tout au contraire très populaires (saints Côme et Damien, saint Denis, sainte Geneviève...).
Pour la suite, il est vain de citer toutes les arrivées de reliques. Elles sont en principe toujours accompagnées de leurs certificats d'authenticité, établis par des évêques et se basant sur les actes de donation et autres documents d'archives permettant de retracer le parcours des reliques, ainsi que sur les témoignages de personnes présentes lors des translations. Les récipients enfermant les reliques sont généralement scellés. Ainsi, l'authenticité des reliques est garantie au moins pour celles dont l'historique est connu et ne présente pas de lacunes. Des doutes peuvent peser sur les reliques les plus anciennes, dont les circonstances de leur arrivée en France sont souvent entourées d'ombre. Il en va de même d'un important lot de reliques offert par dom Grosso, dignitaire de l'archidiocèse de Turin, avec lequel l'abbé Arthaud entretenait des relations épistolaires, et par le cardinal Filippo de Angelis.
Seulement les morceaux de la Vraie Croix arrivés en été 1865 sont accompagnés d'un certificat. Les autres reliques sont en grande partie d'une très haute portée spirituelle : deux parcelles de l'éponge et du roseau du Christ ; des fragments des langes de l'enfant Jésus provenant de la chapelle de Pie X ; des reliques des saints Innocents et même de saint Luc et de saint Marc ; ainsi que les reliques de nombreux papes et évêques canonisé. L'évêque de Versailles demanda des garanties sur l'authenticité de ces reliques, mais reçut seulement la réponse laconique que le chapitre de Turin n'avait pas l'habitude d'honorer des reliques douteuses. Avant la reconstruction des parties orientales de l'église, le reliquaire avait déjà atteint une telle importance que lors des grands pèlerinages, il fallait trois cents personnes pour porter les réceptacles des reliques, dont le nombre fut estimé à quatre cents.
L'église possède aujourd'hui un reliquaire très riche contenant 1 294 reliques de 528 saints, le plus important de France après celles de la basilique Sainte-Clotilde de Reims et de la basilique Saint-Sernin de Toulouse. La plupart des bustes, bras-reliquaires, châsses et médaillons datent du XIXe siècle. Selon l'inventaire de Chabin et Fay en 1988, on dénombre dix-huit bustes-reliquaires ; vingt-trois cadres ou tableaux-reliquaires ; trente-quatre lanternes-reliquaires et reliquaires-monstrances ; quarante-trois châsses ; et 442 médaillons et encolpions. Toutes ces reliques sont par ailleurs classées monuments historiques au titre objet depuis le 4 février 1991. Elles sont également répertoriées dans l'Inventaire général du patrimoine culturel avec descriptions et photographies. Les reliques des saints ayant un lien avec la basilique sont exposées dans la première travée du bas-côté sud (chapelle baptismale) ; les autres sont abritées dans les sept armoires-reliquaires qui occupent le fond du croisillon nord (chapelle du Sacré-Cœur). Ces armoires ne sont ouvertes que le dimanche après-midi, ainsi que lors des pèlerinages, ou à la demande, pour les groupes uniquement.

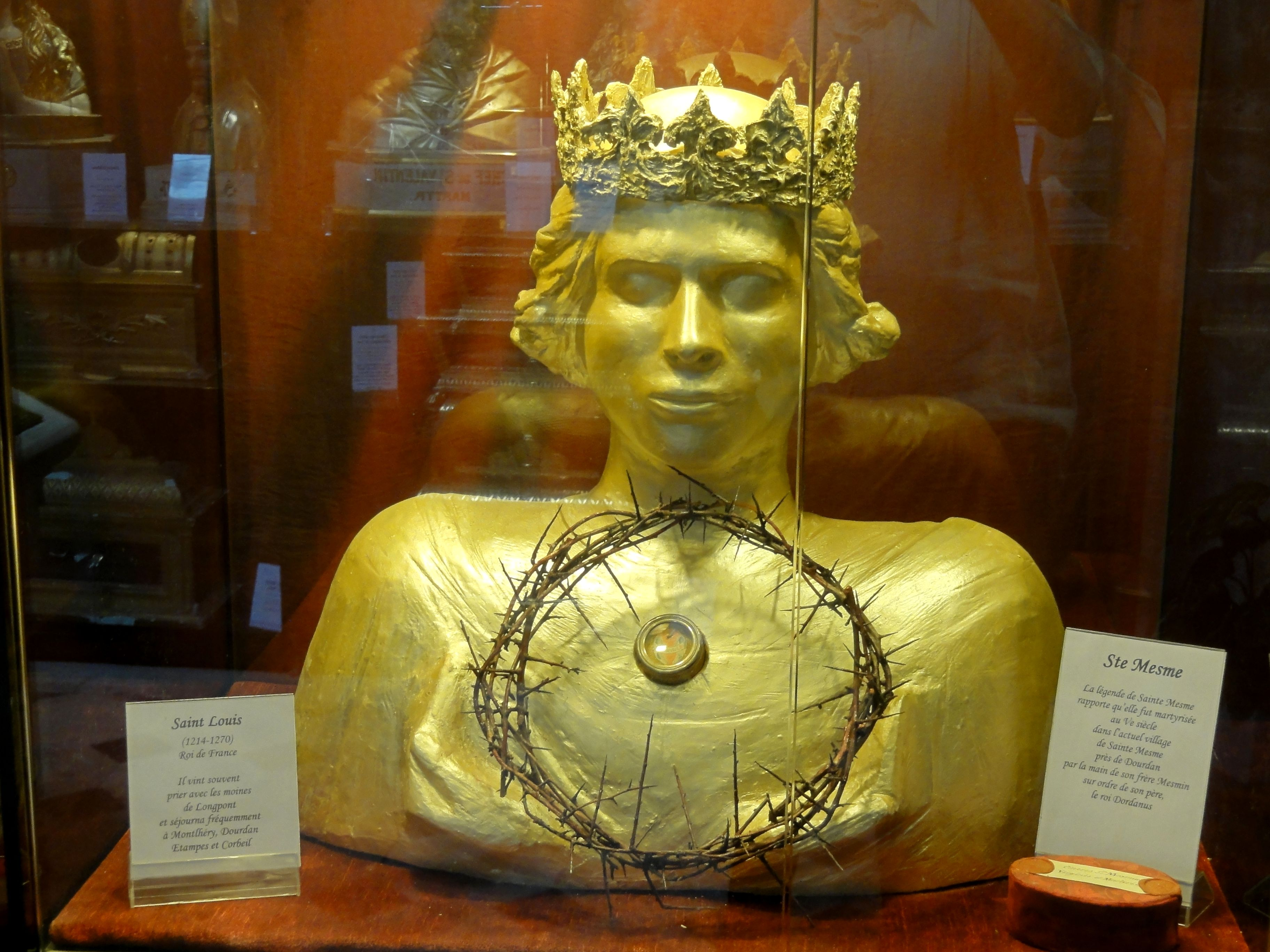
Buste-reliquaire de saint Louis.
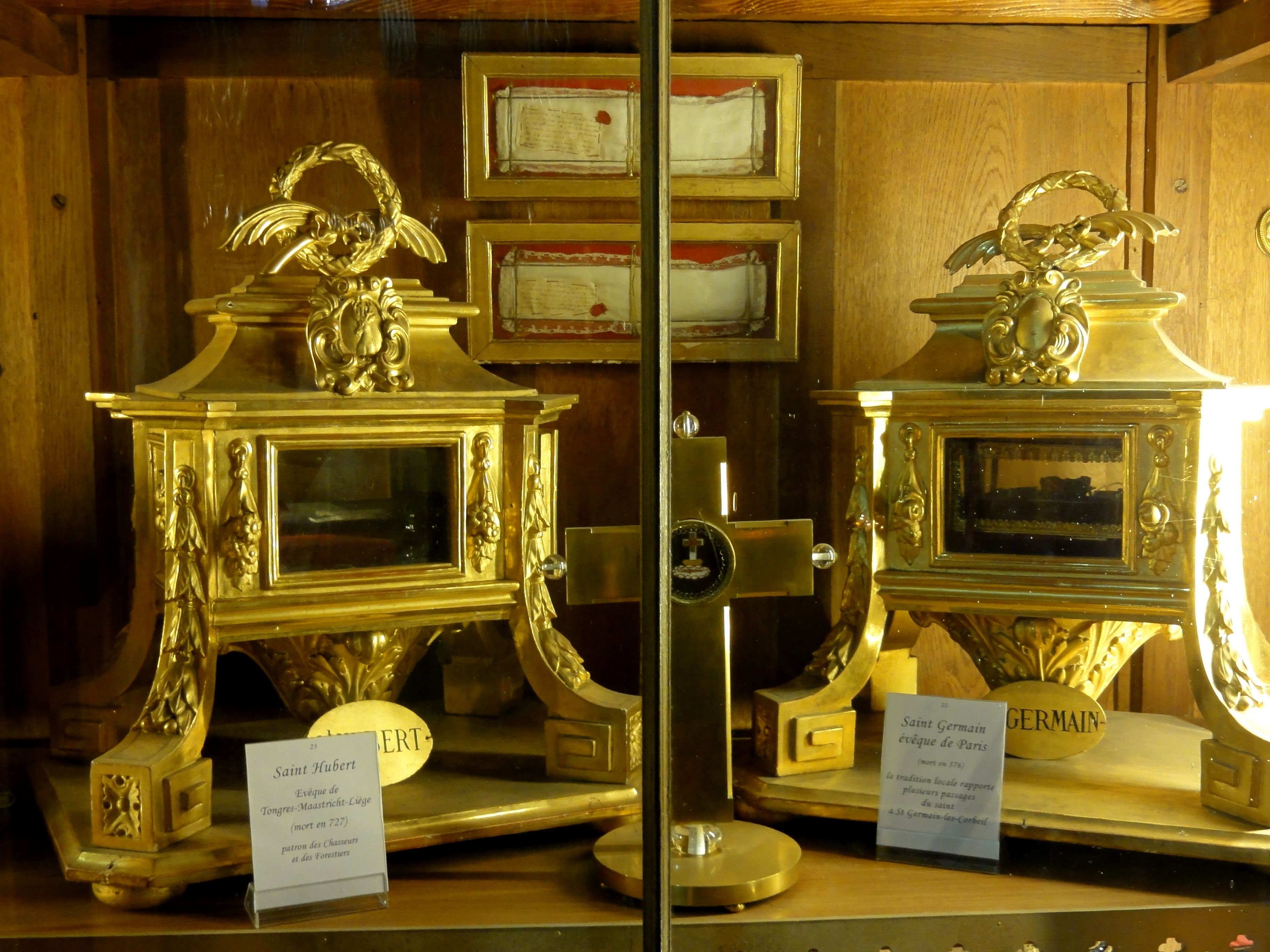
Châsses de saint Hubert et saint Germain de Paris.
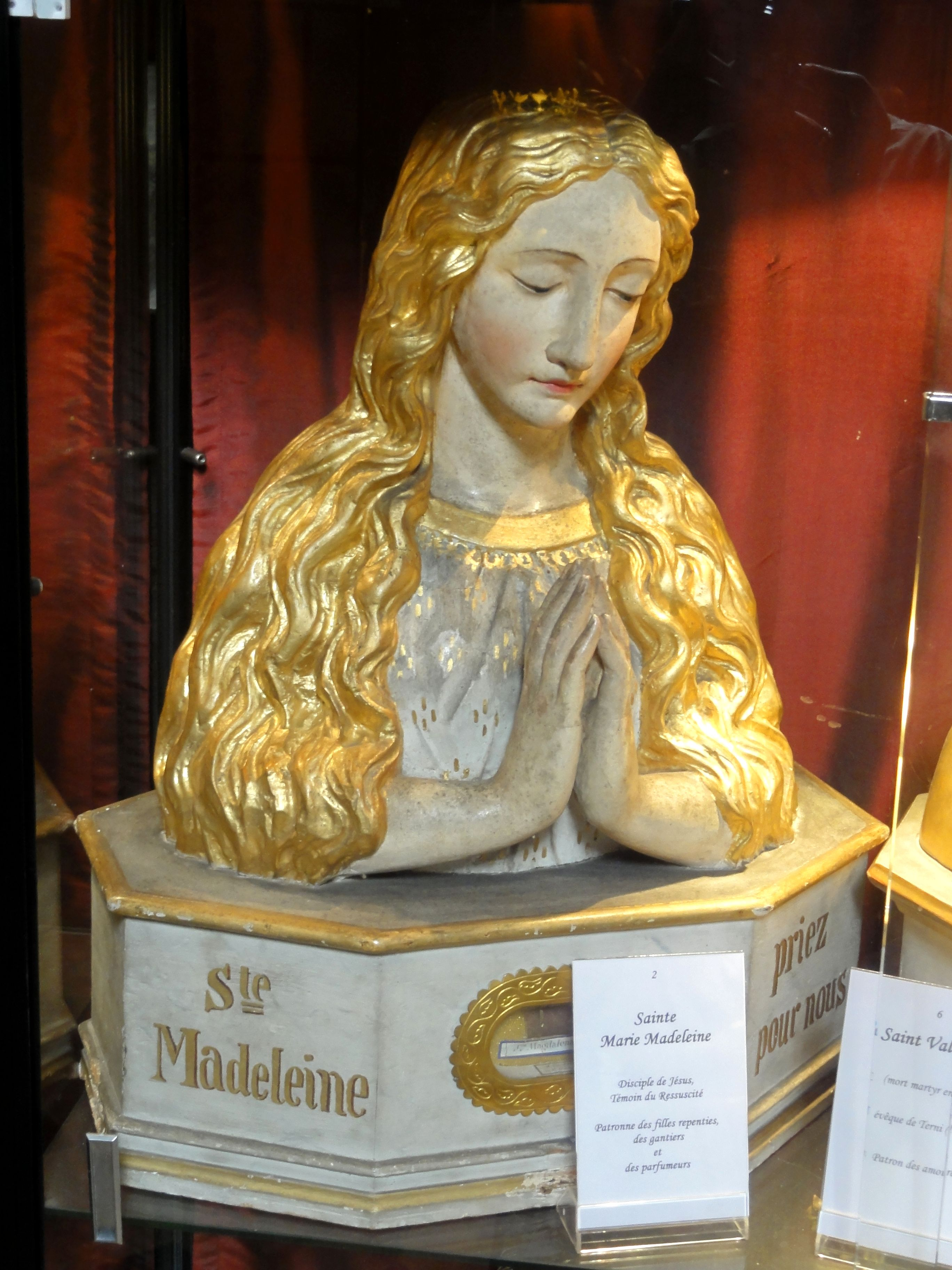
Buste-reliquaire de sainte Marie-Madeleine.
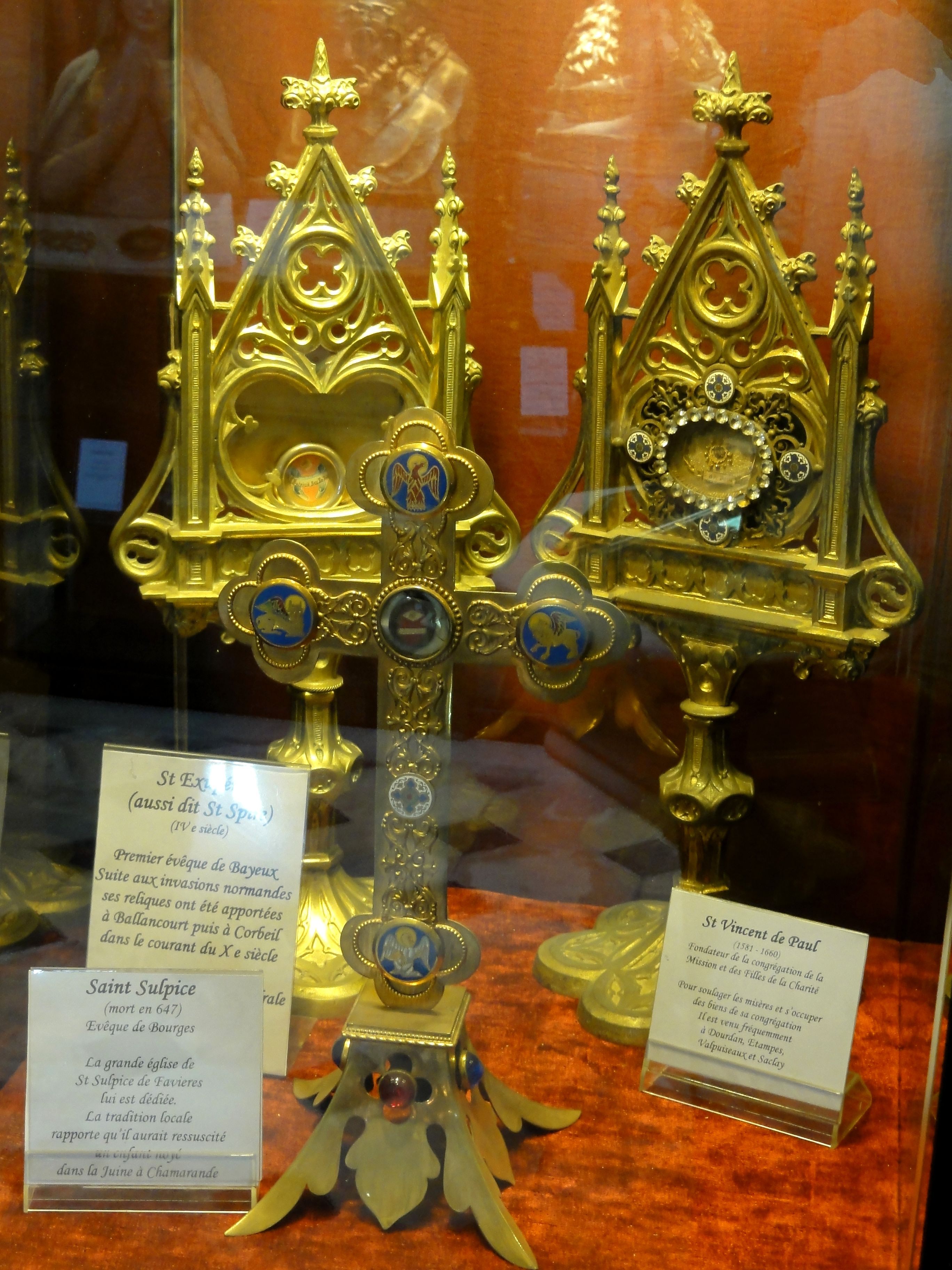
Monstrances de saint Sulpice et saint Vincent de Paul.
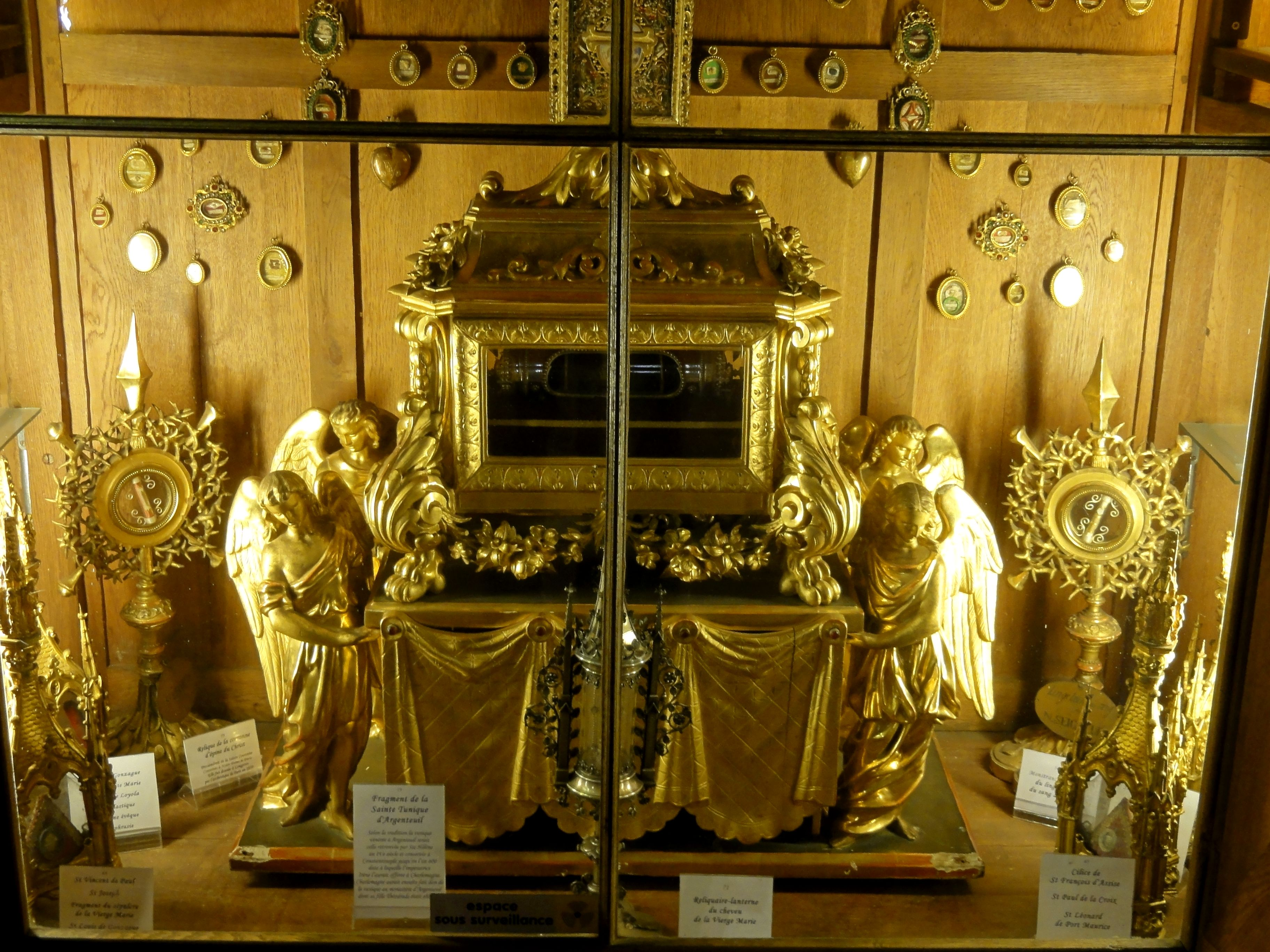
Reliquaire-lanterne du cheveu de la Vierge et fragment de la Sainte-Tunique.
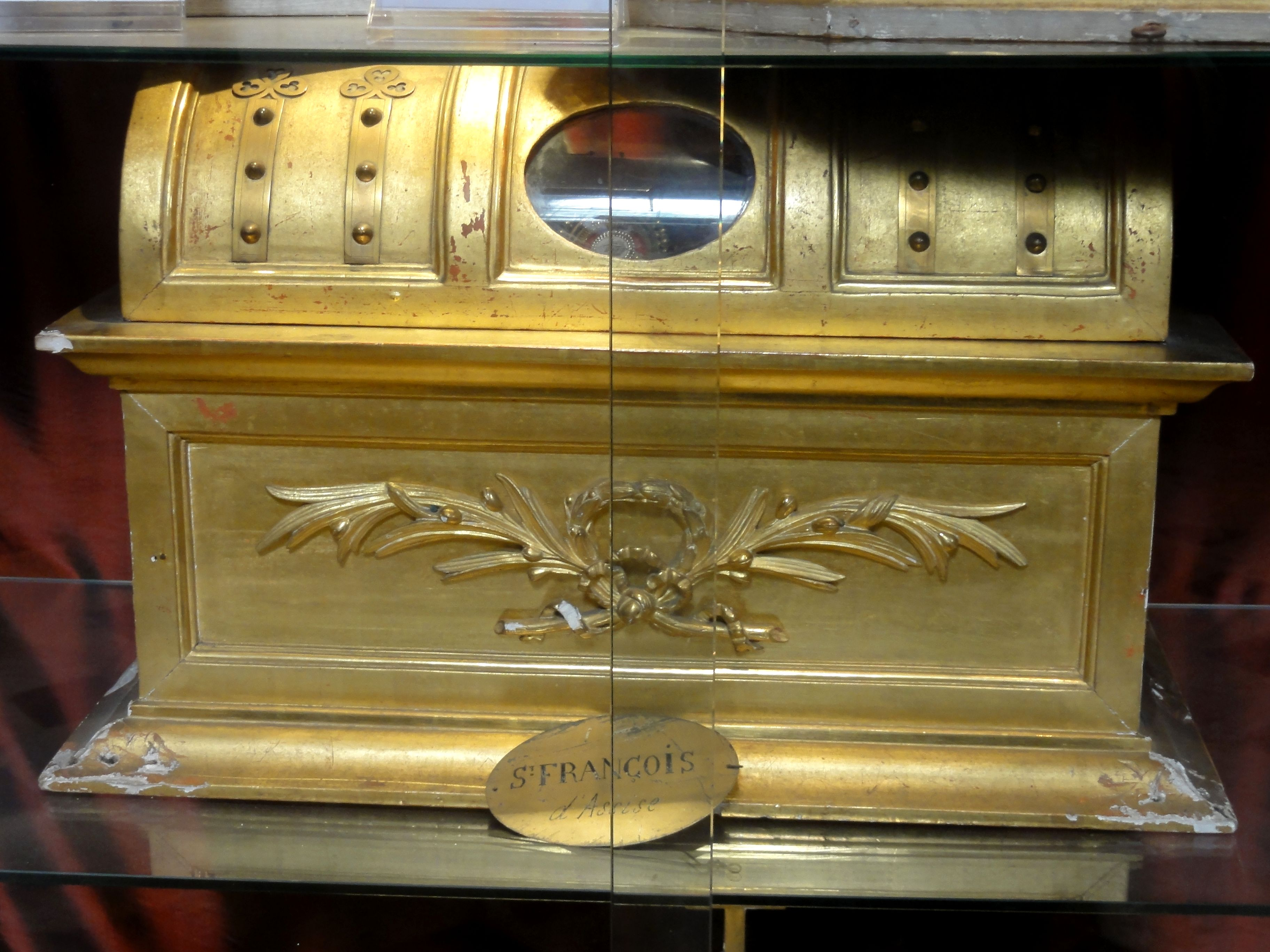
Châsse de saint François d'Assise.

## Mobilier

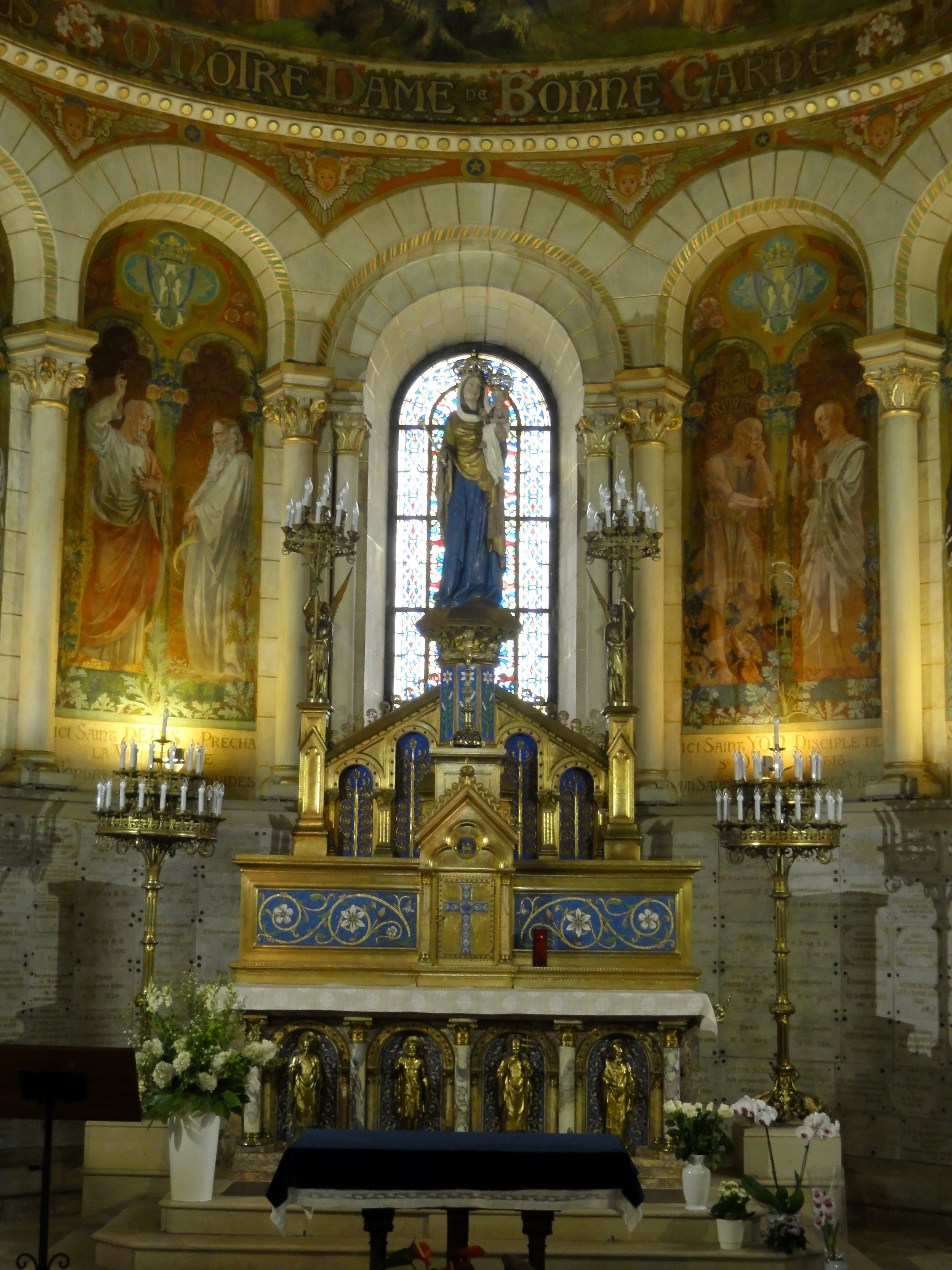
Autel de la Vierge.

L'église ne renferme aucun élément de mobilier classé monument historique au titre objet, hormis les nombreux reliquaires. L'église possède un mobilier liturgique de style néogothique ou néoroman, dont la majeure partie ne se distingue pas de la masse du mobilier des autres églises remeublées à la même époque. 

### Autel de la Vierge
L'autel de la Vierge dans l'abside est toutefois remarquable. Il est l'œuvre de Jean Alexandre Chertier. Offert en 1884 par Léonie de Sancey de Fresne, première présidente des dames zélatrices de l'archiconfrérie de Notre-Dame-de-Bonne-Garde. Il est fait de marbre veiné rose et gris et de cuivre doré, et décoré de mosaïques de pierre et d'incrustations d'émail. 

### Statue de Notre-Dame-de-Bonne-Garde
Au dessus du tabernacle de l'autel de la Vierge, la statue polychrome Notre-Dame-de-Bonne-Garde penche délicatement son sceptre vers le pèlerin, et présente son fils, le roi de l'Univers. Son visage, sans être mièvre, est doux et bienveillant. Les deux couronnes offertes par le pape Pie IX en 1872 ont malheureusement été volée en 1949, et ont dû être remplacées par des copies. La statue perpétue le souvenir de la première statue vénérée par les Gaulois au milieu du IIIe siècle, et en contiendrait des fragments. Les niches du devant-d'autel abritent des statues de saint Jean-Baptiste, de deux évêques et d'un pape, peut être Pie IX. Sous les arcatures identiques sur les côtés de l'autel, se trouvent une statue d'un évêque à gauche, et celle d'Hodierne de Gometz à droite,.

### Le maître-autel disparu
L'église possédait autrefois un grand maître-autel en marbre blanc de style néo-roman. Il fût offert en 1899 par Henry Say, directeur de la société Henry Say et Cie (ancêtre de Béghin-Say). Il était l'œuvre de Modeste Verlinden. Cet artiste, sculpteur et ébéniste, s'était distingué à l'Exposition Universelle d'Anvers en 1885 avec le maître-autel en marbre de Carrare de l'église Saint-Maclou de Wattrelos.
Au cours du XXe siècle, la flèche romane est d'abord démontée, comme l'atteste des cartes postales anciennes, puis l'autel est détruit.

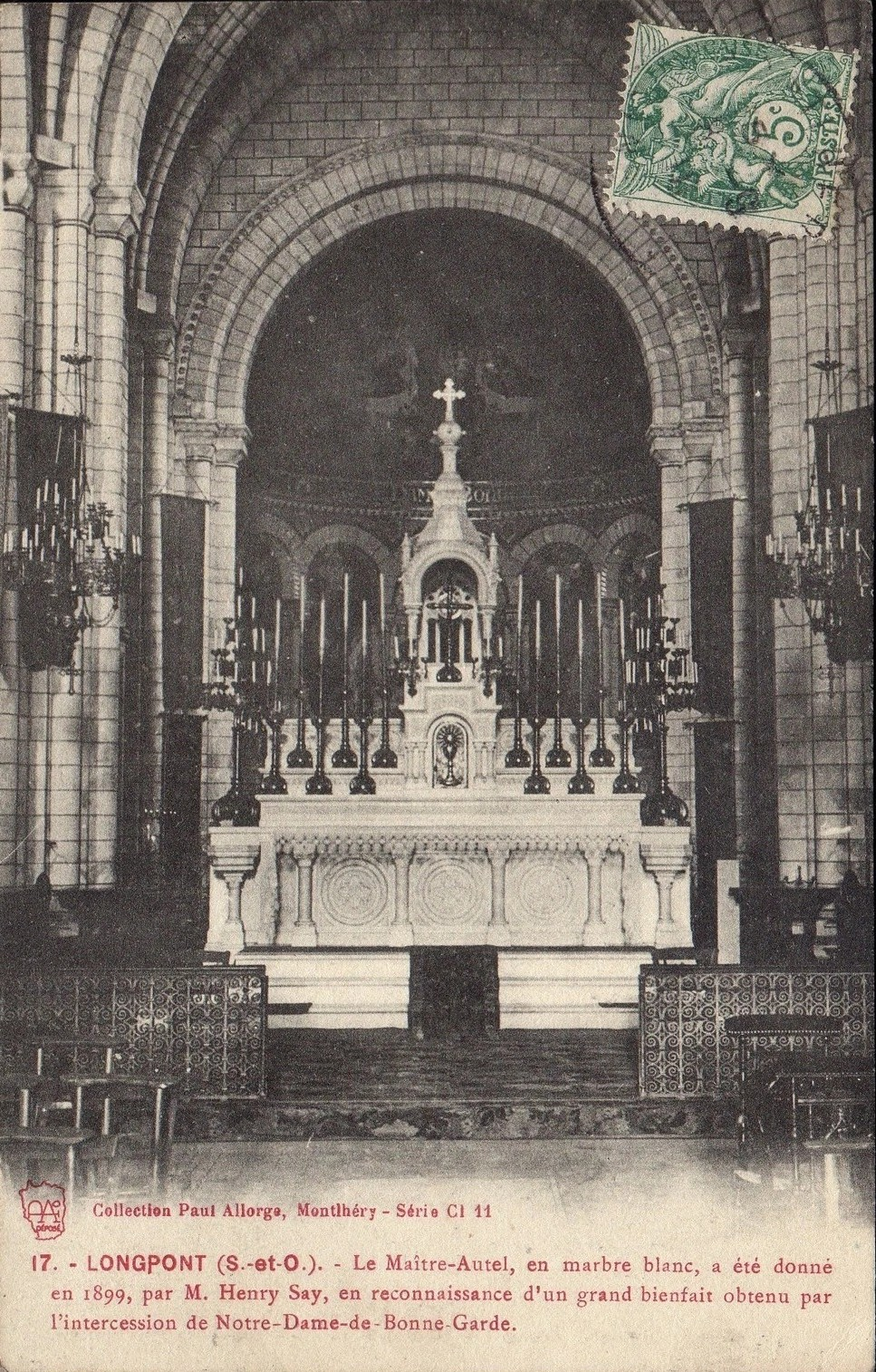
Maître autel de la Basilique Notre-Dame-de-Bonne-Garde de Longpont-sur-Orge (disparu)

### Autres statues
Les statues, peu nombreuses, datent pratiquement toutes du XIXe siècle. La plupart sont en plâtre et ne constituent pas des œuvres originales. On peut citer : sainte Geneviève, en bois polychrome, dans la première travée du bas-côté sud ; saint Joachim, à la fin du bas-côté sud ; sainte Anne et la jeune Marie dans un groupe sculpté représentant l'Éducation de la Vierge, à l'entrée de l'absidiole sud ; sainte Julienne, sur l'autel de cette absidiole qui lui est consacrée ; saint Denis en habit d'évêque, sur l'autel de l'absidiole nord qui lui est dédiée ; la statue du Sacré-Cœur de Jésus-Christ, sur l'autel oriental du croisillon nord ; saint Joseph, sur l'autel occidental du croisillon nord ; le saint curé d'Ars, Jean-Marie Vianney, à la fin du bas-côté nord ; un haut-relief Christ souffrant du premier quart du XIXe siècle par Gaetano Ferrari, sculpteur vénitien ; et saint Patrick d'Irlande, en bois polychrome, devant la pile du clocher, au début du bas-côté nord.

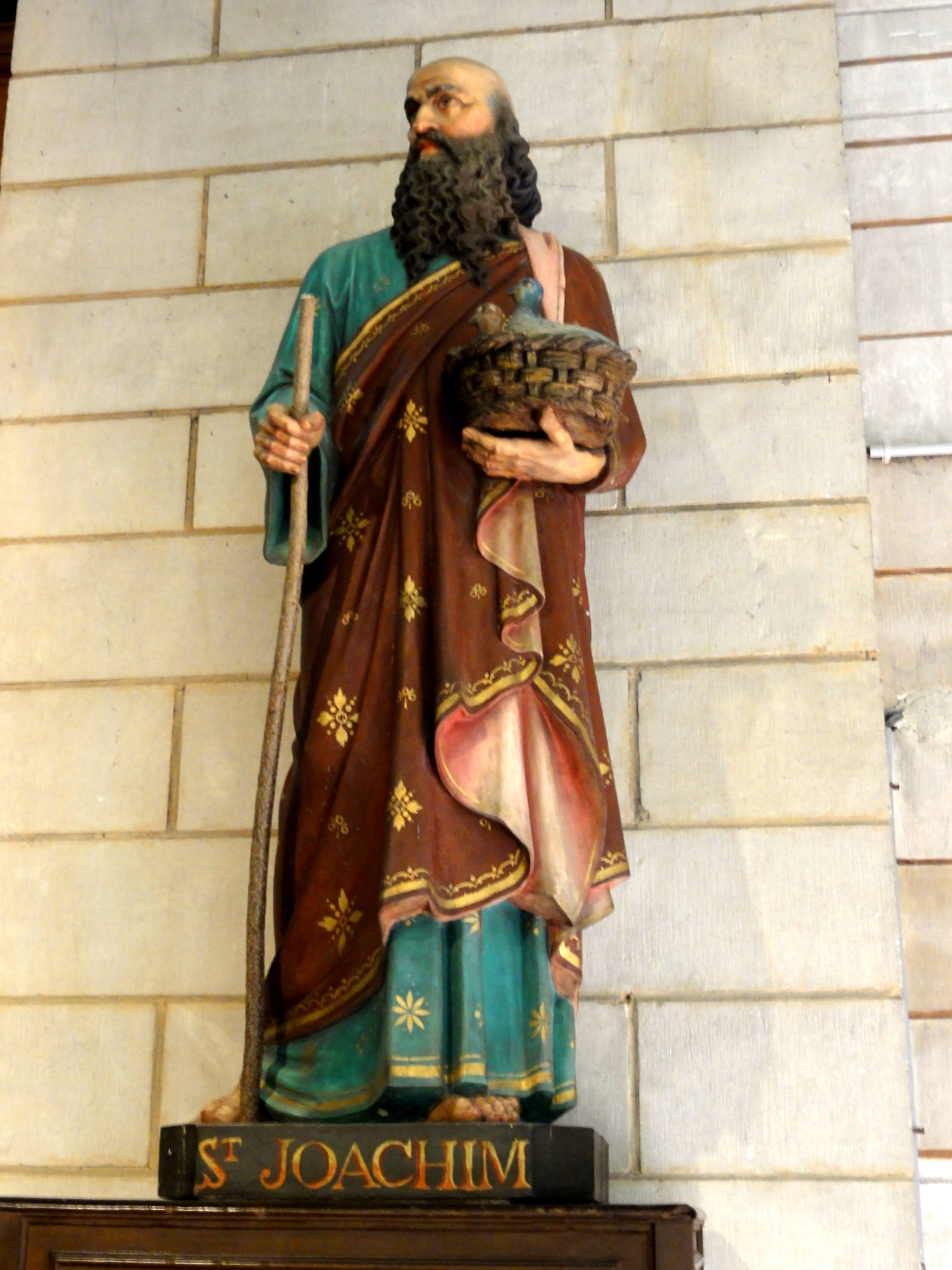
Saint Joachim.
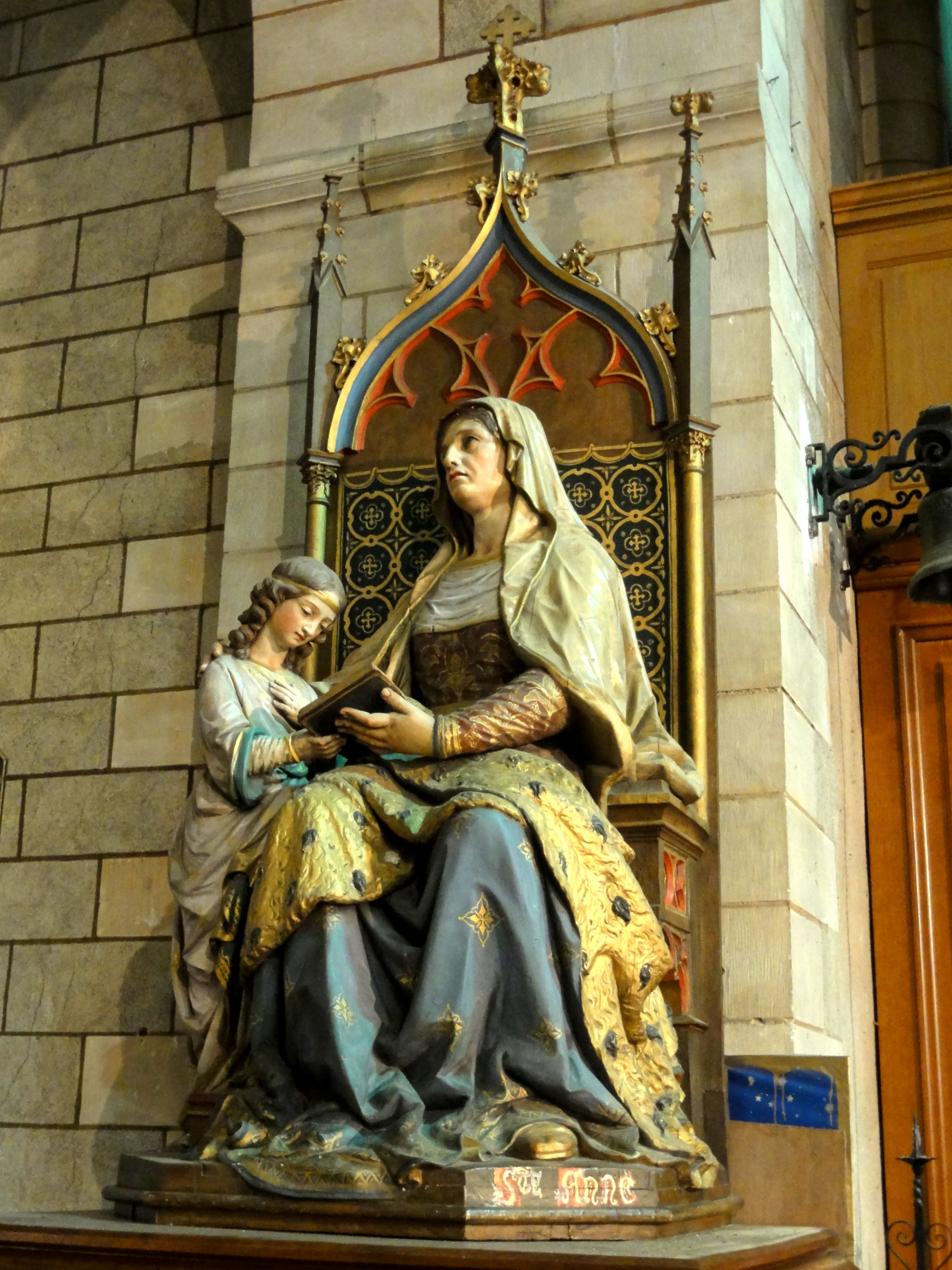
Éducation de la Vierge.
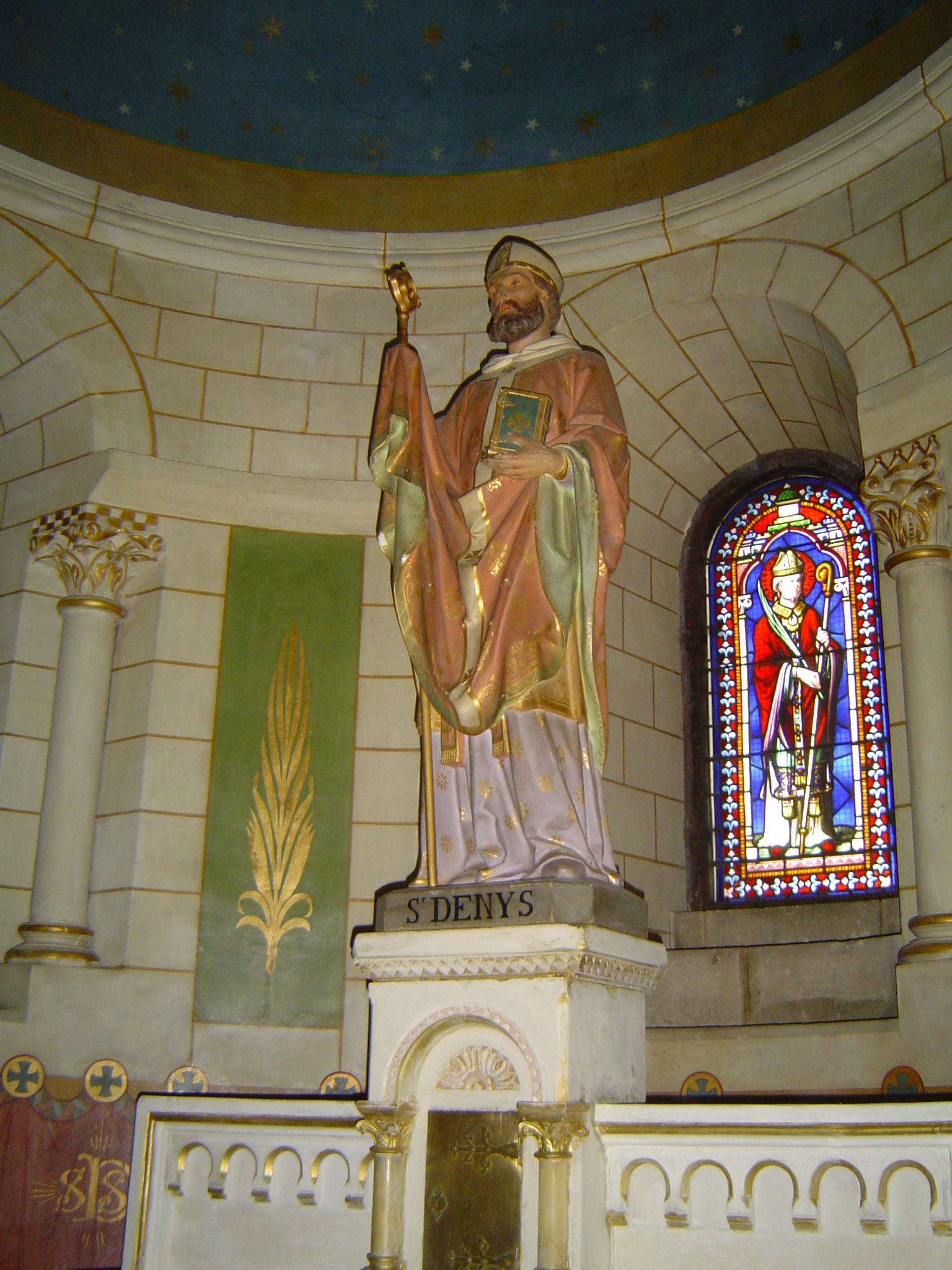
Saint Denis.
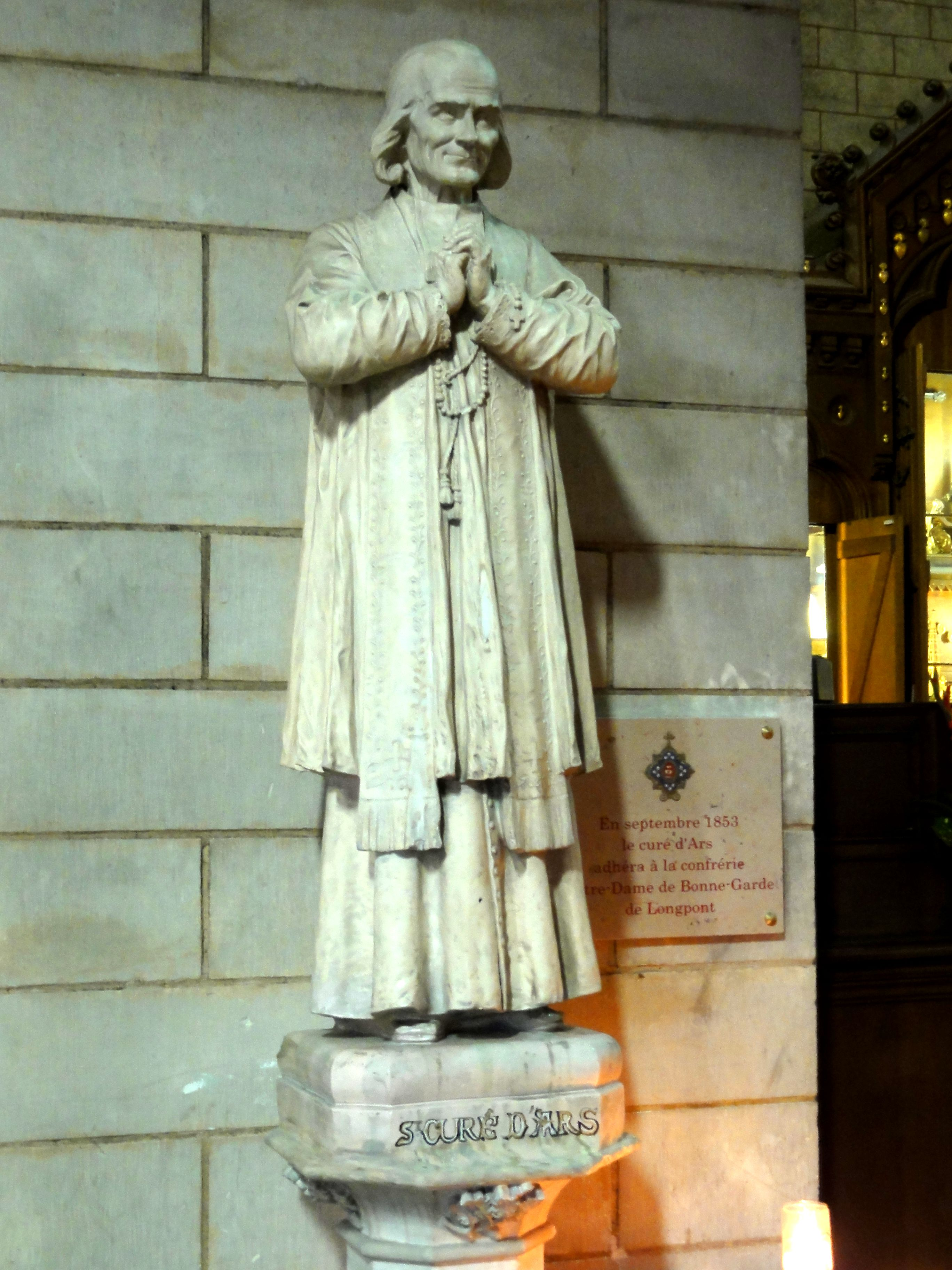
Saint Jean-Marie Vianney.
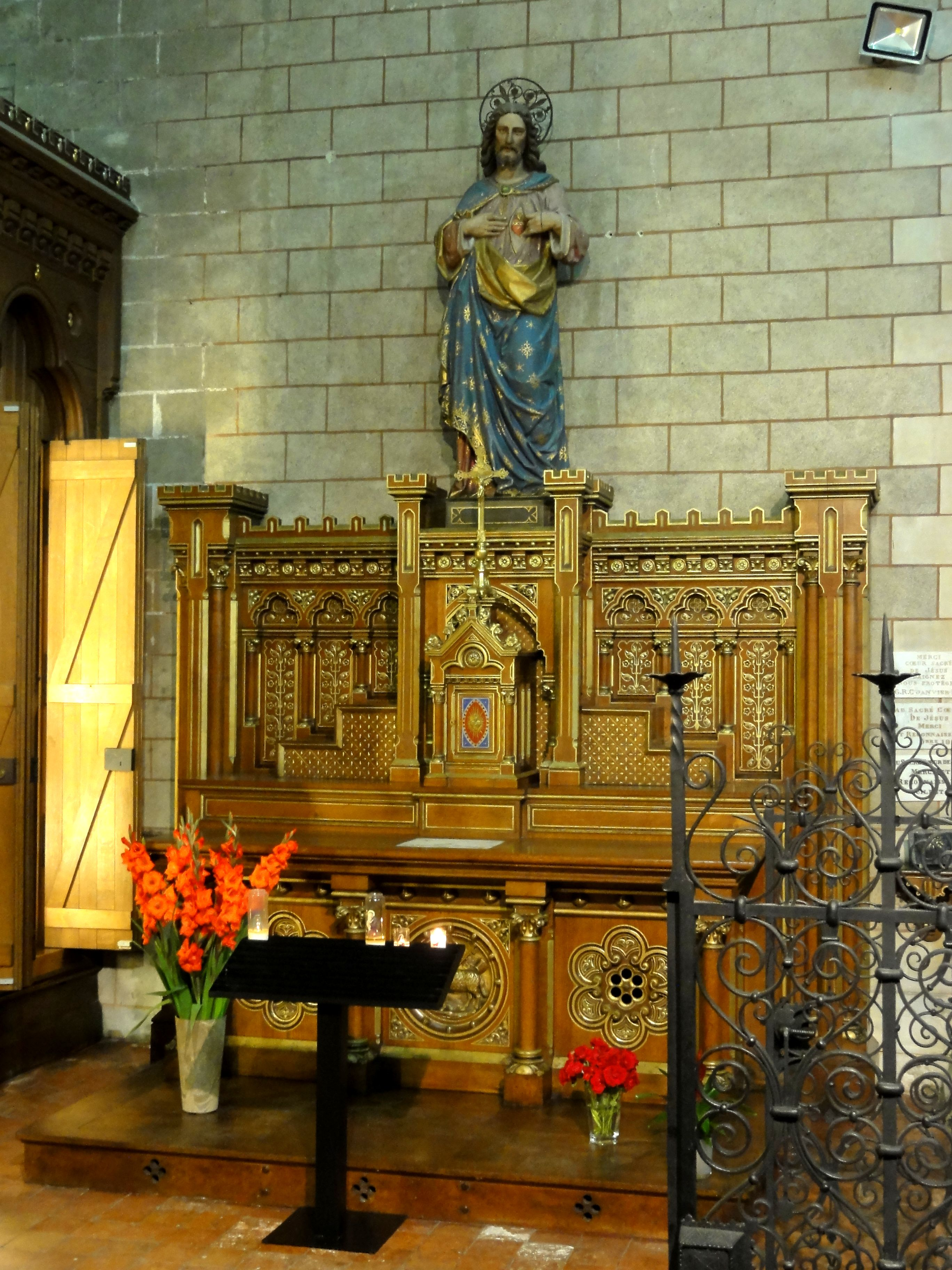
Autel du Sacré-Cœur.
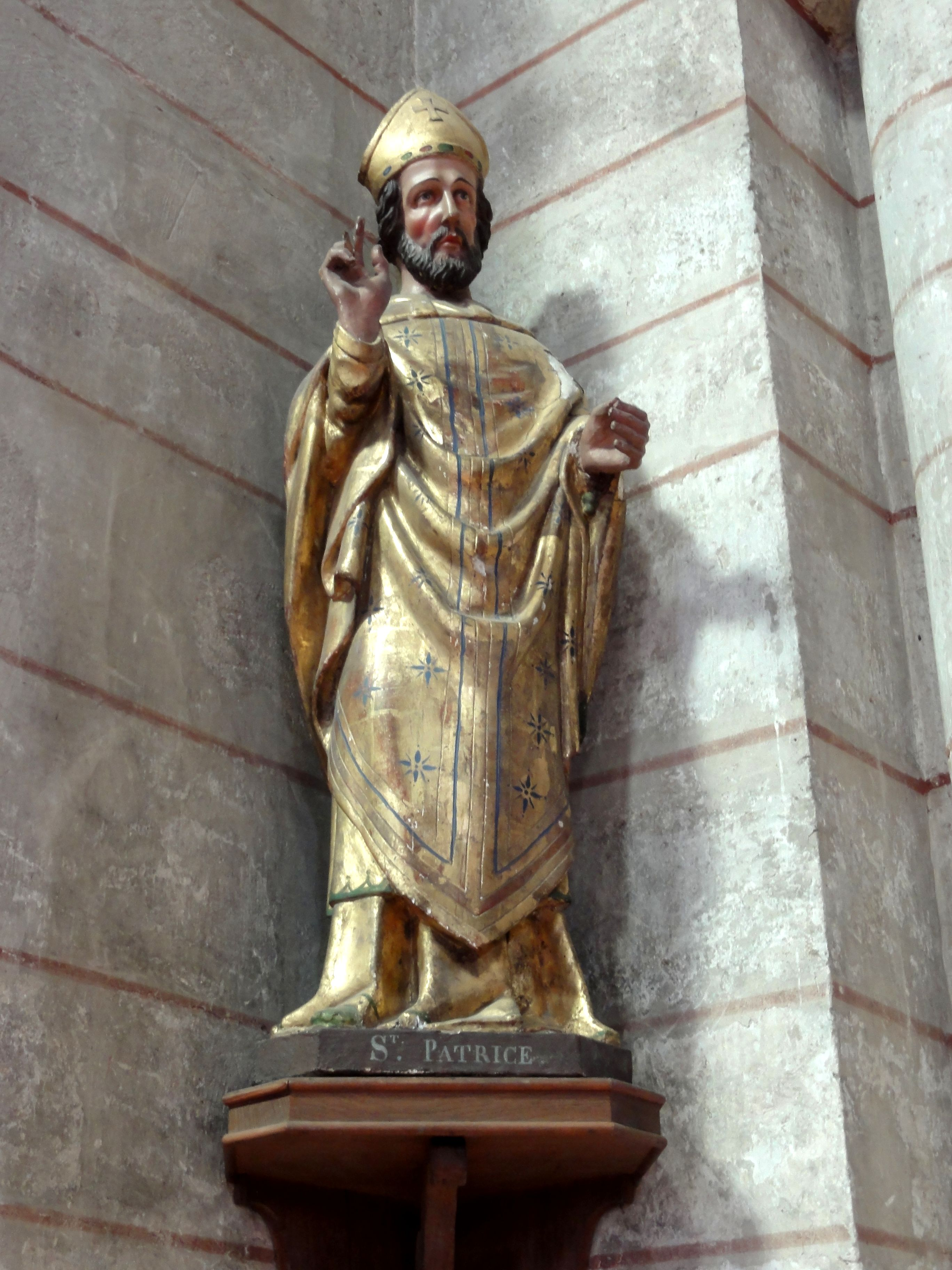
Saint Patrice.

## Grand Orgue

### Historique

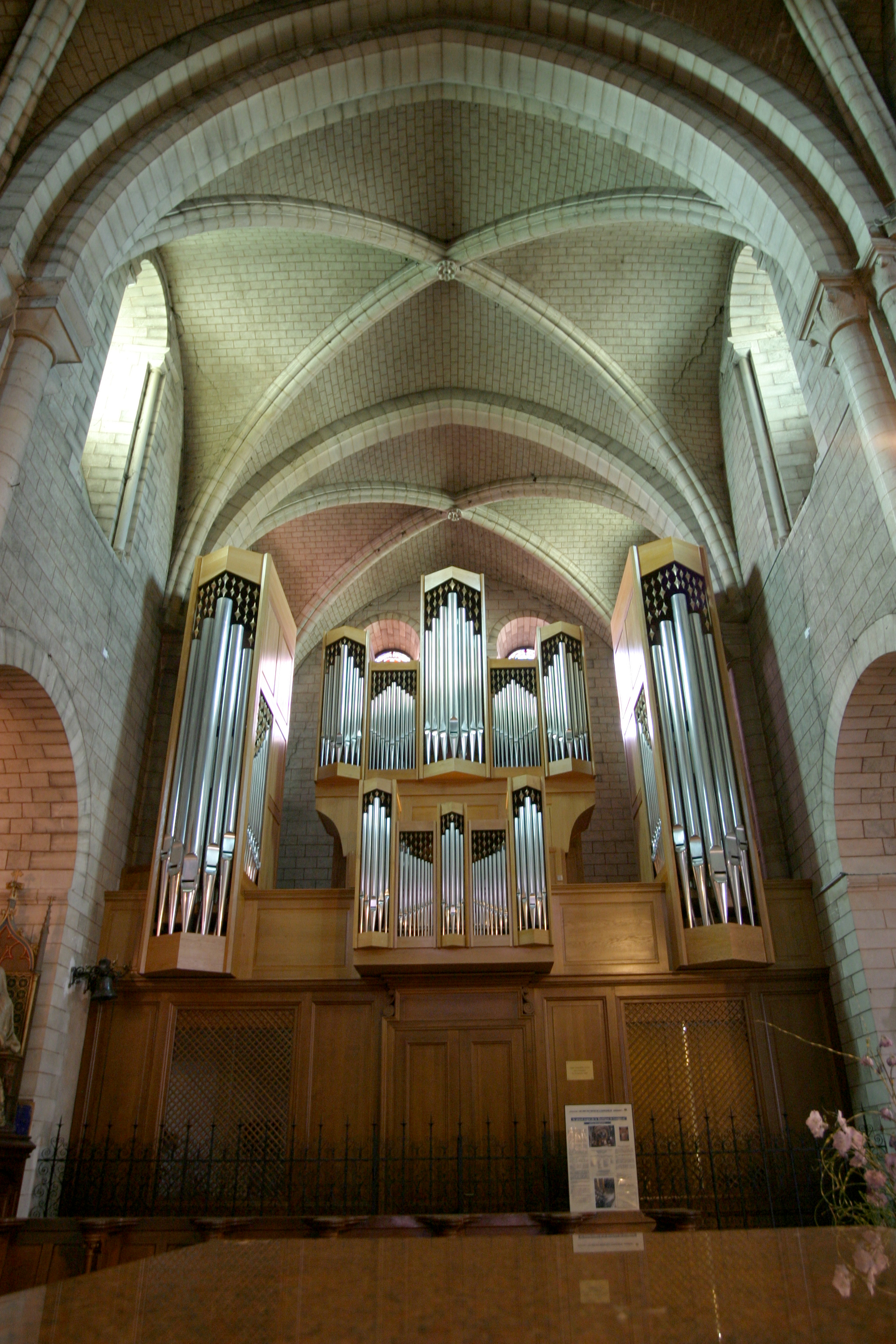
Le Grand orgue Kern - dans sa configuration d'origine - dans le transept sud.

Il semble que ce soit en 1942 qu'un véritable instrument à tuyaux, vraisemblablement acheté d'occasion, ait été installé pour la première fois à la basilique, entre deux piliers du bas-côté gauche.
En 1980, les frères assomptionnistes font cadeau à la basilique d'un orgue de vingt jeux sur deux claviers et pédalier, qui est mis en place au sol, dans le transept sud. Il est remis en état et électrifié par le facteur d'orgue Gonzalez, de Rambervillers, grâce à des fonds municipaux. En 1998 cet orgue, d'une valeur artistique moyenne et d'un état médiocre, est revendu en pièces pour permettre l'aménagement d'une nouvelle sacristie au même emplacement. C'est à ce moment que, sous l'impulsion de l'organiste titulaire, est créée l'Association des Amis de l'Orgue afin d'encourager au rétablissement d'un instrument qui soit digne du lieu.
Dans l'attente de ce projet, un positif de six jeux en chêne massif, construit par le facteur d'orgues François Delhumeau de La Chaussade et financé par la municipalité de Longpont-sur-Orge et l'Association des Amis de l'Orgue, est installé en mai 1998 dans le chœur. Il est toujours en place.
En 2005 la municipalité de Longpont-sur-Orge s'engage dans le projet de construction du grand orgue actuel. Le montage financier est bouclé en mai 2008, pour un coût de 509 639,53 € financés par le Conseil général de l'Essonne, le Conseil régional d'Île-de-France, la Direction de la Musique, de la Danse, du Théâtre et des Spectacles, l'Association des Amis de l'Orgue et la municipalité de Longpont-sur-Orge. Après appel d'offres, la réalisation en est confiée au facteur d'orgues Alfred Kern & Fils de Strasbourg, sous la maîtrise d'ouvrage de la mairie de Longpont-sur-Orge et la maîtrise d'œuvre de Jean-Pierre Decavèle, expert et technicien conseil auprès du ministère de la Culture pour ce projet. Après neuf mois de conception et de construction, il est livré le 23 mars 2009 et monté en six jours sur la tribune du transept sud de la basilique. Le mois de mai est nécessaire pour l'harmonisation des 2 533 tuyaux, avant l'inauguration officielle le 19 septembre 2009, pendant les journées du patrimoine. Depuis, de nombreux concerts et cours d'orgue y ont été donnés.
En 2020, 3 nouveaux jeux sont ajoutés, portant le nombre de jeux à 35 et le nombre de tuyaux à 2 787. La réalisation en a été confiée à la manufacture d'orgues Yves Fossaert, de Mondreville, pour un coût d'environ 37 000 € financés par l'Association des Amis de l'Orgue, la municipalité de Longpont-sur-Orge et le Conseil général de l'Essonne.
Michel Poillot, petit-fils du célèbre organiste dijonnais Émile Poillot, est l'organiste titulaire de la Basilique depuis 1997.

### Disposition

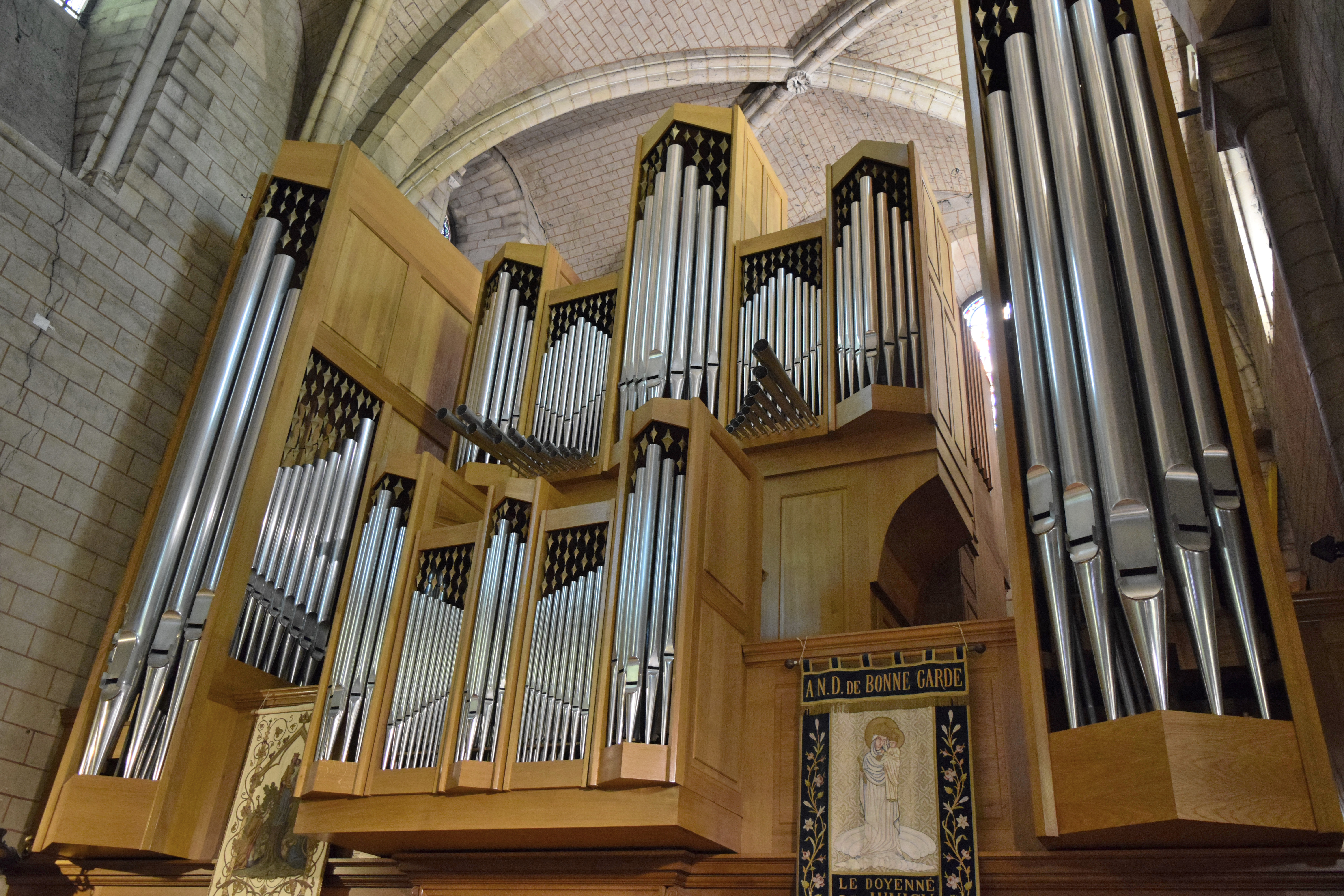
Grand orgue : à noter les deux grandes tourelles de pédale détachées qui s'avancent à hauteur du positif de dos et les trompettes en chamade ajoutées en 2020.

La composition du grand orgue est la suivante,, :
| I. Positif de dos |       |
| Bourdon           | 8′    |
| Salicional        | 8′    |
| Prestant          | 4′    |
| Flûte à cheminée  | 4′    |
| Nazard            | 2/3′  |
| Doublette         | 2′    |
| Tierce            | 13/5′ |
| Plein-jeu         | IV    |
| Cromorne          | 8′    |

| II. Grand Orgue      |     |
| Bourdon              | 16′ |
| Montre               | 8′  |
| Bourdon              | 8′  |
| Flûte                | 8′  |
| Prestant             | 4′  |
| Doublette            | 2′  |
| Fourniture           | IV  |
| Cymbale              | III |
| Trompette            | 8′  |
| Cornet               | V   |
| Trompette en chamade | 8′  |

| III. Récit expressif   |       |
| Bourdon-flûte          | 8′    |
| Gambe                  | 8′    |
| Voix céleste           | 8′    |
| Flûte octaviante       | 4′    |
| Octavin                | 2′    |
| Cornet                 | V     |
| Progression harmonique | II-IV |
| Basson-hautbois        | 8′    |
| Trompette harmonique   | 8′    |
| Voix humaine           | 8′    |

| Pédale       |     |
| Flûte        | 16′ |
| Grande flûte | 8′  |
| Basson       | 16′ |
| Trompette    | 8′  |
| Flûte        | 4′  |

Autres caractéristiques :
- 35 jeux – 3 claviers manuels de 61 notes et pédalier de 32 notes ;
- Transmission mécanique des claviers et électromécanique des jeux ;
- Accouplements : I/II – III/II (16', 8') ;
- Tirasses : I/P – II/P – III/P (4', 8') ;
- Diapason : La = 440 Hz ;
- Tempérament égal ;
- Tremblant doux (I + II) ;
- Trémolo et expression Récit.